# Liste von Söhnen und Töchtern der Stadt Dresden
Die folgenden Personen sind in Dresden geboren. Ob sie später ihren Wirkungskreis in Dresden hatten oder nicht, ist unerheblich. Die Auflistung erfolgt chronologisch nach Geburtsjahr.

## Vor dem 18. Jahrhundert
- 1273, Friedrich der Kleine, † 25. April 1316 in Dresden, Markgraf von Meißen
- 1332, 14. Dezember, Friedrich III., † 21. Mai 1381 in Altenburg, Markgraf von Meißen, Landgraf von Thüringen
- 1343, 19. Dezember, Wilhelm I., † 9. Februar 1407 auf Schloss Grimma, Markgraf von Meißen
- 1429, 1. Oktober, Andreas Proles, † 6. Juni 1503 in Kulmbach, Theologe
- 1473, 16. März, Heinrich der Fromme, † 18. August 1541 in Dresden, 1539–1541 Herzog von Sachsen sowie Sagan und Markgraf von Meißen
- um 1490, Johannes Galliculus, † um 1550 in Leipzig, Musiktheoretiker und Komponist
- 1498, 24. August, Johann von Sachsen, † 11. Januar 1537 in Dresden, Erbprinz von Sachsen
- vor 1500, Melchior Miritz, † um 1531 in Magdeburg, Theologe und Reformator
- 1504, 15. März, Friedrich von Sachsen, † 26. Februar 1539 in Dresden, 1537–1539 Erbprinz des Herzogtums Sachsen
- 1507, 7. März, Magdalene von Sachsen, † 25. Januar 1534 in Berlin, durch Heirat Kurprinzessin von Brandenburg
- 16. Jahrhundert, Bartholomäus Heynemann, † 16. Jahrhundert, sächsischer Schulmann
- 1529, Calixtus Schein, † 4. November 1600 in Lübeck, Syndicus der Hansestadt Lübeck
- um 1535, Andreas Petermann, † 1611 in Dresden, Kreuzkantor
- 1544, 23. Dezember, Anna von Sachsen, † 18. Dezember 1577 in Dresden, Tochter des Kurfürsten Moritz von Sachsen
- 1550, Christoph Walther III, † 11. Mai 1592 in Dresden, Maler, Bildschnitzer und Hoforganist
- 1554, 21. Februar, Alexander von Sachsen, † 8. Oktober 1565 in Dresden, Kurprinz von Sachsen, nominell Administrator der Hochstifte Merseburg und Naumburg
- 1559, 10. April, Melchior Jöstel, † 13. Juni 1611 in Freiberg, Mathematiker und Mediziner
- 1560, 29. Oktober, Christian I., † 25. September 1591 in Dresden, 1586–1591 Kurfürst von Sachsen
- 1563, 4. Oktober, Dorothea von Sachsen, † 13. Februar 1587 in Wolfenbüttel, durch Heirat Herzogin zu Braunschweig und Lüneburg und Fürstin von Braunschweig-Wolfenbüttel
- 1567, 18. November, Anna von Sachsen, † 27. Januar 1613 auf der Veste Coburg, durch Heirat Herzogin von Sachsen-Coburg, langjährige Gefangene auf der Veste Coburg
- 1572, Christoph Walther IV, † 1626 in Dresden, Bildhauer der späten Renaissance
- um 1574, Michael Walther, † 1624 in Dresden, Bildhauer des Barocks
- 1575, 17. November, Friedrich Balduin, † 1. Mai 1627 in Wittenberg, lutherischer Theologe
- 1576, Sebastian Walther, † August/September 1645 in Dresden, Hof-Bildhauer und Hof-Architekt
- 1583, 23. September, Christian II., † 23. Juni 1611 in Dresden, 1591–1611 Kurfürst von Sachsen
- 1585, 5. März, Johann Georg I., † 8. Oktober 1656 in Dresden, 1611–1656 Kurfürst von Sachsen
- 1587, 3. Februar, Balthasar Meisner, † 29. Dezember 1626 in Wittenberg, lutherischer Theologe und Ethiker
- 1587, 29. April, Sophie von Sachsen, † 9. Dezember 1635 in Stettin, durch Heirat Herzogin von Pommern-Stettin
- 1589, 7. September, August von Sachsen, † 26. Dezember 1615 in Naumburg, Verweser des Bistums Naumburg
- 1590, Dionysius von Podewils, † 2. Juni 1647 in Dresden, dänischer Rat, Gesandter und Hofmarschall
- 1591, 7. Januar, Dorothea von Sachsen, † 17. November 1617 in Dresden, Äbtissin des Stifts Quedlinburg
- 1591, 2. November, August Buchner, † 12. Februar 1661 in Apollensdorf, Lyriker und Literaturtheoretiker
- 1592, 13. Juni, Tobias Michael, † 26. Juni 1657 in Leipzig, Komponist und Thomaskantor
- 1597, 14. April, Georg Lilien, † 27. Juli 1666 in Berlin, lutherischer Theologe
- 1605, 5. Februar, Balthasar Balduin, † 29. April 1652 in Regensburg, lutherischer Theologe
- 1609, 23. November, Sophie Eleonore von Sachsen, † 2. Juni 1671 in Darmstadt, durch Heirat Landgräfin von Hessen-Darmstadt
- um 1610, Valentin Wagner († 1655 in Dresden), Zeichner im Dreißigjährigen Krieg
- 1610, 22. November, Maria Elisabeth von Sachsen, † 24. Oktober 1684 in Husum, durch Heirat Herzogin von Schleswig-Holstein-Gottorf
- 1613, 10. Juni, Johann Georg II., † 1. September 1680 in Freiberg, 1656–1680 Kurfürst von Sachsen
- 1614, 10. Mai, Zacharias Wagner, † 12. Oktober 1668 in Amsterdam, Verwalter der Kapkolonie 1662–1666 und Dejima 1656–1659
- 1614, 13. August, August von Sachsen-Weißenfels, † 4. Juni 1680 in Halle, letzter Administrator des Erzstiftes Magdeburg und erster Herzog von Sachsen-Weißenfels
- 1615, 27. Oktober, Christian I. von Sachsen-Merseburg, † 18. Oktober 1691 in Merseburg, erster Herzog von Sachsen-Merseburg
- 1617, 23. Dezember, Magdalena Sibylla von Sachsen, † 6. Januar 1668 in Altenburg, 1634–1647 durch Heirat Kronprinzessin von Dänemark und Norwegen, seit 1652 in 2. Ehe Herzogin von Sachsen-Altenburg
- 1618, 4. März, Johann Alemann, † 7. Oktober 1688 in Dresden, Jurist und kursächsischer Bergrat
- 1619, 28. März, Moritz von Sachsen-Zeitz, † 4. Dezember 1681 in Zeitz, erster Herzog von Sachsen-Zeitz
- 1619, 16. Oktober, Johann Friedrich König, † 15. September 1664 in Rostock, lutherischer Theologe und Hochschullehrer
- um 1625, Christoph Abraham Walther, † 22. August 1680 in Dresden, Bildhauer des Barocks
- 1625, 19. Oktober, Johann Andreas Lucius, † 17. Januar 1686 in Dresden, lutherischer Theologe
- 1625, 10. Dezember, Melchior Barthel, † 12. November 1672 in Dresden, Bildhauer des Barock, tätig in Italien, später Hofbildhauer in Dresden
- 1628, 26. Dezember, Sebastian Göbel, † 12. September 1685 im Kloster Berge, evangelischer Theologe und Abt des Klosters Berge bei Magdeburg
- 1636, 15. Januar, Caspar Albhard, † 24. Mai 1678 in Dresden, Jurist
- 1638, 21. Oktober, Johann Samuel Adami, † 13. März 1713 in Pretzschendorf, Theologe, Schriftsteller und Sprachforscher
- 1642, 22. Juli, Johann Quirsfeld, † 18. Juni 1686 in Pirna, evangelischer Theologe und Kantor
- 1644, 25. Februar, Erdmuthe Sophie von Sachsen, † 22. Juni 1670 in Bayreuth, durch Heirat Markgräfin von Brandenburg-Bayreuth, Kirchenlieddichterin, Schriftstellerin
- 1645, 12. Oktober, Christian Schwartz, † 21. Mai 1684 in Reichstädt, kurfürstlich-sächsischer Vizeweinmeister und Maler
- 1647, 20. Juni, Johann Georg III., † 12. September 1691 in Tübingen, 1680–1691 Kurfürst von Sachsen
- 1647, 14. August, Hanns Herrmann Wostromirsky von Rockittnigk, † 7. Februar 1718, Generalleutnant
- 1648, 2. November, Georg Konrad Büttner, † 20. April 1693 in Teplitz, Kirchenlieddichter
- 1649, 25. Juni, Johann Friedrich Landsberger, † 14. März 1711 in Dresden, Gründer der ersten öffentlichen Sänften-Anstalt
- 1650, 8. September, Johann Friedrich Karcher, † 9. Februar 1726 in Dresden, Gartengestalter und Baumeister
- 1652, 13. Oktober, Johann Heinrich Kittel, † 17. Juli 1682 in Dresden, Organist und Komponist
- 1656, 18. Juni, Johann Georg Schiebel, † 2. Mai 1684 in Radeburg, Dichter, Philosoph und Theologe
- 1657, 17. Juni, Julius Heinrich von Friesen, † 28. August 1706, kaiserlicher Generalfeldzeugmeister
- 1658, 16. Oktober, Georg Christoph von Breitenbauch, † 18. November 1737 in St. Ulrich, Kreiskommissarius und Direktor der kanzleischriftsäßigen Ritterschaft des Thüringischen Kreises
- 1659, 31. Mai, Adam Herold, † 2. März 1711 in Eilenburg, Pädagoge und evangelischer Theologe
- 1660, Johann Gottfried Schmidt, † 25. Juli 1736 in Dresden, königlich polnischer und kursächsischer Generalmajor sowie Oberzeug- und Feuerwerksmeister
- 1662, 22. Mai, August Ferdinand von Pflugk, † 8. April 1712, Staatsmann
- 1664, 30. März, Johann Christoph von Naumann, † 8. Januar 1742 in Dresden, Ingenieuroffizier und Architekt
- 1667/68 David Schatz, † 15. März 1750 in Leipzig, Architekt und Gartenarchitekt des Sächsischen Barock
- 1668, 18. Oktober, Johann Georg IV., † 27. April 1694 in Dresden, 1691–1694 Kurfürst von Sachsen
- 1670, 12. Mai, Friedrich August I., genannt August der Starke, † 1. Februar 1733 in Warschau, Kurfürst von Sachsen und als August II. König von Polen
- 1679, 26. September, Johann Gottlob Carpzov, † 7. April 1767 in Lübeck, lutherischer Theologe
- 1683, 6. November, Christian Friedrich Börner, † 19. November 1753 in Leipzig, lutherischer Theologe
- vermutlich 1684 (jedenfalls zwischen 1683 und 1685), Christian Friedrich Zincke, † 24. März 1767 in Lambeth bei London, Miniatur- und Emailmaler
- 1687, 16. April, Paul Christian Zink, † 20. Mai 1770 in Leipzig, Maler und Händler
- 1688, 16. Januar,  Adam Friedrich von Schönberg, † 31. Dezember 1751 in Oederan, Geheimer Rat, Obersteuereinnehmer und Rittergutsbesitzer
- 1690, 12. Juni, Carl Friedrich Trier, † 1. Februar 1763 in Leipzig, kursächsischer Jurist, Politiker, Bürgermeister der Stadt Leipzig
- 1691, 29. April, Ulrich Friedrich von Suhm, † 8. November 1740 in Sankt Petersburg, Diplomat und Freund Friedrichs des Großen
- 1694, 18. Juni, Carl Heinrich von Hoym, † 22. April 1736 auf der Festung Königsstein, polnischer und sächsischer Diplomat und Kabinettsminister
- 1696, 17. Oktober, Friedrich August II., † 5. Oktober 1763 in Dresden, Kurfürst von Sachsen und als August III. König von Polen
- 1697, 31. August, Friedrich Ludwig zu Dohna-Carwinden, † 6. Januar 1749 in Wesel, preußischer Generalfeldmarschall
- 1697, 12. Dezember, Christian von Loß, † 22. August 1770 in Dresden, sächsischer Kabinettsminister
- 1700, 26. Mai, Nikolaus Ludwig von Zinzendorf, † 9. Mai 1760 in Herrnhut, Hof- u. Justizrat, Gründer der Herrnhuter Brüdergemeine, Dichter („Herz und Herz vereint zusammen“, „Christi Blut und Gerechtigkeit“, „Jesu geh voran“)
- um 1700, Johann Ernst Philippi, † 1757 oder 1758 in Halle an der Saale, Jurist und Hochschullehrer in Halle

## 18. Jahrhundert
- 1701, 12. Mai, Christian Wilhelm Pöppelmann, † 25. Januar 1782 in Bautzen, Oberpostmeister in Dresden und Bautzen
- um 1703, Ludwig Lücke, † 1780 in Danzig, Elfenbeinschnitzer, Modelleur und Bildhauer
- 1703, 1. März, Carl Christian Schramm, † vor 8. März 1749, Verwaltungsjurist und Schriftsteller
- 1703, 26. März, Gottfried Heinrich Krohne, † 30. Mai 1756 in Weimar, Architekt
- 1703, 5. Mai, Curt Alexander von Schönberg, † 10. Juni 1761 in Freiberg, Kammerherr, Oberberghauptmann und russischer Generalbergdirektor
- 1704, 3. Juni, Karl David Kircheisen, † 8. Dezember 1770 in Berlin, Bürgermeister und Stadtpräsident von Berlin
- 1704, 4. Juni, Johann Gottlieb Michaelis, † 9. Dezember 1740 in Dresden, sächsischer Geheimkämmerer, Verwalter der Mineraliensammlung und des mathematisch-physikalischen Kabinetts, Inspektor der kurfürstlichen Kunstkammer
- 1704, 21. August, Johann Georg, Chevalier de Saxe, † 25. Februar 1774 in Dresden, kursächsischer General und Gouverneur von Dresden
- 1705, 6. Mai im Ortsteil Tolkewitz, Christian Gärtner, † 31. Dezember 1782 in Dresden, Fernrohrbauer und Astronom
- um 1706, Julius Heinrich Schwarze, † 21. Oktober 1775 in Dresden, Baumeister des Rokoko
- 1708,  15. September, Carl Christoph Frauenlob, † 11. Juli 1781 in Ulm, Stück-, Rot- und Glockengießer in Ulm
- 1709, 27. Oktober, Friederike Alexandrine Moszyńska, † 16. Dezember 1784 in Dresden, Tochter von August dem Starken und Anna Constantia von Cosel
- 1711, 9. Oktober, Rudolph Friedrich von Wichmannshausen, † 30. März 1792 in Delitzsch, Theologe und Philosoph
- 1714, 15. November, Karl Ferdinand Lindemann, † 7. April 1782 in Dresden, Verwaltungspolitiker und Mitglied des Sächsischen Rétablissements
- 1715, 25. Februar im Ortsteil Cossebaude, Johann(es) Ludewig, † 12. Januar 1760, vermutlich in Dresden, „Bauernastronom“
- 1718, 21. März, Friedrich August Krubsacius, † 28. November 1789 in Dresden, Architekt, Architekturtheoretiker, Hofbaumeister und Professor für Baukunst
- 1718, 2. September, Johann August von Ponickau, † 26. Februar 1802 in Dresden, Bibliotheksstifter und sächsischer Kriegsrat
- 1719, 8. September, August Ferdinand von Zech, † 1. April 1793 in Merseburg, Geheimer Rat, Kammerdirektor des Hochstifts Merseburg und Rittergutsbesitzer
- 1720, Johann Christian Feige der Jüngere, † 26. Oktober 1788 in Dresden, Bildhauer
- 1722, 5. September, Friedrich Christian, † 17. Dezember 1763 in Dresden, 5. Oktober 1763 bis 17. Dezember 1763 Kurfürst von Sachsen
- 1723, Johann Friedrich von Hiller, † 20. Mai 1803 in Freiberg, kursächsischer General der Infanterie
- 1723, 11. Juni im Ortsteil Prohlis, Johann George Palitzsch, † 21. Februar 1788 in Dresden, „Bauernastronom“
- 1724, 14. Juni, Johann Friedrich Knöbel, † 26. September 1792 in Dresden, in Dresden und Warschau tätiger Architekt und Baumeister
- 1724, 17. August, Gottlieb Friedrich Riedel, † 1784 in Augsburg, Porzellanmaler und -bildner, Radierer und Verleger
- 1724, 24. November, Maria Amalia von Sachsen, † 27. September 1760 in Madrid, 1735–1759 Königin von Neapel und Sizilien, 1759–1760 Königin von Spanien
- 1725, 28. August, Heinrich August Ossenfelder, † 6. Mai 1801 in Frankfurt am Main, Schriftsteller, Jurist, Lustspielautor und Lyriker
- 1726, Johann Gottfried von Hoyer, † 28. März 1802 in Dresden, kursächsischer Generalleutnant, Direktor der sächsischen Artillerieschule
- 1726, 11. August, Carl Friedrich Trier, † 29. September 1794 in Leipzig, Jurist und Leipziger Ratsherr
- 1726, 15. September, Johann Friedrich Feige, † 19. April 1788 in Dresden, Bildhauer
- 1728, Johann Friedrich Meyer, † um 1789 in Potsdam, Maler
- 1728, 7. Juni, Karl Daniel Freyberg, † 1. Mai 1802 in Wittenberg, Historiker, Physiker und Hochschullehrer
- 1728, 29. August, Maria Anna von Sachsen, † 17. Februar 1797 in München, 1747–1777 Kurfürstin von Bayern
- 1729, 18. Januar, Ernst Christian von Ryssel, † 3. Juli 1805 in Koblenz, sächsischer Generalmajor
- 1729, 7. April, Johanna Dorothea Sysang, † 2. oder 3. März 1791 in Leipzig, Kupferstecherin
- 1730, 25. August, Franz Xaver von Sachsen, † 21. Juni 1806 in Zabeltitz, 1763–1768 Regent des Kurfürstentums Sachsen
- 1731, Johann Karl Löwe, † 5. Januar 1818 in Bromberg, Schauspieler, Theaterdirektor
- 1731, 25. Januar, August Fryderyk Moszyński, † 11. Juni 1786 in Padua, polnischer Graf, Architekt und Freimaurer, Enkel Augusts des Starken
- 1731, 4. November, Maria Josepha von Sachsen, † 13. März 1767 in Versailles, Dauphine (Kronprinzessin) von Frankreich, Mutter von Ludwig XVI., Ludwig XVIII. und Karl X.
- 1732, 7. Juni, Friedrich Wilhelm von Ferber, † 25. Oktober 1800 in Leipzig, kursächsischer Staatsmann
- 1732, 28. November, Friedrich Ludwig Aster, † 1. Dezember 1804 in Dresden, kursächsischer Offizier, Generalmajor und Kartograf
- 1733, 12. Juli, Johann Ferdinand Feige der Ältere, † 13. Mai 1783 in Dresden, Bildhauer
- 1733, 13. Juli, Karl von Sachsen, † 16. Juni 1796 in Dresden, 1758–1763 Herzog von Kurland und Semgallen
- 1735, 16. Juni, Christian Heinrich Hecht, † 8. Juli 1801 in Sosa, evangelisch-lutherischer Pfarrer und Chronist
- um 1736, Sophie Friederike Dinglinger, † 10. März 1791 in Dresden, Miniaturmalerin
- 1736, 22. Februar, Christian Adolf Friedrich Gottlieb zu Castell-Remlingen, † 11. Juli 1762 in Hamburg, 1743–1762 Graf von Castell
- 1737/38, Friederike Sophie Seyler, † 22. November 1789 in Schleswig, eine der führenden Schauspielerinnen ihrer Zeit
- 1738, 14. März, Fryderyk Józef Moszyński, † 21. Januar 1817 in Kiew, polnisch-litauischer Staatsmann, Enkel Augusts des Starken
- 1739, 5. Januar, Karl von Zinzendorf, † 5. Januar 1813 in Wien, österreichischer Staatsmann
- 1739, 25. Januar, Heinrich Gottlob Lang, † 30. August 1809 in Augsburg, Entomologe, Kunsthandwerker und Naturaliensammler
- 1739, 31. Juli, Alois Friedrich von Brühl, † 31. Januar 1793 in Berlin, hoher Beamter in Polen, General und Theaterautor
- 1739, 7. Dezember, Christiane Karoline Schlegel, † 21. August 1833 in Dresden, Schriftstellerin
- 1740, 17. Februar, Georg Wilhelm von Hopffgarten, † 8. März 1813 in Freiberg, Kanzler und Kabinettsminister
- 1741, 17. April im Ortsteil Blasewitz, Johann Gottlieb Naumann, † 23. Oktober 1801 in Dresden, Komponist und Hofkapellmeister
- 1742, 4. April, Carl von Brühl, † 3. August 1802 in Ziethen, preußischer General, Ritter des polnischen Weißen Adlerordens, Erzieher des preußischen Kronprinzen Friedrich Wilhelm
- 1743, 30. Mai, Friedrich Adolph von Burgsdorff, † 11. März 1799 in Dresden, Kanzler des Stifts Merseburg, kursächsischer Appellationsrat sowie Rittergutsbesitzer
- 1743, 11./12. Juli, Albert Christian Heinrich von Brühl, † 30. März 1792 in Pförten, sächsischer und preußischer Generalmajor, Ritter des Malteserordens
- 1744, Samuel Benedict Arnold, † 1817 in Dresden, Maler
- 1744, Johann Wilhelm Chryselius, † 12. Januar 1793 in Merseburg, Baumeister und Architekt
- 1744, Gottlob August Hölzer, † 18. Februar 1814 in Dresden, Architekt, Baumeister und Hochschullehrer
- 1744, 11. April, August Friedrich Schott, † 10. Oktober 1792 in Leipzig, Rechtswissenschaftler, Hochschullehrer und -rektor
- 1746, 14. Mai, Johann Friedrich Fechhelm, † 30. März 1794 in Berlin, Maler
- 1746, 26. Juli, Hanns Moritz von Brühl, † 31. Januar 1811 in Seifersdorf, Rittergutsbesitzer, Übersetzer, Zeichner, preußischer Chausseen-Intendant
- 1747, 9. Juni, Johann Ludwig Giesel, † 4. März 1814 in Dresden, Maler
- 1747, 4. Dezember, Ernst Heinrich von Schimmelmann, † 9. Februar 1831 in Kopenhagen, dänischer Außenminister
- 1748, Carl Traugott Fechhelm, † 1819 in Riga, Landschafts- und Vedutenmaler, Freskant und Bühnenbildner
- 1748, Franziska Romana Koch, † 1796 in Dresden, Schauspielerin, Tänzerin und Opernsängerin
- 1748, 11. August, Joseph Schuster, 24. Juli 1812 in Dresden, Opernkomponist
- 1749, Christian Gottfried Schulze, † 22. Februar 1819 in Dresden, Kupferstecher
- 1750, 14. Februar, Christian Heinrich August von Uffel, † 7. November 1822 in Leipzig, Amtshauptmann und Domherr
- 1750, 23. Dezember, Friedrich August I., † 31. Mai 1827 in Dresden, regierte Sachsen 1763–1806 als Kurfürst Friedrich August III. (der Gerechte), und 1806–1813 sowie 1815–1827 als König Friedrich August I.
- 1751, Anna Maria Mengs, † 29. Oktober 1792 in Madrid, Malerin
- 1751, 14. Januar, Johann August Giesel, † 18. April 1822 in Dresden, Architekt und Hofbaumeister
- 1751, 19. Mai, Gottlieb Friedrich Otto, † 8. Januar 1815 in Friedersdorf (Markersdorf), deutscher Lehrer, Pfarrer und Lexikograf
- 1751, 24. Dezember, Christian Heinrich Schreyer, † 24. Januar 1823 in Ortrand, evangelischer Pfarrer, Schriftsteller und Komponist
- 1752 oder 1753, Christian Gottlob Langwagen, † 13. August 1805 in Braunschweig, Architekt und Braunschweiger Hofbaumeister
- 1752, 9. März, Johann Heinrich Joseph Georg von Flemming, † 7. Juni 1830 in Crossen war Krongroßschwertträger in Polen.
- 1752, 21. März, Maurice Joseph Louis Gigost d’Elbée, † 6. Januar 1794 auf der Insel Noirmoutier, Kommandant der Aufständischen während des Vendée-Aufstands in der Zeit der Französischen Revolution
- 1752, 25. Mai, Carl Gottlieb Rasp, † Dezember 1807 in Dresden, Miniaturmaler und Kupferstecher
- 1753, Karoline Krüger, † 29. November 1831 in Wien, Schauspielerin
- 1753, 5. März, Christian Friedrich Schuricht, † 2. August 1832 in Dresden, Architekt, Gartenarchitekt, Zeichner, Kupferstecher und Baubeamter
- 1755, November, Wilhelmine Oeser, † 1. Dezember 1813 in Leipzig, Porträtzeichnerin
- 1755, 27. Dezember, Anton, † 6. Juni 1836 in Dresden-Pillnitz, 1827–1836 König von Sachsen
- 1756, 20. Juli, Ephraim Gottlieb Krüger, † am 9. Januar 1834 in Dresden, Kupferstecher und Professor an der Dresdner Kunstakademie
- 1757, 24. Januar, Carl Wilhelm Brumbey, † 6. Mai 1828 in Berlin, evangelischer Pfarrer und Schriftsteller
- 1757, 8. Februar, Friedrich Christian Schlenkert, † 16. Juni 1826 in Tharandt, Schriftsteller
- 1757, 27. April, Carl August Benjamin Siegel, † 15. Oktober 1832 in Dresden, Baumeister und Architekturprofessor
- 1757, 29. August, Heinrich von Bellegarde, † 22. Juli 1845 in Wien, österreichischer Feldmarschall und Staatsmann
- 1757, 26. September, Maria Amalie von Sachsen, † 20. April 1831 in Neuburg an der Donau, durch Heirat Herzogin von Pfalz-Zweibrücken, 1798–1831 Äbtissin des Damenstifts St. Anna in München
- 1758 od. 1762, 24. Januar, Johann Georg August Hacker, † 21. Februar 1823 in Dresden, lutherischer Theologe
- 1759, 21. Januar, Caroline Adelheid Cornelia von Baudissin, † 17. Januar 1826 in Knoop, Herzogtum Schleswig, Schriftstellerin
- 1759, 6. Februar, Christian Daniel Erhard, † 17. Februar 1813 in Leipzig, Rechtswissenschaftler, Hochschullehrer und Dichter
- 1759, 4. April, Christian Leberecht Vogel, † 11. April 1816 in Dresden, Maler
- 1759, 13. April, Maximilian von Sachsen, † 3. Januar 1838 in Dresden, 1827–1830 designierter Thronfolger des Königreichs Sachsen, Vater der Könige Friedrich August II. und Johann
- 1759, 20. April, Rupert Becker, † 14. Februar 1823, Schriftsteller und Jurist
- 1761, 14. Januar, Friedrich Wilhelm Curt von Leipziger, † 24. Mai 1824 in Kropstädt, Amtshauptmann des Kurkreises, Hofgerichtsassessor in Wittenberg und Rittergutsbesitzer
- 1761, 12. Mai, August Leberecht Schönberg, † 4. April 1825 in Dresden, Kaufmann und Rittergutsbesitzer
- 1762, Carl Friedrich von Schelcher, † 28. Dezember 1817 in Dessau, Hippologe, Schriftsteller und Maler
- 1762, 14. Oktober, Christoph Sigismund von Gutschmid, † 7. Juni 1812 in Puławy
- 1763, 5. Januar, Johanne Justine Renner, † 24. Juli 1856 in Blasewitz, Gustel von Blasewitz in Friedrich Schillers Wallensteins Lager
- 1763, 28. August, Paul Simon Jacob Malvieux, † 26. Juli 1791 in Leipzig, Kupferstecher
- 1764, 22. Juni, Johann Gottfried Schmidt (Kupferstecher, 1764), † 7. Juli 1803 in Paris, Zeichner und Kupferstecher
- 1765, 22. Januar, Friedrich August Röber, † 5. März 1827 in Ilkendorf, Sozialmediziner, Epidemiologe, Weinbaufachmann und Autor
- 1765, 6. Juli, Johann Otto Damm, † 5. Juni 1837 in Berlin, königlich preußischer Generalmajor
- 1766, Heinrich Albert, † 1820, Maler
- 1766, 23. August, Johann Centurius von Hoffmannsegg, † 13. Dezember 1849 in Dresden, Botaniker, Entomologe und Ornithologe
- 1766, 25. November, Friedrich Gustav Schilling, † 30. Juli 1839 in Dresden, Pseudonym Zebedäus Kukuk, der jüngere, Schriftsteller, Dichter
- 1767, 9. Mai, Johann Gottfried von Hoyer, † 7. März 1848 in Halle an der Saale, preußischer Generalmajor und Militärschriftsteller
- 1768, 20. Juli, Franz Anton Schubert, † 5. März 1824 in Dresden, Kirchenkomponist und Instrumentalist an der Katholischen Hofkirche Dresden
- 1769, 21. Februar, Christian Friedrich Sprinck, † 1831 in Dresden, Zeichner und Kupferstecher
- 1770, Johann Baptista Joseph Hirsch, † 7. Oktober 1822 in Dresden, Offizier und Hauptmann der Artillerie der Sächsischen Armee
- 1770, 26. März, Heinrich Vitzthum von Eckstädt, † 11. Oktober 1837 in Dresden, Direktor des Hoftheaters und der Hofkapelle, Generaldirektor der Kunstakademie
- 1770, 1. Juni, Friedrich August Schulze, † 4. September 1849 in Dresden, Schriftsteller
- 1771, 8. September, Johann Gottlob Henschke, † 18. September 1850 in Dresden, Landschaftszeichner und Kupferstecher
- 1771, 22. September, Friedrich Carl Adolf von Lindemann, † 5. Dezember 1824, Oberst
- 1771, 24. Oktober, Friedrich Benjamin Bucher, † 13. Dezember 1826, Jurist, Wirtschaftspolitiker und Übersetzer
- 1771, 5. Dezember, Friedrich Ferdinand Gottlieb von Globig, † 8. September 1852 in Wildberg, Geheimer Rat und Oberkammerherr
- 1772, Julius Miller, † 7. April 1851, Opernsänger und Komponist
- 1773, 10. Juli, Anton Friedrich Karl von Ryssel,  † 17. April 1833 in Giebichenstein, sächsischer Generalmajor und preußischer Generalleutnant
- 1774, 20. Februar, Christian August Gottlieb Göde, † 2. Juli 1812 in Göttingen, Rechtswissenschaftler
- 1774, 2. September, Friedrich Adolph Kuhn, † 29. Juli 1844 in Dresden, Lyriker und Übersetzer
- 1774, 2. Oktober, Gustav Ludwig Ferdinand Raabe, † 8. April 1837 in Dresden, Kommandant des Artilleriekorps in Dresden
- 1775, 28. April, Karl Traugott Zeuner, † 24. Januar 1841 in Paris, Komponist und Pianist
- 1775, 23. Oktober, Gottlob Friedrich Thormeyer, † 11. Februar 1842 in Dresden, Architekt und Baubeamter
- 1778, 5. Oktober, Ernst Ludwig von Aster, † 10. Februar 1855 in Berlin, preußischer General
- 1778, 21. Oktober, Gerhard Bonnier, † 18. April 1862 in Kopenhagen, Verleger
- 1779, 28. März, Karl Friedrich Schäffer jun., † 24. September 1837 in Düsseldorf, Architekt und Professor für Baukunst in Düsseldorf
- 1779, 18. Juli, Christian Gottlob Hammer, † 7. Februar 1864 in Dresden, Landschaftsmaler und Kupferstecher
- 1779, 9. Dezember, Moritz Retzsch, † 11. Juni 1857 in Dresden, Zeichner, Maler und Radierer
- 1780, 16. Juni, Christian Gottlieb Kühn, † 20. Dezember 1828 in Dresden, Bildhauer
- 1780, 25. Juli, Christian Theodor Weinlig, † 7. März 1842 in Leipzig, Jurist, Musikpädagoge, Komponist und Chordirigent
- 1780, 14. Dezember, Amalie Curtius, † 28. Dezember 1835 in Dresden, Schriftstellerin
- 1781, 4. Juli, Karl Maximilian Andree, † 1. November 1827 in Breslau, Mediziner und Gynäkologe
- 1781, 24. Juli, Wilhelm Ernst August von Schlieben, † 11. September 1839 Dresden, Kartograf und Statistiker
- 1781, 11. November, Ludwig Gustav von Thile, † 21. November 1852 in Frankfurt/Oder, preußischer General und Chef des Militärkabinetts
- 1782, 4. Februar, Carl Heinrich Aster, † 23. Dezember 1855 in Dresden, Offizier, Oberst, Militärschriftsteller
- 1782, 18. September, Heinrich David August Ficinus, † 16. Februar 1857 in Dresden, Mediziner und Naturforscher
- 1782, 7. November, Friedrich Karl von Langenau, † 4. Juli 1840 in Graz, Geheimer Rat und Kämmerer, General, Diplomat und Autor
- 1783, Carl Amandus Kühn, † 29. März 1848 in Freiberg, Geologe und Verfechter des Neptunismus
- 1783, 28. Februar, Alexander von Oppeln-Bronikowski, † 21. Januar 1834 in Dresden, Militär und Schriftsteller
- 1783, 30. April, Ludwig Puttrich, † 2. September 1856 in Leipzig, Jurist und Kunsthistoriker
- 1785, 5. Februar, Friedrich Kaufmann, † 1. Dezember 1866 in Dresden, Uhrmacher und Musikinstrumentenbauer
- 1785, 16. Juni, Johann Christian Friedrich Gutkaes, † 8. August 1845 in Dresden, königlicher Hofuhrmacher
- 1786, Julie Sophie Löwe, 11. September 1852 in Wien, Schauspielerin
- 1786, 18. August, Otto von Loeben, Dichter, † 3. April 1825 in Dresden
- 1786, 24. Januar, Karl Wilhelm Baumgarten-Crusius, † 12. Mai 1845 in Meißen, Rektor der Fürstenschule Meißen
- 1788, Karl Weindauer, † 20. August 1848 in Berlin, Maler und Lithograph
- 1788, 19. April, Emma Körner, † 15. März 1815 in Dresden, Malerin, Schwester des Dichters und Freiheitskämpfers Theodor Körner
- 1788, 28. Juni, Heinrich Gottlieb Kühn, † 10. Januar 1870 in Meißen, sächsischer Geheimer Bergrat, Arkanist und Direktor Porzellanmanufaktur Meißen
- 1788, 28. September, Carl Friedrich Heinze, † 10. Januar 1829 in Dresden, Hofrat
- 1788, 24. Oktober, Carl Franz Edlinger, † 22. Februar 1823 in Dresden, Porträtmaler und Zeichenlehrer
- 1789, 4. Oktober, Gustav von Nostitz-Wallwitz, † 5. Dezember 1858 in Dresden, sächsischer Generalleutnant und Kriegsminister
- 1790, 6. August, Friedrich Leopold von Heintz, † 15. Februar 1875 in Pillnitz, sächsischer Generalleutnant
- 1791, 31. März, Eduard von Nostitz und Jänckendorf, † 18. Februar 1858 in Dresden, Jurist, Rittergutsbesitzer und Politiker
- 1791, 23. September, Theodor Körner, † 26. August 1813 in Gadebusch/Mecklenburg, Dichter
- 1791, 10. Dezember, Ernst Christoph August von der Sahla, † 28. August 1815 in Paris, Attentäter
- 1792, 10. Februar, Christian Ernst Stölzel, † 4. April 1837 in Dresden, Maler, Radierer und Kupferstecher und Lehrer an der Akademie der Bildenden Künste
- 1793, 1. Januar, Franz von Riesch, † 11. März 1833 in Berlin, Bühnenschriftsteller
- 1793, 10. April, Emilie Lachaud de Loqueyssie, † 18. November 1963 in Paris, Malerin
- 1794, 7. März, Friedrich Holl, † 9. September 1856 in Dresden, Apotheker, Pharmazeut, Botaniker und Paläontologe
- 1794, 14. März, Moritz Tettelbach, † 12. Dezember 1870 in Dresden, Blumenmaler, Hofmaler am Hofe des Königs Friedrich August II. von Sachsen
- 1794, 10. August, Amalie von Sachsen, † 18. September 1870 in Pillnitz, Komponistin und Schriftstellerin
- 1794, 17. August, Johann August Heinrich, † 27. September 1822 in Innsbruck, Maler
- 1795, 14. August, Karl Eduard Otto, † 20. April 1869 in Jena, Rechtswissenschaftler und Hochschullehrer
- 1795, 14. November, Pauline von Brochowska, † 9. Mai 1853 in Spanien, Schriftstellerin und Hofdame von Amalie von Sachsen
- 1796, Wilhelm Adolf Becker, † 30. September 1846 in Meißen, Klassischer Archäologe und Altertumswissenschaftler
- 1796, 2. Januar, Eduard Heinrich von Treitschke, 10. März 1867 in Dresden, königlich-sächsischer Generalleutnant
- 1796, 31. Januar, Wilhelm Gotthelf Lohrmann, † 20. Februar 1840 in Dresden, Geodät, Topograph, Astronom und Meteorologe
- 1796, 3. April, Maria von Sachsen, † 3. Januar 1865 auf Schloss Brandeis (Böhmen), durch Heirat bis 1824 Großherzogin der Toskana
- 1796, 6. April, George von Brunnow, † 5. Mai 1845 in Dresden, Schriftsteller
- 1796, 11. Oktober, Friedrich von Friesen, † 21. März 1871 in Dresden, konservativer Politiker, Landtagspräsident, Geheimer Rat und Rittergutsbesitzer
- 1796, 21. November, August Ferdinand Axt, † 23. Juni 1855 in Niederstriegis, evangelischer Geistlicher und Mitglied des Sächsischen Landtags
- 1797, Johann Friedrich Ernst Stange, † 2. April 1861 in Cölln, Pädagoge, lutherischer Theologe und Autor
- 1797, 18. Mai, Friedrich August II., † 9. August 1854 in Brennbüchl/Tirol, 1836–1854 König von Sachsen
- 1797, 30. Mai, Carl Friedrich Naumann, † 26. November 1873 in Dresden, Geologe
- 1797, 31. August, Philipp von Brunnow, † 12. April 1875 in Darmstadt, Diplomat
- 1797, 6. Oktober, Carl von Kaskel, † 31. Juli 1874 in Dresden, Bankier
- 1797, 8. Dezember, Karl Gustav Adalbert von Weissenbach, † 27. Juli 1846 in Kösen, Geheimer Regierungsrat, Bergmeister und Mineraloge
- 1797, 27. Dezember, August Wilhelm Hedenus, † 6. November 1862 in Dresden, Schriftsteller und Arzt
- 1798, 13. Februar, Moritz Döring, † 29. Oktober 1856, Lehrer und Schriftsteller
- 1798, 31. März, Carl Gottlieb Peschel, † 3. Juli 1879 in Dresden, Maler
- 1799, 20. März, Peter Wilhelm von Hohenthal, † 14. Oktober 1859 in Leipzig, Jurist, Schriftsteller und Übersetzer
- 1799, 19. Juni, Dietrich Wilhelm Lindau, † 24. September 1862 in Rom, Maler und Zeichner
- 1799, 15. November, Maria Anna von Sachsen, † 24. März 1832 in Pisa, durch Heirat seit 1824 Großherzogin der Toskana
- 1800, 12. März, Joseph Herrmann, † 7. November 1869 in Dresden, Bildhauer
- 1800, 6. August, Wilhelm Haden, † 16. Dezember 1882 in Lotzdorf, Freigutsbesitzer und Politiker

## 19. Jahrhundert

### 1801 bis 1820
- 1801, 12. Mai, Julius Sillig, † 14. Januar 1855 in Dresden, Altphilologe
- 1801, 9. Juni, Otto Thenius, † 13. August 1876, lutherischer Theologe
- 1801, 10. Oktober, Gustav Bielitz † 19. Dezember 1858, deutscher Kaufmann und Politiker
- 1801, 12. Dezember, Johann, † 29. Oktober 1873 in Dresden-Pillnitz, 1854–1873 König von Sachsen
- 1802, 6. Januar, Carl Heinrich Hermann, † 30. April 1880 in Berlin, Freskomaler
- 1802, 6. Januar, Bernhard Moßdorf, † 14. November 1833 auf der Festung Königstein, Verfasser des ersten Entwurfs einer Verfassung für Sachsen
- 1802, April, Friedrich Ernst Feller, † 5. September 1859 in Gotha, Handelsschullehrer und Sprachwissenschaftler und Pädagoge
- 1802, 8. Mai, Gustav Heine, † 8. Januar 1880 in Dresden, Architekt
- 1802, 11. November, Robert Georgi, † 13. November 1869 in Mylau, Unternehmer und Politiker, Präsident der I. Kammer des Sächsischen Landtags, Finanzminister
- 1803, 15. März, Rudolph von Römer, † 18. November 1871 in Dresden, Gutsherr, Sammler, Bibliophiler, Politiker und Botaniker, Abgeordneter im Sächsischen Landtag
- 1803, 28. September, Ludwig Richter, † 19. Juni 1884 in Loschwitz bei Dresden, Maler und Zeichner
- 1803, 11. November, Adolph Eduard Prölß, † 14. August 1882, Philologe und Pädagoge
- 1803, 27. November, Rudolf von Uechtritz, † 29. August 1863, Landrat und Präsident des Ev. Oberkirchenrates (1850–1863)
- 1803, 6. Dezember, Maria Josepha von Sachsen, † 18. Mai 1829 in Aranjuez, als Ehefrau von Ferdinand VII. Königin von Spanien
- 1804, 31. März, Albert von Böhme, † 6. Juli 1886 in Dresden, Opernsänger und Gesangspädagoge
- 1804, Robert Wittmann, † nach 1891, Cellist und Komponist
- 1805, 11. Februar, Carl Heinrich Wilhelm Schönberg, † 6. März 1885 in Chemnitz, Bibliothekar und Schriftsteller
- 1805, 28. April, August Robert Friese, † 7. November 1848 in Leipzig, Buchhändler und Verleger
- 1806, 1. Januar, Karl von Weber, † 19. Juli 1863 in Loschwitz, Historiker
- 1806, 4. Februar, Wolf von Hoyer, † 30. Dezember 1873 in Dresden, Bildhauer
- 1806, 19. Februar, August Friedrich Günther, † 12. August 1871 in Dresden; war ein deutscher Militärarzt und Hochschullehrer
- 1806, 11. April, Friedrich Constantin von Beust, † 22. März 1891 in Torbole (Italien), Mineraloge, Geologe, Jurist und sächsischer Oberberghauptmann
- 1806, 6. Mai, Georg von Stockau, † 12. April 1865 in Napajedla, österreichischer Politiker und Gutsbesitzer
- 1806, 24. Juli, Emil Heine, † 25. Januar 1873 in Dresden, katholischer Theologe, Domherr zu Bautzen
- 1806, 28. September, Ferdinand Stolle, † 29. September 1872 in Dresden, Schriftsteller und Journalist
- 1807, 29. März, Karl Julius Braunsdorf, † 26. Oktober 1883 in Freiberg, Maschinenkonstrukteur und Bergrat
- 1807, 31. März, Carl August Kramer, † 16. August 1895 in Hamburg, Tischlermeister und Mitglied der Hamburgischen Bürgerschaft
- 1807, 29. April, Friedrich August William Steglich, † 8. Juni 1870 in Mutzschen, evangelischer Theologe, Pädagoge und Autor
- 1807, 6. Mai, Moritz Müller, † 8. November 1865 in München, Maler
- 1807, 20. Juni, Woldemar Hermann, † vermutlich 15. April 1878 Dresden, Architekt und Maler
- 1807, 24. Juli, Bernhard Stange, † 9. Oktober 1880 in Sindelsdorf, Landschaftsmaler der Romantik
- 1807, 14. August, Julius Ludwig Klee, † 6. Dezember 1867 in Dresden, Pädagoge und Sprachwissenschaftler
- 1807, 12. September, Constantin Cäsar Kellermann, † 6. Juli 1888 in Scheibenberg, Jurist und Politiker
- 1807, 16. Dezember, Franz Lubojatzky, † 17. Juni 1887 in Dresden, Schriftsteller von überwiegend historischen Romanen meist zur sächsischen Geschichte
- 1808, 8. Februar, Bernhard von Rochow, 20. Februar 1889 in Dresden, Gutsbesitzer und Politiker, Mitglied in der Ersten Kammer des Sächsischen Landtags
- 1808, 29. Juni, Friedrich Rudolf Hasse, † 14. Oktober 1862 in Bonn, evangelischer Geistlicher, Pädagoge und Schriftsteller
- 1808, 20. Juli, Gustav Helbig, † 19. März 1875 in Dresden, Historiker und Pädagoge, Konrektor und Professor an der Kreuzschule
- 1808, 22. Juli, François Schubert, † 12. April 1878 in Dresden, Konzertmeister und Komponist
- 1808, 2. Oktober, Bernhard Braunsdorf, † 8. November 1886 in Peine, Jurist und Bergamtsdirektor
- 1808, 20. Oktober, Rudolph Wirsing, † 9. Oktober 1878 in Prag, Schauspieler, Sänger und Theaterdirektor
- 1808, 20. Dezember, Heinrich Wilhelm Schulz, † 15. August 1855 in Dresden, Kunsthistoriker und Museumsleiter
- 1809, 13. Januar, Friedrich Ferdinand von Beust, † 24. Oktober 1886 auf Schloss Altenberg (Niederösterreich), sächsischer und seit 1866 österreichischer Staatsmann
- 1809, 8. Februar, Henriette Heinze-Berg, † 31. August 1892 in Amsterdam, Tänzerin, Theaterschauspielerin, Sängerin (Sopran), Librettistin und Übersetzerin
- 1809, 14. Februar, Edwin Freiherr von Manteuffel, † 17. Juni 1885 in Karlsbad, 1879–1885 erster Statthalter von Elsaß-Lothringen
- 1809, 25. Februar, Robert Schneider, † 21. Oktober 1885 in Hamburg, Maler
- 1809, 10. März, Theodor von Uechtritz, † 27. Februar 1889 in Dresden, preußischer Generalleutnant
- 1809, 17. April, Paul Hermann, † 17. August 1862 in Weidlitz, Jurist, Politiker und Mitglied der Frankfurter Nationalversammlung
- 1809, 30. November, Karl Andreas Geyer, † 21. November 1853, Botaniker
- 1809, 28. Dezember, Heinrich Rudolph von Kyaw, † 14. März 1885 in Kleinzschachwitz, Jurist, Schriftsteller und Familienchronist
- 1810, Gustav Schlesier, † 12. April 1881 in Berlin, Journalist, Publizist, Schriftsteller und Beamter
- 1810, 7. Juni, Friedrich Julius Hammer, † 23. August 1862 in Pillnitz, Schriftsteller und Dichter sowie Mitbegründer der Deutschen Schillerstiftung
- 1811, 1. März, Wolf Landau, † 24. August 1886 in Dresden, Oberrabbiner der Jüdischen Gemeinde zu Dresden
- 1811, 9. März oder 9. Mai, Ernst Hähnel, † 22. Mai 1891 in Dresden, Bildhauer und Akademieprofessor in Dresden
- 1812, 11. Januar, Gustav Adolph Struve, † 21. Juli 1889 in Schandau, Mineralwasserfabrikant und Apotheker der Salomonisapotheke
- 1812, 9. April, Emil Herrmann, † 16. April 1885 in Gotha, Jurist, Hochschullehrer, Kirchenrechtler und Politiker
- 1812, 4. Mai, Ernst Ferdinand Colditz, † 1889 in Blasewitz, lutherischer Pfarrer und Autor
- 1812, 25. November, Julius Petzholdt, † 17. Januar 1891 in Dresden, Bibliothekar und Bibliograph
- 1813, 13. März, Ernst Robert Osterloh, † 20. August 1884 in Leipzig, Rechtswissenschaftler und Hochschullehrer
- 1813, 21. Juli im Ortsteil Eschdorf, Gottlieb Traugott Bienert, † 22. Oktober 1894 in Dresden, Müller und Bäcker, Großindustrieller, Mäzen
- 1814, 22. März, Jacob Nachod, † 11. April 1882 in Leipzig, Bankier und Philanthrop
- 1815, 17. Januar in Friedrichstadt, Max Preßler, † 30. September 1886 in Tharandt, Ingenieur, Forstwissenschaftler, Erfinder und Ökonom
- 1815, 18. Februar, Ferdinand Adolph Lange, † 3. Dezember 1875 in Glashütte (Sachsen), Uhrmacher und Unternehmer
- 1815, 15. Mai, Hermann Walther, † 16. April 1871 in Dresden, Internist, königlicher Leibarzt, geheimer Medizinalrat
- 1815, 31. August, Karl Heinrich August Rätzsch, † 8. Februar 1865 in Dresden, Stenograf und Autor
- 1816, 8. Januar, Heinrich Hermann Klemm, † 16. Mai 1899 in Dresden, Jurist, Politiker und Mitglied des Deutschen Reichstags
- 1817, 9. März, Marie Laura Förster, † 28. April 1856 in Dresden, Schriftstellerin und Übersetzerin
- 1817, 6. April, Carl Elb, † 1887 in Dresden, Maler
- 1817, 23. April, Albert Gustav Carus, † 11. Januar 1891 in Dresden, Mediziner und Leibarzt am sächsischen Königshof
- 1817, 27. Juli, Sophie von Baudissin, † 9. Dezember 1894, Schriftstellerin, Pianistin und Komponistin
- 1818, 23. Juni, Joseph Bondi,† 11. Juni 1897 in Dresden, Jurist, Bankier, Gemeindevorsteher und Königlich Sächsischer Kommerzienrat
- 1818, 19. September, Gotthelf Wilhelm Poscharsky, † 7. September 1890 in Dresden, Hofgärtner
- 1818, 20. November, Heinrich Schönberg, † 7. Juni 1850 in Riesa, Hütteningenieur, Eisenwerkbesitzer und Politiker
- 1819, 5. März, Eduard Haenel, † 22. Mai 1878, Ingenieur und Vorsitzender des Vereins Deutscher Ingenieure (VDI)
- 1819, 25. Dezember, Paul Moritz Merbach, † 10. Dezember 1899, Mediziner und Königlich Sächsischer Geheimer Medizinalrat
- um 1819, Marie Bergmann, † 23. März 1878 in Berlin, Schauspielerin
- 1820, Herbert König, † 13. Juni 1876 in Niederlößnitz, Zeichner, Illustrator und Aquarellmaler
- 1820, 10. Februar, Rudolf von Marschall, † 16. September 1890, Politiker, Landrat, Mitglied des Preußischen Herrenhauses
- 1820, 24. Juli, Carl August Erler, † 10. Februar 1889 in Dresden, Mathematiker und Hochschullehrer
- 1820, 23. August, Carl Krug von Nidda, † 7. Januar 1880 in Dresden, sächsischer Generalleutnant
- 1820, 5. November, Ernst August Hellmuth von Kiesenwetter, † 18. März 1880 in Dresden, Jurist und Entomologe

### 1821 bis 1840
- 1821, 3. Januar, Gustav Eduard Lösche, † 25. Januar 1879 in Dresden, Physiker
- 1821, 4. Februar, Guido Hammer, † 29. Januar 1898 in Dresden, Maler und Zeichner
- 1921, 3. März, Emil von Zezschwitz,  † 8. September 1876 in Dresden, Generalmajor und Chef des Generalstabes der sächsischen Armee
- 1821, 13. Februar, Moritz Busch † 16. November 1899 in Leipzig, Publizist
- 1821, 26. März, Ernst Engel, † 8. Dezember 1896 in Serkowitz, Statistiker und Sozialökonom
- 1822. 9. Januar, Heinrich Dreber, † 3. August 1875 in Anticoli Corrado, Maler der Romantik
- 1822, 3. März, Theodor von Heldreich, † 7. September 1902 in Athen, Botaniker, Direktor des Botanischen Gartens Athen und Kurator des Naturhistorischen Museums der Universität Athen
- 1822, 25. April, Max Maria von Weber, † 18. April 1881 in Berlin, Beamter und Eisenbahnpionier
- 1823, 27. März, Moritz von Lindeman, † 7. August 1908 in Dresden, Stenograph und Journalist
- 1823, 24. Juli, Emil Ottocar Weller, † 4. Januar 1886 in Nürnberg bedeutender Bibliograf, Verleger und Sozialist
- 1823, 22. September, Dietrich Otto von Berlepsch, † 15. Januar 1896 in Dresden, Jurist und Kirchenpolitiker, Mitglied in der ersten Kammer des sächsischen Landtages
- 1824, 3. Januar, Heinrich Gustav Reichenbach, † 6. Mai 1889 in Hamburg, Botaniker, Hochschullehrer und Direktor des Botanischen Gartens Hamburg
- 1824, 8. Juni, Paul Frenzel, † 3. Juli 1872 in Dresden, Landschafts- und Tiermaler
- 1824, 9. Juni, Hans von Mangoldt, † 19. April 1868 in Wiesbaden, Jurist, Staats- und Wirtschaftswissenschaftler
- 1824, 26. Juli, Moritz Fürstenau, † 27. März 1889 in Dresden, Flötist und Musikhistoriker
- 1824, 13. September, Friedrich August Adolf Schneider, † 13. Juni 1878 in Glashütte/Sachsen, Uhrmachermeister, Unternehmer und Politiker
- 1825, Adelheid Salles-Wagner, † 2. Juli 1890 in Paris, deutsch-französische Porträt- und Historienmalerin
- 1825, 6. Januar, Alexander von Weber, † 31. Oktober 1844 in Dresden, Maler
- 1825, 23. April, Karl von Rex, † 21. Oktober 1905 in Dresden, Kammerherr, Mitglied der ersten Kammer der Ständeversammlung des Königreiches Sachsen, Domherr zu Meißen und Propst von Bautzen
- 1825, 1. Mai, Carl Friedrich Ockert, † 18. Juli 1899 in München, Maler der Münchner Schule
- 1825, 11. Juli, Julius Otto, † 5. November 1849 in Pirna, Dichter und Musiker
- 1826, 17. März, Oscar Peschel, † 31. August 1875 in Leipzig, Geograph, Publizist und Redakteur
- 1826, 21. November, Christian Wilhelm Ludwig von Abeken, † 15. Oktober 1890 in Dresden, Staatsanwalt, Politiker
- 1827, 14. Januar, Rudolf von Minckwitz, † 28. November 1916 in Dresden, preußischer Offizier, zuletzt General der Infanterie
- 1827, 30. Januar, Wilhelm Heine, † 5. Oktober 1885 in Niederlößnitz bei Radebeul, Maler, Schriftsteller und Reisender
- 1827, 18. Juli, Ludwig Theodor Choulant, † 12. Juli 1900 in Dresden, Maler und Architekt
- 1827, 3. September, Friedrich Wilhelm Emil Försterling, † 10. März 1872 in Dresden, Präsident des Lassalleschen Allgemeinen Deutschen Arbeitervereins und Mitglied des Norddeutschen Reichstages
- 1827, 6. September, Gustav Otto Müller, † 21. Februar in Dresden, Maler, Kunstpädagoge und Kunsthistoriker
- 1828, 4. Februar, Robert Eich, † nach 1883, Fotograf und Architekturmaler
- 1828, 28. Februar, Wolf Hugo von Lindenau, † 6. August 1900 in Berlin, Reichstagsabgeordneter
- 1828, 16. April, Johannes Zahn, † 13. März 1905 in Moers, Altphilologe, Gymnasiallehrer und -direktor
- 1828, 23. April, Albert, † 19. April 1902 in Sibyllenort bei Breslau, 1873–1902 König von Sachsen
- 1828, 13. Juli, Clemens Müller, † 16. August 1902 in Dresden, Unternehmer, Gründer der Nähmaschinenfabrik Müller
- 1828, 26. Juli, Theodor Lehnert, † 11. Juni 1910 in Loschwitz, Architekt
- 1829, 6, Mai, Karl von Cnobloch, † 1. September 1904 in Taborhof, österreichischer Offizier und Abgeordneter zum Österreichischen Abgeordnetenhaus
- 1829, 15. August, Adolph von Berlepsch, † 1. September 1870 in Daigny, Offizier und Lyriker
- 1829, 2. November, Heinrich Ernst Sahrer von Sahr, † 6. Dezember 1898 in München, Komponist
- 1830, 8. Januar, Hans von Bülow, † 12. Februar 1894 in Kairo, Dirigent und Komponist (Schauspielmusik Julius Caesar)
- 1830, 27. Januar, Oscar Busch, † 1916, Pädagoge, Gymnasialdirektor und Fachautor
- 1830, 4. Februar, Elisabeth von Sachsen, † 14. August 1912 in Stesa, Prinzessin von Savoyen-Carignan, Herzogin von Genua, Schwiegermutter des italienischen Königs Umberto I.
- 1830, 7. Februar, Ernst von Weber, † 4. Januar 1902 in Rom, Reiseschriftsteller und Bekämpfer von Tierversuchen
- 1830, 28. Februar, Oswald von Nostitz-Wallwitz, † 24. Februar 1885 in Erlangen, Diplomat und Politiker
- 1830, 13. Juni, Franz Ludwig Bösigk, † 30. September 1880 in Dresden, Bibliothekar und Autor
- 1831, 15. März, David Simonson, † 8. Februar 1896 in Dresden, Porträt- und Historienmaler
- 1831, 20. Mai, Carl Spitzner, † 22. Dezember 1899 in Dresden, Arzt und Porzellansammler
- 1831, 8. November, Theodor Hultzsch, † 5. November 1904, Politiker, Reichstagsabgeordneter
- 1832, 21. Februar, Hans Anton Williard, † 13. Mau 1867 in Dresden, Landschafts- und Vedutenmaler, Zeichner und Lithograf
- 1832, 8. August im Ortsteil Pillnitz, Georg, † 15. Oktober 1904 in Dresden-Pillnitz, 1902–1904 König von Sachsen
- 1833, 19. September, Bernhard Schreiber, † 5. März 1894 in Dresden, Architekt
- 1834, 10. März, Emilie Rettich, verheiratete Merelli, † 12. September 1901 in Wien, Sängerin und Schauspielerin
- 1834, 16. März, Otto Kitzler, † 6. September 1915 in Graz, Dirigent und Cellist
- 1834, 15. September, Max von der Planitz, † 22. Juni 1910 in Interlaken, preußischer General der Artillerie
- 1834, 15. September, Heinrich von Treitschke, † 28. April 1896 in Berlin, Historiker, politischer Publizist, MdR
- 1834, 5. November, August Otto-Walster, † 20. März 1898 in Waldheim, Journalist, Schriftsteller und Politiker
- 1834, 9. Dezember, Leopold Carl Müller, genannt Orient-Müller, † 4. August 1892 in Weidlingau, österreichischer Maler und Zeichner
- 1835, 27. Mai, Rudolf Seydel, † 8. Dezember 1892, Philosoph und Theologe
- 1836, 4. Januar, Anna Maria von Sachsen, † 10. Februar 1859 in Neapel, durch Heirat letzte Erbgroßherzogin der Toskana
- 1836, 4. Juli, Ernst von der Planitz, † 30. November 1910 in Potsdam, preußischer Generaloberst
- 1836, 2. Oktober, Hermann Schöne, † 9. Dezember 1902 in Wien, Burgschauspieler und Schriftsteller
- 1836, 25. Oktober, Karl Binkau, † 25. Juli 1896 in Leipzig, evangelischer Geistlicher
- 1836, 19. Dezember, Werner Rudolf Heinrich von Watzdorf, † 29. Februar 1904 in Dresden, Staats- und Finanzminister im Königreich Sachsen
- 1837, 19. Juni, Max Jordan, † 11. November 1906 in Steglitz, Kunsthistoriker, Direktor der Berliner Nationalgalerie
- 1837, 16. August, Karl Gotthold Krause, † 25. Oktober 1899 in Berlin, Jurist und Politiker, Mitglied des Deutschen Reichstags und des Sächsischen Landtags
- 1837, 28. August, Wolfgang Rietschel, † 9. Dezember 1874 in Dresden, Mediziner und praktischer Arzt in Dresden, bekämpfte 1865 in Werdau erfolgreich eine Cholera-Epidemie
- 1837, 7. September, Rudolf Karl von Finck, † 20. April 1901 in Dresden, Rittergutsbesitzer, sächsischer Kammerherr und Politiker
- 1837, 26. Oktober, Konrad Wilhelm von Rüger, † 20. Februar 1916 in Dresden, 1906–1910 Ministerpräsident von Sachsen
- 1838, 8. Januar 1838, Heinrich Blochmann, † 13. Juli 1878 in Kalkutta, Orientalist und Hochschullehrer in Indien
- 1838, 15. August, Theodor Vogel, † 18. Dezember 1925 in Leisnig, Theologe, Reformer des Realgymnasiums in Sachsen
- 1838, 15. Dezember, Friedrich von der Wengen, † 11. Dezember 1912 in Freiburg im Breisgau, Militärschriftsteller
- 1839, 2. Februar, Wolfgang Helbig, † 6. Oktober 1915 in Rom, Klassischer Archäologe
- 1839, 15. Juli, Ado von Wirsing, † 10. Februar 1918 in Dresden, Jurist, sächsischer Geheimer Regierungsrat und Amtshauptmann
- 1839, 9. September, Johann Alfred von Zahn, † 16. Dezember 1910 in Dresden, Jurist, Präsident des Dresdener Landeskonsistoriums und sächsischer Landtagsabgeordneter
- 1839, 28. Oktober, Theodor Erhard, † 6. April 1919 in Freiberg, Elektrophysiker, Hochschullehrer und Rektor der Bergakademie Freiberg
- 1839, 15. Dezember, Gustav Emil Leberecht Hartwig, † 25. Februar 1908 in Dresden, geboren im Stadtteil Unkersdorf, Baumeister, Landtagsabgeordneter
- 1840, 24. Mai, Margarete von Sachsen, † 15. September 1858 in Monza, durch Heirat Erzherzogin von Österreich
- 1840, 24. Juni, Eugen Gutmann † 21. August 1925 in München, Bankier
- 1840, 28. Oktober, Georgine Schubert, † 26. Dezember 1878 in Strelitz, Schauspielerin und Sängerin

### 1841 bis 1860
- 1841, 11. Juni, Julius Arthur Thiele, † 30. April 1919 in Hohenschäftlarn, Maler
- 1841, 26. August, Alexander von Oer, † 20. April 1896 in Dresden, Eisenbahningenieur
- 1841, 29. September, Hans Gruner, † 1917 in Potsdam, Geologe und Mineraloge
- 1841, 29. September, Emil Strecker, † 18. Dezember 1925 in Dürnstein, Kunstmaler
- 1842, 15. Juni, Ferdinand Lindner, † 6. Mai 1906 in Charlottenburg, Landschafts- und Marinemaler, Illustrator
- 1842, 1. August, Wilhelm von Heyden-Linden, † 14. März 1877 in Stettin, Jurist, Landesdirektor in Pommern
- 1842, 13. November, Alfred Baumgarten, † 3. Oktober 1919 in Montreal, deutsch-kanadischer Chemiker und Unternehmer
- 1843, 30. März, Hans Hermann von Berlepsch, † 2. Juni 1926 in Seebach, Verwaltungsjurist, Politiker und Sozialreformer im Königreich Preußen
- 1843, 31. März, Theodor von Zezschwitz, † 27. November 1906 in Großschweidnitz, Rittergutsbesitzer, Jurist und Politiker
- 1843, 6. April, Hanns Jencke, † 8. März 1910 in Dresden, Direktoriumsvorsitzender der Firma Krupp und Vorsitzender des Centralverbandes Deutscher Industrieller
- 1843, 3. Mai, Elisabeth Kohut-Mannstein, † 29. November 1926 in Berlin, Sopranistin, Opernsängerin und Gesangslehrerin
- 1843, 30. August, Carl Theodor Albrecht, † 31. August 1915 in Potsdam, Geodät
- 1843, 9. Dezember, Paul von Schwarze, † 3. Februar 1893, Ingenieur
- 1844, 23. Mai, Gustav Wustmann, † 22. Dezember 1910 in Leipzig, Philologe und Historiker
- 1844, 30. August, Gustav Rumpel, † 30. April 1904 in Dresden, Architekt
- 1844, 4. September, Ernst Windisch, † 30. Oktober 1918 in Leipzig, Sprachwissenschaftler, Sanskritist und Keltologe
- 1844, 13. September, Eugen Krantz, † 26. Mai 1898 in Gohrisch bei Königstein, Pianist und Musiklehrer
- 1844, 10. Oktober, Bruno Naumann zu Königsbrück, † 22. Januar 1903 in Loschwitz, Unternehmer, Geheimer Kommerzienrat
- 1844, 14. Oktober, Hermann Freye, † 11. September 1921 in Liegau, Maler von religiösen und Historienbilder sowie Zeichner
- 1845, 12. März, Hans Semper, † 16. Mai 1920 in Innsbruck, Kunsthistoriker
- 1845, 15. März, Sophie von Sachsen, † 9. März 1867 in München, durch Heirat Herzogin in Bayern
- 1845, 17. Dezember, Richard Lange, † 29. Oktober 1932 in Oberlößnitz, Uhrmacher, Erfinder und Unternehmer
- 1846, 6. August, Rudolf Helssig, † 30. November 1928 in Leipzig, Rechtswissenschaftler und Bibliothekar
- 1846, 8. August, Hans Leo von Oppell, † 19. Juli 1915 in Friedersdorf, heute Ortsteil der Stadt Neusalza-Spremberg, Kgl.-sächs. Kammerherr, Rittmeister, Gutsbesitzer
- 1846, 17. Dezember, Max Clemens Lothar Freiherr von Hausen, † 19. März 1922 in Dresden, 1912–1914 Ministerpräsident von Sachsen
- 1847, 7. Januar, Jean Paul Richter, † 25. August 1937 in Lugano, Kunsthistoriker
- 1847, 8. Februar, Hermann Klette, † 27. Februar 1909 in Dresden, Bauingenieur und Stadtbaurat
- 1848, 8. August, Felix von Bendemann, † 31. Oktober 1915 in Berlin, Admiral der Kaiserlichen deutschen Marine, nach ihm benannt: Mount Bendemann und Bendemann Harbour
- 1848, 22. August, Oskar Ludwig Kummer, † 28. März 1912 in Klotzsche, Unternehmer (Kummerwerke, Vorläufer des Sachsenwerk/VEM)
- 1848, 28. August Paul Clemens von Baumgarten, † 10. Juli 1928 in Tübingen, Pathologe
- 1848, 19. September, Heinrich Ernst, † 11. August 1919 in Wannsee, Kammersänger
- 1848, 12. November, Eduard Müller, † 9. November 1919 in Bern, Schweizer Politiker (Bundesrat)
- 1849, 23. Februar, Oskar Beyer, † 22. März 1916 in Wien, Architekt
- 1849, 15. Oktober, Curt Ludwig Franz von Burgsdorff, † 26. Juli 1926 in Leipzig, sächsischer Verwaltungsbeamter und Kreishauptmann
- 1849, 19. November, Carl Maria von Weber, † 15. Dezember 1897 in Dresden, sächsischer Hauptmann und Schriftsteller
- 1849, 24. Dezember, Paul von Koerner, † 29. Oktober 1930, Ministerialbeamter und Diplomat
- 1849, 26. Dezember, Johannes von Schwarze, † 18. April 1919, Reichsgerichtsrat
- 1849, 31. Dezember, Richard von Schulz, † 4. September 1923 in Dresden, Generalleutnant
- 1850, 6. Januar, Max Kegel, † 10. August 1902 in Taufkirchen, Sozialdemokrat und Dichter
- 1850, 29. März, Alfred Jentzsch, † 1. August 1925 in Gießen, Geologe
- 1850, 17. Mai, Gotthold Klee, † 9. Dezember 1916 in Neugruna, Germanist, Literaturhistoriker und Gymnasiallehrer
- 1850, 9. September, Alfred von Scholtz, † 17. März 1934 in Breslau, Bauingenieur und Stadtplaner, Ehrenbürger von Breslau
- 1851, 8. Januar, Felix Martin Oberländer, † 2. Oktober 1915 in Dresden, Urologe und Hochschullehrer
- 1851, 14. März, Arthur Koppel, † 12. Mai 1908, Kaufmann und Maschinenbau-Unternehmer Orenstein & Koppel und Arthur Koppel & Co.
- 1851, 15. März, Georg Ferdinand Helm, † 13. September 1923 in Dresden, Mathematiker und Hochschullehrer
- 1851, 1. Juni, Ferdinand Kuhn, † 28. Juni 1923 in Mainz, Ingenieur für Tiefbauwesen und Ehrenbürger der Stadt Mainz
- 1851, 5. August, Elise Bake, † 9. November 1928 in Dresden, Schriftstellerin
- 1851, 4. Oktober, Wolf von Schierbrand, † 1920, Journalist und Autor
- 1851, 29. Oktober, Max Elb, † 5. April 1925 in Dresden, Unternehmer, Kommerzienrat
- 1851, 11. November, Rudolf Bendemann, † 3. Mai 1884 in Pugli (heute Genua), Historienmaler
- 1851, 5. Dezember, Mary Krebs-Brenning, † 27. Juni 1900 in Dresden, Pianistin
- 1852, 11. März, Ernst Lößnitzer, † 8. Juli 1928 in Dresden, Koch und Fachbuchautor
- 1852, 17. Oktober, Leo Sahrer von Sahr, † 7. August 1925 in Dahlen, Jurist und Politiker
- 1852, 5. Dezember, Nikolaus von Wallwitz, † 12. März 1941, Diplomat
- 1853, 22. Januar, Karl von Brühl-Renard, † 31. Dezember 1923 in Groß-Strehlitz, Philanthrop und Politiker, Mitglied des Sächsischen Landtages
- 1853, 1. Juni, Georg Edmund Lucas, † 28. Mai 1931 in Klotzsche, Bauingenieur, Rektor der Technischen Hochschule Dresden
- 1853, 13. November, Marie Schmidt, † 11. September 1935 in Darmstadt, Theaterschauspielerin
- 1854, 15. Februar, Eugen Geinitz, † 9. März 1925 in Rostock, Geologe und Mineraloge
- 1854, 21. Februar, Max Radestock, † 10. Januar 1913 in Langebrück, Konsumgenossenschafter und erster Vorstandsvorsitzender des Zentralverbandes deutscher Konsumvereine (ZdK)
- 1854, 14. April, Johannes Deichmüller, † 3. November 1944 in Dresden, Paläontologe und Prähistoriker
- 1854, 20. Juni, Bernhard Helbig, † 30. Juni 1900 in Dresden, Kinderdarsteller, Balletttänzer und Theaterschauspieler
- 1854, 25. September, Ernst zu Löwenstein-Wertheim-Freudenberg, † 20. April 1931 in Kreuzwertheim, Standesherr, Fünfter Fürst zu Löwenstein-Wertheim-Freudenberg
- 1854, 20. Oktober, Leopold Koppel, † 29. August 1933 in Berlin, Bankier und Mäzen
- 1855, 6. Mai, Hugo von Seckendorff-Gutend, † 13. Januar 1891 in Dresden, Maler
- 1855, 24. Juli, Max von Sussdorf, † 12. Oktober 1945, Veterinärmediziner und Hochschullehrer
- 1855, 19. Oktober, Ernst Schulze, † 17. Juni 1932 in Dresden, Tischlermeister und Mitglied des Deutschen Reichstags
- 1856, 10. Februar, Richard Kaden, † 9. Juli 1923 in Dresden, Musiker, Musikpädagoge, Musikschriftsteller und Komponist
- 1856, 17. März, Emily Lengnick, † 1. August 1939 in Dresden, Malerin
- 1856, 25. März, Max Uhle, † 11. Mai 1944 in Loben, gilt als „Vater der Archäologie in Südamerika“ bedeutender Altamerikanist
- 1856, 14. August, Paul Arthur Nagel, † 12. Mai 1918 in Dresden, Jurist und Justizminister
- 1857, 13. Januar, Henry Thode, † 19. November 1920 in Kopenhagen, Kunsthistoriker und Hochschullehrer
- 1857, 22. Januar Doris am Ende, † 5. April 1944 in Dresden, Malerin und Grafikerin
- 1857, 14. Februar, Hans Krug von Nidda, † 20. August 1922 in Gersdorf, General der Kavallerie im Ersten Weltkrieg
- 1857, 7. März, Arthur Hantzsch, † 14. März 1935 in Dresden, Chemiker
- 1857, 29. März, Eugen Hultzsch, † 16. Januar 1927, Indologe und Hochschullehrer
- 1857, 11. Mai, Reinhold Müller, † 4. März 1939 in Darmstadt, Mathematiker und Kinematiker und Hochschulrektor
- 1857, 17. Mai, Erwin Papperitz, † 5. August 1938 in Bad Kissingen, angewandter Mathematiker und Hochschullehrer
- 1857, 29. Mai, Franz Baltzer, † 13. September 1927 in Wiesbaden, Ingenieur des Eisenbahnwesens und Regierungsbeamter
- 1857, 18. Juni, Emil Koch, † 15. Juli 1921 in Bad Elster, Klassischer Philologe und Gymnasiallehrer
- 1857, 25. Juli, Klemens Ullrich, † 10. Januar 1935, Generalleutnant
- 1858, 12. Januar, Hermann Thüme, † 13. Mai 1914 in Dresden, Architekt
- 1858, 8. Juli, Gustav Klemm, † 6. August 1938 in Darmstadt, Geologe, Oberbergrat beim Geologischen Landesamt Hessens
- 1858, 15. Juli im Ortsteil Hosterwitz, Heinrich Leonhard von Tschirschky und Bögendorff, † 15. November 1916 in Wien, 1906–1907 Staatssekretär und Leiter des Auswärtigen Amtes des Deutschen Reichs
- 1858, 1. September, Theodor Müller-Reuter, † 11. August 1919 in Dresden, Komponist und Dirigent
- 1858, 26. Oktober, Ernst August Krahl, † 22. November 1926 in Wien, Heraldiker
- 1858, 29. November, Emil Rau, † 15. November 1937 in München, Maler
- 1859, 22. Januar, Paul Gilbert, † 4. Februar 1925 in Schneeberg, Richter, Kommunalpolitiker, Heimatforscher, Vorsitzender des Erzgebirgsvereins
- 1859, 16. Mai, Frida Schanz, † 17. Juni 1944 in Warmbrunn/Schlesien, Jugendbuchautorin, Herausgeberin und Lehrerin
- 1859, 19. Mai, Paul Staudinger, † 26. August 1933, Forschungsreisender und Privatgelehrter
- 1859, 1. Juni, Rudolf Schilling, † 19. Dezember 1933 in Dresden, Architekt
- 1859, 12. Juni, Hans Georg Wilhelm von Schubert, † 6. Mai 1931 in Heidelberg, evangelischer Theologe und Historiker
- 1859, 12. Oktober, Paul Fehrmann, † 27. Juni 1938 in St. Gallen, Kapellmeister, Organist und Komponist
- 1859, 17. Oktober, Gustav Biron von Curland, † 18. Januar 1941 in Groß Wartenberg, Politiker, Mitglied des Preußischen Herrenhauses
- 1860, 27. März, Erwin Spindler, † 1. Januar 1926 in Leipzig, Maler
- 1860, 2. April, Franz Conrad Otto, † 26. Februar 1936 in Dresden, Ministerialbeamter
- 1860, 2. Juli, Friedrich Krug von Nidda und von Falkenstein, † 10. Dezember 1934 in Frohburg, Verwaltungsjurist und Politiker
- 1860, 26. Oktober, Felix Bondi, † 17. Januar 1934 in Dresden, Rechtsanwalt, Notar und Kunstsammler
- 1860, 18. Dezember, Emil Winter-Tymian, † 16. September 1926 in Dresden, Volkssänger, Humorist und Theaterdirektor

### 1861 bis 1880
- 1861, 17. Januar, Franz Hochmann, † 19. Oktober 1935 in Dresden, Maler, Zeichner und Graphiker
- 1861, 1. Februar, Dora Seifert,  † 14. Februar 1945 in Dresden, deutsche Malerin und Grafikerin, Gründungsmitglied der Gruppe Dresdner Künstlerinnen
- 1861, 27. Februar, Werner Spalteholz, † 12. Januar 1940 in Leipzig, Anatom
- 1861, 1. August, Julius von Falkenstein, † 14. April 1922 in Dresden, Offizier, sächsischer Generalmajor
- 1861, 17. Oktober, Woldemar Lippert, † 10. Juni 1937 in Radebeul-Niederlößnitz, Archivar und Historiker
- 1861, 2. November, Georgi Jewgenjewitsch Lwow, † 6. März 1925 in Paris, russischer Politiker
- 1861, 22. Dezember, Rudolf Vitzthum von Eckstädt, † 14. Februar 1945 in Dresden, Generalstaatsanwalt, Geheimer Rat und Familienforscher
- 1862, 8. Februar, Walther Falkenstein, † 27. Mai 1940 in Bad Schandau, Opernsänger und Theaterschauspieler
- 1862, 19. Februar, Oskar Seyffert, † 22. Februar 1940 in Dresden, Volkskundler und Professor an der Königlichen Kunstgewerbeschule Dresden
- 1862, 11. März, Ernst Brandes, † 4. April 1935 auf Gut Zaupern-Althof bei Insterburg, Agrarpolitiker
- 1862, 14. April, Pjotr Stolypin, † 18. September 1911 (ermordet) in Kiew, Ukraine, Politiker, 1906–1911 russischer Ministerpräsident und Außenminister
- 1862, 19. April, Reinhold Ruge, † 15. August 1936 in Klotzsche, Sanitätsoffizier der Kaiserlichen Marine, Professor in Kiel
- 1862, 20. Mai, Hans Hartmann-McLean, eigentlich Hans Rudolf Hartmann, † 28. Dezember 1946 in Dresden, Bildhauer, Medailleur und Hochschullehrer
- 1862, 3. Juli, Max Rose, † 18. Juni 1922 in Arnsdorf, Architekt
- 1862, 18. Juli, Ludwig Schmidt, † 10. März 1944 in Dresden, Historiker und Bibliothekar
- 1862, 3. August, Hugo Kuntzsch, † 13. September 1945 in Dresden, Bäckermeister und Politiker
- 1862, 4. August, Rudolph Hammer, † 18. Januar 1926 in Dresden, sächsischer Offizier, zuletzt Generalleutnant im Ersten Weltkrieg
- 1863, 7. Februar, Karl Néale von Nostitz-Wallwitz, † 28. Mai 1939 in Schweikershain, Verwaltungsbeamter
- 1863, 19. März, Mathilde von Sachsen, † 27. März 1933 in Dresden, Prinzessin von Sachsen, Malerin
- 1863, 27. April, Reinhard Spitzner, † 9. Februar 1922 in Dresden, Landgerichtsrat, Schriftsteller, Kunstfreund und Genealoge
- 1863, 3. Juni, Georg Schwenk, † 26. Mai 1936 in Dresden, Schriftsteller und Maler
- 1863ː 28. Juni,  Annie Seifert, † 26. Januar 1913 in Dresden, deutsche Malerin und Grafikerin, Gründungsmitglied der Gruppe Dresdner Künstlerinnen
- 1863, 1. November, Hans Gottfried von Nostitz-Drzewiecki, † 7. Februar 1958 in Icking, Jurist und Präsident des Sächsischen Oberverwaltungsgerichts
- 1863, 23. November, Hans Andresen, Künstlername Paul Krüger, † 12. Januar 1927 in Hamburg, Theater- und Stummfilmschauspieler, Regisseur
- 1863, 23. Dezember, Franz Kretschmer, † 3. Dezember 1939 in Dresden, Chorleiter und Komponist
- 1864, 11. März, Georg Gröne, † 4. Oktober 1935 in Saalhausen, Bildhauer
- 1864, 23. April, Marianne Fiedler, † 14. Februar 1904, Malerin und Lithografin
- 1864, 21. Mai, Johannes Schurig, † 13. September 1929 in Dresden, Offizier, Militärhistoriker und Leiter des Sächsischen Kriegsarchivs sowie des Sächsischen Armeemuseums
- 1864, 30. Dezember, Max von Stephanitz, † 22. April 1936 in Dresden, Hundezüchter
- 1865, 5. Januar, Richard Kockel, † 19. Januar 1934 in Leipzig, Pathologe und Hochschullehrer
- 1865, 28. Januar, Heinrich Henne, † 26. April 1945 in München, Brandschutztechniker und Hochschullehrer
- 1865, 1. Februar, Kurt Albrecht Wolf, † 13. August 1947 in Baden-Baden, Hygieniker
- 1865, 23. März, Albin Scholz, Opern- und Konzertsänger
- 1865, 30. März, Friedrich Kummer, † 3. April 1939 in Dresden, Literaturhistoriker
- 1865, 25. Mai, Friedrich August III., † 18. Februar 1932 in Sibyllenort bei Breslau, 1904–1918 König von Sachsen
- 1865, 16. Juni, Georg Bondi, † 9. Dezember 1935 in Berlin, Verleger
- 1865, 16. Juni, Hermann Fleißner, † 20. April 1939 in Berlin, Politiker (SPD, USPD), sächsischer Landesminister und Reichstagsabgeordneter
- 1865, 27. Juni, Friedrich Hecht, † 16. November 1915 in Dresden, Bildhauer und Maler
- 1865, 4. August, Georg Hartmann, † 12. Juli 1946 in Grammersdorf, Major der Landwehr, Geograph, Forschungsreisender (nach ihm benannt: Hartmannzebra) und Kolonialpolitiker
- 1865, 6. August, Max Pietschmann, † 16. April 1952 in Niederpoyritz, Maler
- 1865, 26. Oktober, Rudolf Blochmann, † 1944 in Kiel, Ingenieur
- 1865, 23. November, George B. McClellan junior, † 30. November 1940 in Washington, D. C., US-amerikanischer Politiker und 1904–09 Bürgermeister von New York City
- 1865,  29. Dezember, Alexander Rudolf Hohlfeld, † 20. April 1956 in Madison/Wisconsin, Germanist und Hochschullehrer
- 1866, 16. Januar, Martin Pietzsch, † 5. Februar 1961 in Dresden, Architekt
- 1866, 13. Februar, Hugo Röhr, † 7. Juni 1937 in München, Komponist
- 1866, 14. Februar, Heinrich von Leipzig, † 5. Juni 1940, sächsischer Verwaltungs- und Hofbeamter und Diplomat
- 1866, 24. Februar, Friedrich von Kessinger, † 1. März 1946 in Weimar, Generalmajor
- 1866, 25. Februar, Heinrich Kühn, † 14. September 1944 in Birgitz, deutsch-österreichischer Fotograf und Fotopionier
- 1866, 10. April, Otto Nieper, † 5. Februar 1931, Generalmajor
- 1866, 3. Mai, Ernst Tannert, † nach 1915, Landschaftsmaler
- 1866, 25. Mai, Clementine Hahn, † 27. Februar 1929 in Dresden, Malerin und Kunstgewerblerin
- 1866, 31. Mai, Arno Julius Reichert, † 10. Februar 1933 in Dresden, Bibliothekar, Sänger und Komponist
- 1866, 3. August, Hans Richard Hedrich, † 20. September 1945 in Dresden, Jurist, Verwaltungsbeamter und Politiker
- 1866, 4. Dezember, Willy Lehmann-Schramm, † nach 1913, Illustrator
- 1866, 14. Dezember, Johanna Lankau, † 9. November 1921 in Dresden, Schriftstellerin und Lehrerin
- 1866, 17. Dezember, Alfred Krause, † 5. Februar 1930, Architekt
- 1866, 30. Dezember, Arthur Fedor Förster, † 19. Oktober 1939 in Dresden, Maler
- 1867, 29. März, Hans Stock, † 25. Juni 1947 in Berlin, Schauspieler
- 1867, 17. April, Fritz Ernst Rentsch, † 26. Dezember 1946 in Naumburg, Maler
- 1867, 29. April, Alfred Schmidt, † 1956, Maler
- 1867, 31. Mai, Maria Josepha von Sachsen, † 28. Mai 1944 auf Schloss Wildenwart (Chiemgau), Prinzessin von Sachsen, Mutter von Kaiser Karl I. von Österreich
- 1867, 23. Juni im heutigen Ortsteil Großdobritz, Robert Sterl, † 10. Januar 1932 in Naundorf, Maler
- 1867, 8. Juli, Rudolf Kötzschke, † 3. August 1949 in Leipzig, Historiker
- 1867, 12. August, Edith Hamilton, † 31. Mai 1963 in Washington, D.C., deutsch-amerikanische Schriftstellerin
- 1868, 15. April, Alexander Otto Weber, † 13. Dezember 1939 in Berlin, Schriftsteller
- 1868, 26. April, Oswald Galle, † 18. September 1935 in Dresden, Maler
- 1868, 16. Juni, Rudolf Pawlikowski, † 10. November 1942 in Görlitz, Maschinenbauingenieur, Erfinder und Unternehmer
- 1868, 21. Juni, August Otto Krug, † 17. August 1945 in Dresden, Jurist, Hochschullehrer und Verwaltungsbeamter
- 1868, 25. Juni, Paul Adolph, † 23. Juni 1941 in Dresden, Geheimer Regierungsrat und Generalintendant des Sächsischen Staatstheaters
- 1868, 14. August, Else Rema, † 12. September 1954 in Meran, Schriftstellerin und Journalistin
- 1868, 1. Oktober, Otto Mörtzsch, † 29. September 1934 in Dresden, Lehrer, Heimat- und Höhlenforscher
- 1868, 19. Dezember, Juliette Wagner, † 19. Juli 1937 in Lüttring-Tannenhof, Porträtmalerin der Düsseldorfer Schule
- 1868, 23. Dezember, Otto Gäbler, † 22. Februar 1949 in Dresden, Verwaltungsjurist und Präsident des Sächsischen Oberverwaltungsgerichts
- 1869, 11. April, Fritz-Philipp Schmidt, † 26. Mai 1945 in Bayrischzell, Maler und Illustrator
- 1869, 10. Juli, Johann Georg von Sachsen, † 24. November 1938 auf Schloss Altshausen (Württemberg), Prinz von Sachsen, Kunstexperte und Sammler
- 1869, 14. bzw. 26. September, Ljubow Dostojewskaja, † 10. November 1926 in Bozen, russische Autorin und Tochter von Fjodor Dostojewski
- 1870, 22. Februar, Georg Pittrich, † 17. März 1934 in Nürnberg, Komponist und Kapellmeister
- 1870, 20. April, Alfred Kell, † 16. Dezember 1935 in Coswig, Offizier, Oberst und Schriftsteller
- 1870, 25. April, Heinrich Jani, † 30. Januar 1947 in Dresden, Verwaltungsjurist und Kreishauptmann von Zwickau
- 1870, 16. Juni, Johannes Schmidt, † 23. Februar 1953 in Leipzig, Veterinärmediziner und Hochschullehrer
- 1870, 11. Oktober, Oskar Röhle, † bei den Luftangriffen auf Dresden am 13./14. Februar 1945, Architekt
- 1870, 17. November, Maximilian von Sachsen, † 12. Januar 1951 in Freiburg (Uechtland), katholischer Geistlicher und Gelehrter
- 1870, 10. Dezember, Paul Büttner, † 15. Oktober 1943 in Dresden, Komponist
- 1870, 21. Dezember, Alfred von Nostitz-Wallwitz, † 21. Dezember 1953 auf Burg Bassenheim bei Koblenz, Beamter und Diplomat
- 1871, 8. Januar, Albin Möbusz, † 21. September 1934 in Lübeck, Esperantist
- 1871, 19. Februar, Max Vogel, † 14. August 1939 in Niederwartha bei Dresden, Maler und Kupferstecher
- 1871, 8. März, Max Conradt, † nach 1933, Politiker, Abgeordneter zum Preußischen Landtag
- 1871, 23. Mai, Käthe Roman-Försterling, Malerin, Grafikerin, Kunstgewerblerin und Hochschullehrerin
- 1871, 22. Juli, Gustav Wilhelm Johannes von Zahn, † 8. Oktober 1946 in Jena, Geograph
- 1871, 14. August, Franz Schieck, † 26. Januar 1946 in Lindelbach bei Würzburg, Professor für Augenheilkunde, Rektor der Universitäten in Halle und Würzburg
- 1871, 26. September, Benno Wolf, † 6. Januar 1943 im Ghetto Theresienstadt, Höhlenforscher und Fachautor
- 1871, 15. Oktober, Georg Erler, † 6. Juli 1950 in Bad Reichenhall, Maler
- 1871, 4. November, Christian Kühn, † 23. Januar 1950 in Zwickau, Bergbauingenieur und Bergdirektor
- 1872, 11. Februar, Adolf Schruth, † 10. Oktober 1946, Uhrmacher, Redakteur und Heimatforscher der Elbtales um Radebeul
- 1872, 28. März, Julius Otto Fritzsche, † 4. März 1948 in Dresden, Maler
- 1872, 5. April, Hans Beschorner, † 30. Januar 1956 in Dresden, Archivar und Historiker
- 1872, 10. April, Helene Schurig, † 26. November 1915 in Dresden, Malerin
- 1872, 22. April, Hans von Weber, † 22. April 1924 in München, Verleger und Kunstmäzen
- 1872, 14. September, Max Herfurt, † 28. September 1932 in Dresden, Architekt
- 1873, 11. Januar, Hansheinrich von Wolf, † 4. September 1916 bei La Foret (Frankreich), Offizier und Bauherr des Schlosses Duwisib in Namibia, dem damaligen Deutsch-Südwestafrika
- 1873, 20. Januar, Gertrud von Schlieben, später Gertrud Borngräber, † 27. Juli 1939 in Dresden, Schriftstellerin
- 1873, 31. Januar, Melitta Bentz, † 29. Juni 1950 in Holzhausen an der Porta (Westfalica), geborene Liebscher, erfand 1908 den Kaffeefilter
- 1873, 28. Februar, Friedrich Franz Wolff, † 20. März 1950 in Hamburg, Lehrer, Lyzeums-Direktor und Politiker (NSV, DNVP)
- 1873, 1. Mai, Oskar Menzel, † 7. Mai 1958 in Dresden, Architekt
- 1873, 30. Mai, Ernst Mohr, † 7. März 1926 in Heidelberg, Chemiker
- 1873, 9. Juli, Fritz Max Hofmann-Juan, † 31. Mai 1937 in Dresden, Maler und Grafiker
- 1873, 4. August, Julius Walter Hammer, † 25. September 1922 in Leipzig, Maler und Grafiker
- 1873, 28. August, Martin Henze, † 6. Oktober 1956 in Pasadena, Chemiker
- 1873, 9. Oktober, Albrecht von der Gabelentz, † 21. Mai 1933 in Poschwitz, Gutsbesitzer und Museumsleiter
- 1873, 25. Oktober, Ludwig Gutbier, † 18. März 1951 in Rottach-Egern, Kunsthändler
- 1873, 8. November, Heinrich Koch, † 4. April 1945 in Dresden, Architekt und sächsischer Baubeamter
- 1874, 2. Januar, Romanus Andresen, † 23. August 1926 in Charlottenburg, Bildhauer
- 1874, 29. April, Heinrich Harms zum Spreckel, † 9. März 1931 in Annaberg, Arzt, Genealoge und Heimatforscher
- 1874, 2. Mai, Walther Naumann zu Königsbrück, † 2. Februar 1944 in Königsbrück, Unternehmer und Politiker
- 1874, 22. Mai, Hermann Schmitt, † 28. April 1932 in St. Blasien, Jurist und 1923 amtierender sächsischer Innenminister
- 1874, 3. Juni, Max Hans Kühne, † 9. Juli 1942 in Dresden, Architekt
- 1874, 7. Juni, Walther Dauch, † 13. November 1943 in Ummendorf bei Magdeburg, Kaufmann und Politiker (DVP), Reichstagsabgeordneter
- 1874, 17. Juli, Hermann Petzold, † 20. Jahrhundert, Gewerkschafter und Landtagsabgeordneter
- 1874, 3. August, Felix Löhnis, † 8. Dezember 1930 in Leipzig, Agrarbakteriologe
- 1874, 8. August, Paul Croeber, † 1928, Porträtmaler
- 1874, 24. August, Walther Schieck, † 23. April 1946 in Dresden, 1930–1933 Ministerpräsident von Sachsen
- 1874, 19. September, Paul Ssymank, † 19. September 1942 in Dresden, Gymnasiallehrer und Studentenhistoriker
- 1875, 6. Januar, Georg Hartmann, † 21. Dezember 1955 in Dresden, Gewerkschafter und Politiker
- 1875, 12. Mai, Peter Thomsen, † 26. April 1954, Lehrer und Palästinaforscher
- 1875, 20. Mai, Paul Bruno Kirchhof, † 2. Mai 1955 in Dresden, Politiker, Minister für Militärwesen in Sachsen
- 1875, 25. Mai, Siegfried Hartmann, † 6. September 1935 in Berlin, Ingenieur und technischer Publizist
- 1875, 3. Juni, Georg Käppler, † 9. September 1956 in Emmershausen, Maurer, Gewerkschafter und langjähriger Sekretär der Bauarbeiter-Internationale
- 1875, 21. Juni, Richard Pudor, † 14. April 1950 in Leipzig, Kaufmann und Politiker
- 1875, 16. August, Ernst Schnorr von Carolsfeld, † 1. März 1942, Organist und Komponist
- 1875, 29. September, Max Helas, † 12. August 1949 in Dresden, Kunstmaler und Restaurator
- 1875, 21. Oktober, Wilhelm Lange, † 12. Januar 1954 in Leipzig, Mediziner und Hochschullehrer
- 1875, 18. November, William Krause, † 30. Juni 1925 in Dresden, Maler
- 1876, 11. Januar, Georg Swarzenski, gestorben 14. Juni 1957 in Brookline, Massachusetts, Kunsthistoriker
- 1876, 15. Januar, Richard Reisig, † nach 1941, Lehrer und Dozent am Pädagogischen Institut der Universität Leipzig
- 1876, 23. Januar, Otto Hollstein, † 20. Mai 1961 in Dresden, Musiker, Komponist, Lehrer, Musikschriftsteller und -kritiker
- 1876, 2. Februar, Heinz Welten, gestorben 15. Juni 1933 in Berlin, Schriftsteller
- 1876, 6. Februar, Paul Walde, † 23. Februar 1959 in Dresden, Organist, Chordirigent und Komponist
- 1876, 8. Februar, Paula Modersohn-Becker, † 10. November 1907 in Worpswede, Malerin
- 1876, 14. Februar, Karl Großmann, † 5. August 1945 in Dresden, Kunsthistoriker und Museumsdirektor
- 1876, 21. Februar, Sophie Gräfin von Arnim, † 17. August 1949 in Grainau, Schriftstellerin
- 1876, 4. März, Oswald Weidenbach, † 3. August 1957 in Gießen, Philosoph, Soziologe und Hochschullehrer
- 1876, 10. April, Benno Hübel, † 22. August 1926 in Dresden, Architekt bzw. Baumeister und Bauunternehmer
- 1876, 19. Juni, Johannes Reichert, † 15. Februar 1942 in Teplitz-Schönau, Komponist, Dirigent und Musikdirektor
- 1876, 4. Juli, Bruno Gutmann, † 17. Dezember 1966 in Ehingen am Hesselberg, evangelisch-lutherischer Missionar der Leipziger Mission
- 1876, 5. August, Elsa Laura von Wolzogen,  † 25. April 1945 in Admont, Lauten-Sängerin in Berlin, Liedsammlerin und Lauten-Komponistin
- 1876, 8. August, Paul Ehrenberg, † 14. Oktober 1949 in Hof, Maler
- 1876, 23. August, Arno Plauert, † 4. August 1937 in Warnsdorf, Industrieller im Maschinenbau
- 1876, 21. Oktober, Peter Franz Stubmann, † 29. Juli 1962 in Hamburg, Vorsitzender des Staatsministeriums von Mecklenburg-Strelitz 1918–1919
- 1876, 5. November, Karl Spitzner, † 19. Januar 1951 in Essen, Bergbeamter, Vorstand des Bergamtes Dresden
- 1876, 31. Dezember, Richard Zimmermann, † 11. Juli 1969 in Jena, Parteifunktionär (SPD/USPD/KPD/SED), Häftling im KZ Buchenwald
- 1877, 1. Januar, Georg Ehrig, † nach 1935, Lehrer und Mathematiker
- 1877, 6. Januar, Friedrich Carl Siemens, † 25. Juni 1952 in Berlin, Unternehmer
- 1877, 8. Februar, Carl von Cosel, † 23. Juli 1952 in Tampa, Radiologe
- 1877, 15. März Bruno Decarli, † 31. März 1950 in Tiverton, Theaterschauspieler
- 1877, 14. April, Robert Friedrich Karl Scholtz, † 29. Mai 1956 in Berlin, expressionistischer Porträt- und Landschaftsmaler, Graphiker und Zeichner
- 1877, 23. August, Oskar Pusch, † 8. Juni 1970, Architekt und sächsischer Baubeamter sowie Heimatforscher und Autor
- 1877, 22. September, Ludwig Schnorr von Carolsfeld, † 8. Mai 1945 in Berlin, Kunsthistoriker
- 1877, 4. Dezember, Fritz Epstein, † 5. April 1960 in Bad Ems, Architekt
- 1877, 16. Dezember, Joseph Lederer, † 1958 in Oedt, Geiger und Komponist
- 1878, 16. Februar, Felix Sommer, † 15. August 1934, Architekt, Baumeister und Bauunternehmer
- 1878, 23. Februar, Otto Schubert, † 28. September 1968 in Dresden, Architekt und Hochschullehrer
- 1878, 6. März, Alfred Walter Heymel, † 26. November 1914 in Berlin, Schriftsteller und Verleger
- 1878, 5. April, Carl Ehrenberg, † 26. Februar 1962 in München, Komponist
- 1878, 30. April, Alfred Schulze, † 2. Juli 1929 in Dresden, Jurist und Politiker
- 1878, 11. Mai, Hermann Böttger, † 1. März 1946 in Berlin, Kameramann
- 1878, 3. Juni, Alexander Ernemann, † 14. Oktober 1956, Techniker und Kinopionier
- 1878, 13. Juni, Karl Waentig, † 29. November 1957 in Gevelsberg, Verwaltungsbeamter
- 1878, 1. August, Max Lutze, † 17. September 1945 in Eberswalde, Kameramann
- 1878, 13. August, Georg Ernst Wilhelm Berg, † 13. November 1946 in Berlin, Geologe und Mineraloge
- 1878, 22. August, Gertraud Wolf, † 15. März 1961 in München, Volkswirtin und Politikerin (BMP, DVP), Mitglied des Bayerischen Landtags
- 1878, 31. Oktober, Klara Klotz, † 21. April 1965 in Schorndorf, Landtagsabgeordnete in Württemberg
- 1878, 25. November, Siegfried Mackowsky, † 16. Februar 1941 in Dresden, Maler
- 1878, 19. Dezember, Hans Bessell, † 16. Februar 1967 in Altenburg, Jurist
- 1879, 3. Februar, Arthur Dobsky, † 17. April 1926 in Breslau, Autor
- 1879, 6. Februar, Hans Posse, † 7. Dezember 1942 in Berlin, Kunsthistoriker, Sonderbeauftragter Hitlers für den Aufbau der Sammlung „Führermuseum“
- 1879, 9. Februar, Ernst Staberoh, † 8. Januar 1943 in Leipzig, letzter Fechtmeister an der Universität Leipzig
- 1879, 13. März, Franz Hofmann, † 19. August 1926 in Hamborn, Radsportler und Schrittmacher
- 1879, 18. März, Hermann Reichelt, † 10. April 1914 abgestürzt über Kaditz, Luftfahrtpionier
- 1879, 24. März, Walter Hofmann, † 24. April 1952 in Leipzig, Bibliothekar, Graveur und Poet
- 1879, 7. Juni, Arthur Scheunert, † 12. Januar 1957 in Basel, Veterinär und Vitaminforscher
- 1879, 5. August, Oswald Artur Hecker, † 7. März 1953 in Leipzig, Historiker, Gymnasial- und Hochschullehrer
- 1879, 21. August, Walter Müller, † 25. Oktober 1943 in Mönchengladbach, Architekt
- 1879, 25. August, Bruno Albin Müller, † 30. März 1939 in Hamburg, Klassischer Philologe, Realschullehrer und Bibliothekar
- 1879, 15. Oktober, Herbert M. Gutmann, † 22. Dezember 1942 in Paignton, Vereinigtes Königreich, Bankier
- 1879, 29. Oktober, Otto Lange, † 19. Dezember 1944 in Dresden, expressionistischer Maler und Grafiker
- 1879, 19. Dezember, Georg Hänel, † 17. April 1945 in Gammesfeld, Landschafts- und Tiermaler sowie Gebrauchsgraphiker
- 1879, 31. Dezember, Kurt Neumann, † 17. März 1953 in Hannover, Maschinenbau-Ingenieur, Motorenbauer und Hochschullehrer
- 1880, 19. Januar, Marga Wolf, eigentlich Maria Margarethe Wolf, † 3. oder 4. Januar 1944 in Theresienstadt, Ärztin, Opfer des Holocaust
- 1880, 22. Februar, Kurt Ferdinand Müller, † 7. Juni 1972 in Göttingen, Klassischer Archäologe und Hochschullehrer
- 1880, 3. März, Fritz Viehweg, † 30. Juni 1929 in Leipzig, Schauspieler, Regisseur und Theaterdirektor
- 1880, 16. März, Ernst von Koerner, † 26. Mai 1968 in Radeberg, Offizier, Militärhistoriker und Leiter des Sächsischen Armeemuseums in Dresden
- 1880, 21. April, Curt Herfurth, † 2. April 1942 in Dresden, Architekt
- 1880, 3. Juni, Hans Sievert, † 21. Juni 1956 in Marburg, Verwaltungsjurist
- 1880, 24. Juni, Ernst Lehmann, † 1. Dezember 1957 in Tübingen, Botaniker und Universitätsprofessor
- 1880, 5. Juli, Walter Fischer, † 23. Mai 1960 in Dresden, Kletterer, Bergsteiger, Alpinist und Rechtsanwalt
- 1880, 21. Oktober, Charlotte Naumann, † 22. Januar 1968 in Dresden-Loschwitz, Malerin und Grafikerin
- 1880, 24. Oktober, Fritz Nobe, * 24. Oktober 1880 in Dresden, Admiralstabsintendant
- 1880, 7. November, Otto Baer jun., † 1. August 1947 in Torgau, Unternehmer der Farbenindustrie
- 1880, 31. Dezember, Wolfgang Schettler, 1957 für tot erklärt, Verwaltungsbeamter und Politiker

### 1881 bis 1900
- 1881, 19. April, Hans Löscher, † 7. Mai 1946 in Dresden, Reformpädagoge und Schriftsteller
- 1881, 2. Mai, Arthur Mäkelt, † 9. August 1971 in Berlin-Schöneberg, Architekt
- 1881, 9. Juni, Felix Graf von Luckner, † 13. April 1966 in Malmö, Seeoffizier
- 1881, 13. Juni, Walther Grützner, † 6. April 1951 in Bad Godesberg, Verwaltungsjurist sowie Regierungspräsident der preußischen Regierungsbezirke Düsseldorf und Merseburg
- 1881, 18. August, Gustav Meyer-Buchwald, † 14. Oktober 1918 in Gits (Frankreich), Maler
- 1881, 18. August, Gerhard Schelcher, † nach 1948, Eisenbahningenieur und Schriftleiter
- 1881, 27. Dezember, Kurt Beyer, † 9. Mai 1952 in Dresden, Bauingenieur und Hochschullehrer
- 1881, 27. Dezember, Katharina Krabbes, † 19. November 1970 in Radebeul, Malerin und Grafikerin
- 1882, Hans Schmidt, † 1. Mai 1933 in Erlangen, Religionshistoriker, Pädagoge und Philosoph
- 1882, 20. Januar, Otto Bang-Haas, † 30. Juli 1948 in Dresden, Entomologe und Insektenhändler
- 1882, 24. April, Ernst Berger, † 22. Juni 1970 in Hilbersdorf, Maler und Zeichner
- 1882, 23. Mai, Rudolf Born, † 30. November 1969 in Dresden, Bildhauer und Hochschullehrer
- 1882, 4. August, Theodor Mittasch, † 31. Dezember 1945 im  Speziallager Nr. 1 Mühlberg, Jurist, Amtshauptmann und Ministerialbeamter
- 1882, 18. September, Lilly Dieckmann geb. Distel, † 15. August 1958 in Lübeck, Pianistin, Salonnière und Mäzenin
- 1882, 1. Oktober, Arthur Ernst Berger, † 21. August 1926 in Dresden, Bildhauer
- 1882, 10. November, Marta von Meyenburg, † 10. März 1972 in Oberrieden, Schweizer Sozialpädagogin, Frauenschulgründerin
- 1883, 20. Januar, Herbert Schelcher, † 7. Mai 1946 im Speziallager Nr. 1 Mühlberg, Jurist und Präsident des Sächsischen Oberverwaltungsgerichts
- 1883, 28. Januar, Felix Eichler, † 24. August 1955 in Dresden, Politiker, Landrat des Kreises Cottbus und Regierungspräsident
- 1883, 28. März, Reinhold Bahmann, † nicht ermittelt, Redakteur und Schriftsteller.
- 1883, 15. April, Max Friese, † 1958 in Schwabach, Maler und Grafiker
- 1883, 4. Mai, Georg Müller-Jürgens, † 28. Oktober 1971, Jurist, Bürgermeister von Jever und Oberkirchenrat
- 1883, 7. Juni, Paul Dienst, † 16. November 1945 in Dresden, Maler
- 1883, 13. Juni, Julius Emil Herrmann, † 28. Mai 1945 in Berlin, Schauspieler und Theaterregisseur
- 1883, 5. September, Martin Nippe, † 5. September 1940 in Königsberg, Rechtsmediziner und Hochschullehrer
- 1883, 15. September, Willy Waldapfel, † 5. Januar 1965 in Wetter, Maler und Grafiker sowie Kommunalpolitiker (NSDAP)
- 1883, 14. November, Ernst Körner, † 11. Dezember 1950 in Berlin, Schauspieler, Theaterdirektor und Aufnahmeleiter
- 1884, 11. Januar, Johann Erich Gottschalch, † 4. Juni 1961 in Radebeul, Privatgelehrter, Herausgeber und Autor
- 1884, 29. Januar, Arthur Pfeifer, † 29. Oktober 1976 in Waldheim, Pädagoge und Pazifist; von 1904 bis 1954 Lehrer in Sachsen
- 1884, 11. April, Hellmuth Schmidt-Breitung, † 22. November 1928, Pädagoge und Historiker
- 1884, 4. Mai, Hans Stohwasser, † 30. Mai 1967 in Neumünster, Vizeadmiral im Zweiten Weltkrieg
- 1884, 24. Juni, Friedrich Berger, † 21. August 1966 in Berlin (West), Schauspieler und Regisseur
- 1884, 3. Juli, Wolfgang Balzer, † 11. Mai 1968 in Radebeul, Kunsthistoriker
- 1884, 29. September, Walter Frenzel, † 14. Oktober 1970 in Berlin, Textiltechniker
- 1884, 3. Oktober, Lissy Lind, tot aufgefunden am 31. August 1936 in Berlin, Schauspielerin
- 1884, 20. November, Walter Richard Rehn, † 13. Oktober 1951 in Dresden, Maler und Grafiker
- 1884, 27. November, Burghard von der Decken, † 13. Februar 1969 in Erlangen, Legationsrat und Reichsbeauftragter für Mineralöl, später für Lederwirtschaft
- 1885, 7. Februar, Arno Neumann, † 7. März 1966 in Radebeul, Fußballspieler
- 1885, 7. Februar, Julius Graf von Zech-Burkersroda, † 19. Januar 1946 in Bautzen, Diplomat
- 1885, 5. März, Alfred Günther, † 17. Dezember 1969 in Stuttgart, Schriftsteller und Journalist
- 1885, 18. März, Käthe von Schuch-Schmidt, † 17. Juli 1973 in München, Opern- und Konzertsängerin
- 1885, 6. August, Otto Winkler, † 17. April 1960 in Dresden, Bildhauer
- 1885, 29. August, Walter Lippe, † 2. Juli 1963 in Essen, Bergbauingenieur und Politiker
- 1885, 17. November, Arthur Rudolph, † 29. März 1959 in Dresden, Maler und Grafiker
- 1885, 5. Dezember, Eckart von Tschammer und Osten, † 30. Januar 1946 in Minsk, Generalmajor der Wehrmacht und verurteilter Kriegsverbrecher
- 1886, Robert Prager, † 5. April 1918 in Collinsville/IL, USA, deutsch-US-amerikanisches Opfer eines Lynchmords
- 1886, 12. Januar, Richard Schnauder, † 28. Mai 1956 in Dresden, Bildhauer und Zeichner
- 1886, 23. Februar, Martin Richter, † 18. Oktober 1954 in Dresden, Politiker
- 1886, 31. März, Maria Hofen, gebürtig Walli Maria Hoffmann, † September 1970, Schauspielerin
- 1886, 11. April, Hubert Rüther, † 16. September 1945 in Dresden, Grafiker und Maler
- 1886, 13. April, Rolf Huhn, † 2. Dezember 1993 in Berlin, Maler und Grafiker
- 1886, 7. Juni, Theodor Artur Winde, † 14. Februar 1965 in Münster, Künstler
- 1886, 22. August, Georg Neefe, † 16. Mai 1976 in St. Peter-Ording, evangelisch-lutherischer Pfarrer und Autor
- 1886, 4. November, Arnulf Schelcher, † 1966, Architekt
- 1886, 5. November, Else Berna, † 20. Mai 1935 in Berlin, Sängerin und Schauspielerin
- 1886, 18. November, Hans Conradi, † 8. Februar 1956 in München, Schauspieler, Filmregisseur, -editor, Tontechniker und Pionier des deutschen Tonfilms
- 1887, 3. Januar, Heinrich Minden, † 18. Oktober 1957 in Dresden, Verleger und Lyriker
- 1887, 30. Januar, Gertraud Enderlein, † 22. Juli 1962 in Dresden, Schriftstellerin und Journalistin
- 1887, 13. Februar, Artur Henne, † 19. Februar 1963 in Liebstadt, Maler
- 1887, 16. Februar, Ludwig Krieger, † 24. April 1974 in Bonn, Parlamentsstenograf
- 1887, 11. Mai, Erich Worm, † 23. Mai 1953 in Dresden, Kunstturner
- 1887, 6. Juni, Hans von Meyenburg, † 6. November 1971, Schweizer Pathologe und Hochschullehrer
- 1887, 21. Juni, Fritz Witschetzky, † 12. September 1941 in Flensburg, Marineoffizier und Maler
- 1887, 20. Juli, Johannes Zschucke, † 5. September 1953 bei Saas-Fee, Tropenmediziner und Hochschullehrer
- 1887, 9. August, Hans Oster, † 9. April 1945 im KZ Flossenbürg, General, Widerstandskämpfer gegen den Nationalsozialismus
- 1887, 22. August, Wolfgang Schumann, † 22. April 1964 in Freital, Schriftsteller, Journalist
- 1887, 23. August, Erich Kühn, † 5. März 1953 in Hamburg, Schriftsteller, Journalist, Theatermann und Politiker
- 1887, 8. September, Alfred Olscher, † 29. Januar 1946 im Speziallager Nr. 2 Buchenwald, Jurist und Ministerialbeamter im Reichsfinanzministerium
- 1887, 25. Oktober, Hans von Tschammer und Osten, † 25. März 1943 in Berlin, NSDAP-Politiker und Reichssportführer
- 1887, 1. Dezember im Ortsteil Blasewitz, Peter Paul Reinhold, † 1. April 1955 auf Capri, Politiker und Verleger
- 1888, 28. Februar Robert Prager, † 5. April 1918, einziger Ausländer, der während des Ersten Weltkriegs in den USA gelyncht wurde
- 1888, 6. Juni, Gertrud Lincke, †  7. Oktober 1976 in Dresden, deutsche Architektin
- 1888, 20. September, Herbert Schönebaum, † 19. Januar 1967 in Leipzig, Historiker und Pädagoge
- 1888, 13. Oktober, Johannes Hofmann, † 4. April 1954, Bibliothekar
- 1888, 28. Oktober, Otto von Erdmannsdorff, † 30. Dezember 1978 in Starnberg, Botschafter in Budapest
- 1889, 1. März, Wilibald Gurlitt, † 15. Dezember 1963 in Freiburg im Breisgau, Musikwissenschaftler, Bruder von Cornelia und Hildebrand Gurlitt
- 1889, 2. April, Hermann Alt, † 15. Januar 1954 in Doberlug-Kirchhain, Ingenieurwissenschaftler und Begründer der quantitativen Getriebelehre
- 1889, 2. April, Emil von Sauer, † 2. Januar 1967 Hamburg, Jurist, Präsident des Deutschen Anwaltvereins
- 1889, 20. April, Walter Hahn, † 24. November 1969 in Dresden, Fotograf
- 1889, 22. April, Ludwig Renn (als Arnold Friedrich Vieth von Golßenau), † 21. Juli 1979 in Berlin, Schriftsteller („Krieg“, „Nachkrieg“)
- 1889, 26. April, Fritz Adler, † 24. Juni 1970 in Marburg, Archivar und Museumsdirektor in Stralsund
- 1889, 2. August, Eugen Fritzsche, † 6. März 1938 in Dresden, Bildhauer und Graveur
- 1889, 3. September, Erich Ockert, † 18. November 1953 in Weixdorf, Maler und Grafiker
- 1889, 25. Oktober, Friedrich Palitzsch, † 2. April 1932 in Dresden, Schachkomponist
- 1889, 22. November, Erwin Stresemann, † 20. November 1972 in Berlin, Zoologe
- 1889, 7. Dezember, Otto Max Gäbel, † 13. April 1970 in Bischofswiesen, Politiker
- 1890, 5. Januar, Erich Wollmann, † 22. November 1943 in Berlin, Bergingenieur und Kurdirektor
- 1890, 31. Januar, Georg Oehme, † 17. Februar 1955 in Dresden, Maler und Kunstlehrer
- 1890, 22. März, Johannes Thiele, † 22. September 1951 in Werl, SS-Brigadeführer und Generalmajor der Polizei
- 1890, 27. März, Gustav Richter, † 27. Oktober 1942 in Berlin-Plötzensee, Arbeiterfunktionär und Widerstandskämpfer gegen den Nationalsozialismus
- 1890, 27. April Dore Mönkemeyer-Corty, † 17. Februar 1970 in Dresden, zählt zu den renommiertesten Werbegrafikerinnen der 1920er Jahre
- 1890, 1. Mai, Arthur Haupt, † 3. Juni 1952 in Bremen, Politiker und Mitglied der Bremischen Bürgerschaft
- 1890, 25. Mai, Bernhard Schilling, † 5. Juni 1945 in Dresden, Mathematiker und Hochschullehrer
- 1890, 6. Juni, Willy Kretzschmar, † 7. Februar 1962 in Dresden, Oberlandeskirchenrat
- 1890, 8. Juni, Rudolf Leip, † 5. März 1947, Fußballspieler
- 1890, 26. Juni, Cornelia Gurlitt, † 5. August 1919 in Berlin, Malerin (Expressionismus), Schwester von Willibald und Hildebrand Gurlitt
- 1890, 26. Juni, Oskar Beyer, † 1. Juli 1964 in Darmstadt, Kunstschriftsteller
- 1890. 13. September, Alfred Schulz, † 1. November 1947 in Zwickau, Psychiater und NS-Arzt
- 1890, 21. September, Max Immelmann, † 18. Juni 1916 abgestürzt über Annay-sous-Lens, im Ersten Weltkrieg berühmt als Adler von Lille; erfolgreicher Jagdflieger und Träger des Pour le Mérite
- 1890, 13. Oktober, Friedrich Müller (1890–1950), Jurist, Amtshauptmann und Landrat
- 1890, 17. Oktober, Franz Rädlein, † 7. Juni 1966 in Weixdorf, Modelleur und Holzbildhauer
- 1890, 2. November, Gustav Grossmann, † 30. Dezember 1959 in Berlin, Kapellmeister und Komponist
- 1890, 21. November, Rudolf Josef Kratina, † 22. Juni 1967 in Fulton County (Georgia), deutsch-amerikanischer Violoncellist und Musikpädagoge
- 1891, 23. März, Ernst Zipfel, † 17. April 1966 in Bad Pyrmont, Archivar
- 1891, 25. März, Hans Richter; † 28. April 1977 in Karl-Marx-Stadt, Aquarellmaler und Zeichner
- 1891, 16. April, Eduard Lachmann, † 14. August 1966 in Innsbruck, Jurist, Philologe und Schriftsteller
- 1891, 18. Juni, Otto Barth, † 3. Mai 1963 in Erlangen, Generalmajor der Artillerie
- 1891, 8. Juli, Hanns Altermann, † 8. September 1963 in Düsseldorf, Buchhändler, Redakteur, Journalist und Verleger
- 1891, 10. August, Hartmuth Baldamus, † 14. April 1917 in Sainte-Marie-à-Py, Jagdflieger im Ersten Weltkrieg
- 1891, 14. August, Christoph Bierling, † 16. September 1974 in Bremen, Bankier und Offizier
- 1891, 18. August, Simon Leiserowitsch, gestorben 11. November 1962 in Tel Aviv, Fußballspieler
- 1891, 23. August, Eberhard Weichold, † 19. Dezember 1960 in Bremen, Marineoffizier, zuletzt Vizeadmiral im Zweiten Weltkrieg
- 1891, 8. September, Friedrich Johannes Kluge, † 7. November 1968 in Bonn, Jurist und Ministerialbeamter
- 1891, 6. Oktober, Hanns Lange, † 19. Februar 1970 in Dresden, Kammersänger
- 1891, 14. November, Bernhard Spangenberg, † 1949, Jurist und Politiker, stellvertretender sächsischer Finanzminister
- 1891, 26. Dezember, Wilhelm Schmidt, † 26. März 1963 in Wien, österreichisch-deutscher Schauspieler
- 1892, 5. Januar, Martin Minden, † 22. April 1926 in München, Verlagsbuchhändler und Schriftsteller
- 1892, 29. Januar, Otto Schubert, † 12. Juni 1970, Maler und Grafiker
- 1892, 16. Februar, Hans Erbe, † 22. November 1953, Jurist und Politiker (FDP), Mitglied der Bremischen Bürgerschaft
- 1892, 27. April, Fritz Schreiter, † 13. September 1944 in Dresden, kommunistischer Politiker und Widerstandskämpfer gegen den Nationalsozialismus
- 1892, 2. Juli, Gertrud Busch, † 15. Februar 1970 in Radeberg, Schriftstellerin und Vortragskünstlerin
- 1892, 27. Juli, Edmund Kesting, † 21. Oktober 1970 in Birkenwerder, Maler, Grafiker, Fotograf und Kunstpädagoge
- 1892, 14. August, Eric Walther, † 1. Juli 1959 in San Francisco, deutsch-US-amerikanischer Gärtner und Botaniker
- 1892, 27. September, Eugen Hoffmann, † 1. Juli 1955 in Dresden, Bildhauer und Grafiker
- 1892, 7. Dezember, Johannes Ernst Müller, † 5. Februar 1971 in Frankfurt am Main, Jurist und von Juli bis Oktober 1945 Oberbürgermeister von Dresden
- 1893, 15. Januar, Georg von Sachsen, † 14. Mai 1943 im Groß Glienicker See bei Berlin, letzter Kronprinz von Sachsen, katholischer Priester und Jesuit
- 1893, 22. Januar, Hans Spank, † 5. Juli 1962 in Dresden, Maler und Grafiker
- 1893, 2. März, Franz Selety, vermisst seit 22. August 1923, österreichischer Philosoph und Kosmologe
- 1893, 1. Juni, Erwin Zillinger, † 24. August 1974 in Lübeck, Kirchenmusiker, Organist und Komponist
- 1893, 30. Juni, Horst Wolfram Geißler, † 20. April 1983 in München, Schriftsteller
- 1893, 2. Juli, Johann-Volkmar Fisser, † 12. August 1940 auf der Isle of Wight, deutscher General
- 1893, 26. August, Rudolph Zaunick, † 13. November 1967 in Pirna, Wissenschaftshistoriker und Hochschullehrer
- 1893, 12. September, Hans von Falkenstein, † 30. Oktober 1980 in Hannover, Offizier, General der Infanterie
- 1893, 13. Dezember, Rudolf Winter, † 16. Juli 1965 in Hannover, Ingenieur und Politiker, Mitglied des Niedersächsischen Landtags
- 1893, 17. Dezember, Richard Busch, † 15. April 1979 in Bonn, Jurist und Hochschullehrer
- 1893, 31. Dezember, Friedrich Christian von Sachsen, † 9. August 1968 in Samedan, 1932–1968 Chef des Hauses Wettin
- 1894, 4. Februar, Ernst Klotz, † 27. August 1970 in Holzolling bei Weyarn, Autor, Lyriker
- 1894, 22. Februar, Katharina Schroth, † 19. Februar 1985 in Bad Sobernheim, Lehrerin, Skoliose-Therapeutin
- 1894, 5. April, Hans Hüttig, † 23. Februar 1980 in Wachenheim an der Weinstraße, Kommandant der Konzentrationslager Natzweiler-Struthof und Herzogenbusch
- 1894, 29. April, Ernst Wolfgang Lewicki, † 28. März 1973 ebenda, Bauingenieur und Hochschullehrer
- 1894, 2. Juni, Ernst Fischer, † 19. Juli 1967 in Flensburg, Marineoffizier und ehrenamtliches Mitglied des Volksgerichtshofs
- 1894, 3. Juni, Gottfried Frölich, † 30. Juli 1959 in Heidenheim, Offizier, zuletzt Generalmajor im Zweiten Weltkrieg
- 1894, 3. Juni, Arno Martin Lantzsch-Nötzel, † 1. Januar 1986 in Düsseldorf, Maler und Zeichner
- 1894, 27. Juni, Johannes Vetter, † 13. April 1973 in Dresden, Schachkomponist, Schachspieler und -redakteur
- 1894, 15. Juli, Robert März, † 21. Januar 1979 in Bergen/Rügen, Lehrer und Ornithologe
- 1894, 21. Juli, Paul Richter, † 13. August 1942 in KZ Dachau, ev. Pfarrer, Märtyrer
- 1894, 7. August, Fritz Winkler, † 20. März 1964 in Dresden, Maler
- 1894, 17. August, Rudolf Gebhardt, † 12. Dezember 1985 in Dresden, Graphiker und Maler
- 1894, 1. September, Hans Tittel, † 8. August 1983 in Nürnberg, sozialistischer Politiker und Gewerkschafter
- 1894, 20. Oktober, Heinar Schilling, † 13. November 1955 in Glücksburg, Dichter und Schriftsteller
- 1894, 14. November, Ernst von der Decken, † 15. März 1958 in Hamburg, Journalist und Schriftsteller
- 1895, 4. März, Bruno Gleißberg, † 17. Februar 1960, Politiker
- 1895, 20. März, Albert Hensel, † 5. Juni 1942 in Plötzensee, KPD-Mitglied, Widerstandskämpfer
- 1895, 21. April, Walther Haupt, † 22. November 1990 in Görlitz, Lehrer, Archivar und Numismatiker
- 1895, 30. Mai, Eleonore Lorenz, † 11. Juli 1949 in Dresden, Lyrikerin
- 1895, 20. August, Roland Krug von Nidda, † 4. Mai 1968 in München, Offizier, Jurist, Diplomat, Journalist und Schriftsteller
- 1895, 15. September, Hildebrand Gurlitt, † 9. November 1956 in Oberhausen, Kunsthistoriker und Kunsthändler, Bruder von Cornelia und Willibald Gurlitt
- 1896, 1. Januar, Henry Bernhard, † 9. März 1960 in Würzburg, Verleger, Journalist und Politiker
- 1896, 31. Januar, Fritz Gerathewohl, † 1956, Sprecherzieher
- 1896, 3. Februar, Gustav Viktor Lachmann, † 30. Mai 1966 in Chorley Wood (Großbritannien), Flugzeugkonstrukteur, entwickelte die britischen Flugzeuge Hampden und Harrow
- 1896, 30. März, Rolf Helm, † 9. April 1979 in Ost-Berlin, Jurist und Politiker, Generalstaatsanwalt von Sachsen und Ost-Berlin, Staatssekretär der DDR
- 1896, 14. April, Inge Helgard, † 21. Dezember 1929 in Dresden, Stummfilmschauspielerin und Sängerin
- 1896, 18. April, Lore Rückert, † 26. Februar 1947 in Berlin, Opern- und Operettensängerin, Theater- und Stummfilmschauspielerin
- 1896, 13. Mai, Georg Siebert, † 6. November 1984 in Köln, Maler aus dem Umkreis der Neuen Sachlichkeit
- 1896, 20. Mai, Hans Zesch-Ballot, † 1. September 1972 in München, Schauspieler und Regisseur
- 1896, 23. Mai, Hans Fritz Köllner, † 21. Dezember 1976 in Berlin, Schriftsteller, Drehbuchautor und Filmregisseur
- 1896, 11. Juli, Charlotte Rudolph, † 2. September 1983 in Hamburg, Fotografin
- 1896, 2. August, Hans Karl von Mangoldt-Reiboldt, † 2. Februar 1971 in Weilheim/Oberbayern, Jurist, Bankier und Manager, Botschafter der Bundesrepublik Deutschland
- 1896, 12. August, Gerhard Wolf, † 23. März 1971 in München, Diplomat („Konsul von Florenz“)
- 1896, 2. Oktober, Fritz Eberhard, † 30. März 1982 in Berlin, Journalist, SPD-Politiker sowie als ISK-Mitglied antifaschistischer Widerstandskämpfer
- 1896, 13. Oktober, Hans Lewy, † 30. November 1942 im KZ Auschwitz, Automobilrennfahrer
- 1896, 17. November, Edith Jasmand-Großmann, † 5. Juli 1985 in Dippoldiswalde, Malerin und Grafikerin
- 1896, 9. Dezember, Ernst Heinrich von Sachsen, † 14. Juni 1971 in Neckarhausen, Offizier, Politiker, Schriftsteller und Landwirt
- 1897, 12. Januar, Edmund Schorisch, † 23. November 1987 in Zwickau, Bildhauer
- 1897, 24. Januar, Georg Kind, † 13. Februar 1945 in Dresden, Bildhauer
- 1897, 27. Januar, Rudolf Windisch, † 27. Mai 1918 (vermisst), erfolgreicher Jagdflieger
- 1897, 11. Mai, Kurt Wehlte, † 10. April 1973 in Stuttgart, Pionier der Maltechnik und röntgentechnologischen Gemäldeuntersuchungen
- 1897, 21. Mai, Conrad Felixmüller, † 24. März 1977 in Berlin-Zehlendorf, Maler des Expressionismus und der Neuen Sachlichkeit
- 1897, 17. Juni, Friedrich Herzfeld, † 19. September 1967 in Garmisch-Partenkirchen, Kapellmeister, Musikschriftsteller und Musikkritiker
- 1897, 19. Juli, Willimartin Romberger, † 10. Januar 1978 in Bad Kissingen, Architekt
- 1897, 20. Juli, Hanna Hausmann-Kohlmann, † 23. November 1984 in Dresden, Malerin und Scherenschnittkünstlerin
- 1897, 12. September, Kurt Beythien, † 4. September 1974 in Dresden, Komponist und Lehrer
- 1898, Kurt Lenk, † 1952, Fußballtorwart und Ingenieur
- 1898, 31. Januar, Rudolf Neubert, † 13. Mai 1992 in Dresden, Mediziner, Hygieniker und Hochschullehrer
- 1898, 1. Februar, Carl Walther Meyer, † 12. März 1985 in Waldkirch, Schauspieler und Filmeditor
- 1898, 2. März, Margarete Petraschk, † 13. Mai 1986 in Sebnitz, Museologin und Heimatforscherin
- 1898, 16. März, Jakob Haringer, † 3. April 1948 in Zürich, Schriftsteller
- 1898, 25. März, Franz Heger, † 9. August 1989 in Augsburg, Intendanzrat,  Kommunalpolitiker und NSDAP-Parteifunktionär
- 1898, 1. April, Walter Reinhold, † 6. April 1982 in Kulmbach, Bildhauer, Schöpfer des Dresdner Trümmerfrau-Denkmals
- 1898, 6. April, Richard Böhmig, † 17. Oktober 1972 in Freiburg im Breisgau, Mediziner und Hochschullehrer
- 1898, 4. Mai, Hildegard Scheele, † 1. November 1966 in Dresden, Malerin und Restauratorin
- 1898, 6. Mai, Alwin Walther, † 4. Januar 1967 in Darmstadt, Mathematiker, Ingenieur und Hochschullehrer
- 1898, 12. Mai, Paula Lauenstein, 18. April 1980 in Crostau, Malerin und Zeichnerin der Neuen Sachlichkeit
- 1898, 11. Juni, Herbert Fuchs, † 6. März 1994 in Kiel, Jurist, Politiker (CDU) und Landtagsabgeordneter
- 1898, 30. Juli, Heinrich Zeidler, † 7. Oktober 1992 in Weimar, Bauingenieur, Industrie- und Brückenbauer
- 1898, 13. September, Friedrich Böhme, † 11. April 1975 in Bayreuth, Maler und Bildhauer
- 1898, 22. September, Julie Strathmeyer-Wertz, † 11. April 1989 in Stuttgart, Malerin und Grafikerin
- 1898, 10. November, Ernst Alfred Mühler, † 12. Januar 1968 in Dresden, Maler, Innenarchitekt und Hochschullehrer
- 1898, 1. Dezember, A. Rudolf Leinert, † 1. April 1969 in Berlin, Schriftsteller des Expressionismus
- 1898, 13. Dezember, Alice Sommer, † 1. Juni 1982 in Rotthalmünster, Zeichnerin
- 1898, 30. Dezember, Martin Mende, † 14. Februar 1982 in Bremen, Unternehmer im Bereich Radio- und Fernsehgeräte
- 1899, 5. Februar, Carl Eibes, † 3. Juli 1967 in Schnaittenbach, Wirtschaftswissenschaftler und Unternehmer
- 1899, 23. Februar, Erich Kästner, † 29. Juli 1974 in München, Schriftsteller (Das fliegende Klassenzimmer, Das doppelte Lottchen)
- 1899, 11. März, Gertrud Bergmann, † 21. August 1970 in Halle, Schauspielerin und Hörspielsprecherin
- 1899, 10. April, Guido Hebert, † vor 1962, Maler
- 1899, 7. Mai, Willy Illmer, † 24. August 1968 in Dresden, Maler
- 1899, 7. August, Alfred Jurke, † 3. Oktober 1942 in Berlin, Widerstandskämpfer gegen den Nationalsozialismus
- 1899, 10. Oktober, Irene Kühnel-Kunze, † 23. März 1988 in Berlin, Kunsthistorikerin
- 1899, 31. Mai, Annemarie Spitzner, † 6. August 1934 in Warmbrunn, Wohlfahrtspflegerin und Heilpädagogin
- 1899, 15. Juni, Erna Lincke, † 28. Februar 1986 in Dresden, Malerin
- 1899, 29. August, Gerd Böhme, † 25. März 1978 in Dresden, Maler
- 1899, 12. September, Fritz Löffler, † 15. Mai 1988 in Dresden, Kunsthistoriker und Literaturwissenschaftler
- 1899, 14. September, Walter Dittmann, † 3. Dezember 1972 in Hamburg, evangelischer Theologe
- 1899, 4. Dezember, Elfriede Lohse-Wächtler, † 31. Juli 1940 in Pirna, Malerin der Avantgarde
- 1900, 8. Januar, Johannes Linke, † Februar 1945 (vermisst), Schriftsteller
- 1900, 1. Februar, Georg Köhler, † 27. Januar 1972 in Dresden, Fußballspieler und -trainer
- 1900, 26. Februar, Fritz Wiessner, † 3. Juli 1988 in Stowe, Bergsteiger
- 1900, 8. März, Heinz Brückner, † 19. April 1968, SS-Führer und Leiter des Amtes VI in der Volksdeutschen Mittelstelle
- 1900, 3. April, Kurt Neubert, † 7. Februar 1970 in Gröbenzell, Kameramann
- 1900, 6. August, Hans Kinder, † 20. Januar 1986 in Dresden, Maler
- 1900, 8. August, Robert Siodmak, † 10. März 1973 in Locarno, Schweiz, Regisseur („Menschen am Sonntag“ 1930, Film Noir), Autor, Produzent
- 1900, 4. Oktober, Hans Heyne, † 24. Dezember 1973 in Lindenberg im Allgäu, Wirtschaftsmanager
- 1900, 5. Oktober, Christian Grunert, † 20. Februar 1975 in Holzhausen bei Leipzig, Gärtner
- 1900, 20. Oktober, Hans Vogel, † 5. April 1980, Tropenmediziner, Parasitologe und Hochschullehrer
- 1900, 21. November, Alexander Münch, † 18. Oktober 1984 in Dresden, Literaturwissenschaftler und Autor
- 1900, 7. Dezember, Gottfried Ganßauge, † 23. März 1988, Kunsthistoriker und Denkmalpfleger

## 20. Jahrhundert

### 1901 bis 1910
- 1901, Siegfried Nagel, † 1979 in Braunschweig, Baumeister
- 1901, 18. Januar, Paul Emil Beyer, † 14. September 1982 in Leipzig, Autor und Journalist
- 1901, 19. Februar, Hans Grundig, † 11. September 1958 in Dresden, Maler und Grafiker
- 1901, 23. Februar, Willy Kriegel, † 20. März 1966 in Starnberg, Maler
- 1901, 25. März, Thea Thiele, † 16. Juli 1991 in Berlin, Schauspielerin
- 1901, 3. April, Georg Funk, † 13. Januar 1990 in Dresden, Architekt und Stadtplaner
- 1901, 8. Mai, Theodor Rosenhauer, † 14. Juni 1996 in Berlin, Maler
- 1901, 7. Juni, Arthur von Freymann, † 19. Oktober 1978 in Bad Pyrmont, Geiger und Dirigent
- 1901, 30. Juli, Manfred Koch, † 29. Mai 1972 in Dresden, Schmetterlingskundler und Insektenhändler
- 1901, 7. September, Hans Christoph, † 31. Juli 1992 in Dresden, Maler
- 1901, 26. September, Werner Boie, † 6. Oktober 1978 in Dresden, Ingenieur und Hochschullehrer
- 1902, 30. Januar, Karl Stein, † 5. Juni 1942 in Berlin-Plötzensee, Widerstandskämpfer, Opfer des Nationalsozialismus
- 1902, 8. März, Kurt Schütze, † 17. April 1971 in Dresden, Maler
- 1902, 24. März, Hanns Fritzsche, † 12. April 1945, Rechtsanwalt, Notar und Landtagsmitglied, geboren in Coschütz
- 1902, 25. April, Kurt Gottschaldt, † 24. März 1991 in Göttingen, Psychologe und Hochschullehrer
- 1902, 4. Mai, Albert Mann, † 16. Februar 1964 in Dresden, Maler und Grafiker
- 1902, 21. Mai, Fritz Hube, † 11. Januar 1955 in München, Schauspieler
- 1902, 24. Juni, Rudolf Meyer, † 29. August 1969, Ingenieur und Fachpublizist
- 1902, 12. Juli, Kurt Wünsche, † 14. Juni 1994 in Dresden, Maler und Grafiker
- 1902, 22. Juli, Walter Lucas, † 14. September 1968 in Leipzig, Architekt, Stadtbaudirektor in Leipzig
- 1902, 3. August, Martin Noth, † 30. Mai 1968 im Negev, protestantischer Theologe (Alttestamentler) und bedeutender Kommentator des Pentateuch
- 1902, 10. August, Curt Siodmak, † 2. September 2000 in Three River, Kalifornien, USA, Autor, Regisseur, Produzent
- 1902, 22. September, Heinrich Zänker, † 1. Juni 1984 in Freital, Ruderer
- 1902, 25. Oktober, Arn Walter, † um 1976 in Bad Pyrmont, Bildhauer
- 1902, 27. Oktober, Walther Meinig, † 29. Dezember 1987 in Freiburg im Breisgau, Maler und Grafiker
- 1902, 10. November, Marianne Hamm von Sahr, † 29. November 1987 in Bonn-Bad Godesberg, Sozialarbeiterin
- 1903, 7. Januar, Walter Reichardt, † 2. Juli 1985 in Dresden, Ingenieur mit Fachgebiet Akustik und Hochschullehrer
- 1903, 13. Februar, Willy Raphelt, † 7. März 1984 in Dresden, Roter Bergsteiger und SED-Parteifunktionär
- 1903, 4. März, Oscar Schönherr, † 30. August 1968 in Marienberg, Pädagoge, Komponist und Erzgebirgsmusiker
- 1903, 6. April, Werner Zschiesche, † 5. August 1947 in Münster, Ruderer
- 1903, 10. April, Gotthold Pahlitzsch, † 30. November 1992, Verfahrensingenieur, Betriebswissenschaftler und Hochschullehrer
- 1903, 15. Mai, Maria Reiche, † 8. Juni 1998 in Lima, Mathematikerin, Erforscherin der Nazca-Linien
- 1903, 3. Juni, Hildegard Jäckel, † 2. März 1974 in Dresden, Photographin
- 1903, 21. Juli, Willy Becker, † 12. Juni 1987 in Dresden, Landschaftsmaler
- 1903, 22. Juli, Alfred Fiedler, † 14. Februar 1983 in Dresden, Volkskundler
- 1903, 19. September, Herbert Trantow, † 8. Januar 1993 in Berlin, Komponist und Dirigent
- 1903, 20. September, Reinhold Rossig, † 1. Dezember 1979 in Berlin, Architekt und Maler
- 1903, 3. Oktober, Horst Brückner, † 15. November 1958 in Trostberg, Ingenieur, Chemiker und Hochschullehrer
- 1903, 27. Oktober, Annemarie Heuer-Stauß, † 31. Dezember 1988 in Dresden, Textilkünstlerin, Malerin und Grafikerin
- 1903, 10. November, Erwin Tiebel, † 17. August 1981 in Menden (Sauerland), Mitarbeiter des SD und Agent des KGB
- 1903, 25. November, Ulrich Dähnert, † 18. April 1999 in Dresden, Orgelforscher
- 1903, 18. Dezember, Kurt Lorenz, 20. November 1947 in London, Schriftsetzer und SPD-Parteifunktionär
- 1904, 4. Januar, Gerhard Philipp, † 20. April 1966 in Aachen, Ingenieur, Jurist und Politiker (CDU), Mitglied des Bundestages
- 1904, 12. Januar, Horst Teichmann, † 18. September 1983 in Wertheim, Physiker
- 1904, 16. Januar, Johannes Heinrich Fischer, † 12. November 1993 in Dresden, Maler und Grafiker
- 1904, 16. Januar, Werner Ohnsorge, † 23. November 1985 in Neustadt an der Weinstraße, Byzantinist und Archivar
- 1904, 16. Februar, Hellmut Körner, † 27. Februar 1966 in Hamburg, NSDAP-Reichstagsabgeordneter und Landesbauernführer in Sachsen
- 1904, 10. März, Ralph Kronig, † 16. November 1995 in Zeist (Niederlande), Physiker
- 1904, 18. März, Christian Winkler, † 25. August 1988 in Marburg, Germanist und Mitbegründer der Sprechwissenschaft
- 1904, 21. März, Karl Hans Drechsel, † 29. Dezember 1946 im Speziallager Ketschendorf, Oberbürgermeister der Stadt Meißen
- 1904, 2. April, Paul Hermann Schubert, † 7. März 1957 in Sorengo/Schweiz, Schriftsteller
- 1904, 25. April, Harald Mannl, † 20. Februar 1961 in München, Schauspieler und Filmregisseur
- 1904, 15. Mai, Kurt Hilscher, † 31. Oktober 1980 in Berlin, Gebrauchsgrafiker
- 1904, 30. Mai, Ella Ehlers, † 9. April 1985 in Bremen, Kindergärtnerin und Politikerin
- 1904, 22. Juni, Hans Busse, † 9. März 1992 in Mannheim, Maler
- 1904, 30. Juni, Siegfried Hildebrand, † 12. August 1991 in Dresden, Ingenieurwissenschaftler, Pionier der modernen Feingerätetechnik
- 1904, 25. Oktober, Herbert Blochwitz, † 16. August 1944 in Dresden, Arbeiterfunktionär und Widerstandskämpfer
- 1904, 6. November, Rudolf Sparing, † 5. April 1955 in Potma (UdSSR), deutscher Journalist
- 1904, 29. November, Friedrich Büschelberger, † 19. Dezember 1990 in Titisee-Neustadt, Bildhauer
- 1905, 4. Januar, Karl Erich Schaefer, † 20. August 1982 in Dresden, Maler und Grafiker
- 1905, 17. Mai, Rudolf Klimmer, † 26. Juli 1977 in Wuppertal, Arzt und Sexualforscher
- 1905, 23. Mai, Lea Grundig geb. Langer, † 10. Oktober 1977 während einer Mittelmeerreise, Malerin
- 1905, 5. Juli, Willy Wolff, † 7. August 1985 in Dresden, Maler
- 1905, 30. August, Herbert Gute, † 18. November 1975 in Dresden, Politiker und Oberbürgermeister der Stadt Dresden von 1958 bis 1961
- 1905, 30. Mai, Willy Jähne, † 30. Mai 1973 in Zittau, Gebrauchsgrafiker
- 1905, 30. September, Walter Thürmer, † 14. Januar 1996 in Dresden, Bildhauer
- 1905, 7. Oktober, Paul Görlich † 13. März 1986 in Jena, Physiker
- 1905, 3. November, Eugenie Lisitzin, † 28. Oktober 1989 in Helsinki, Physikerin und Hochschullehrerin
- 1905, 4. November, Martin Raschke, † 24. November 1943 bei Newel in Russland, Schriftsteller und Publizist
- 1905, 17. November, Erhard Neubert, † 4. April 1984, KPD-  und SED-Funktionär
- 1905, 29. Dezember, Arnfried Heyne, † 12. Januar 1978 in Wien, Filmeditor
- 1906, 4. Januar, Armin Schulze, † 16. Dezember 1987 in Ebersbach/Sa., Maler und Grafiker
- 1906, 14. Januar, Helmut Erdle, † 25. Juni 1991 in Leonberg, Architekt und Stadtplaner
- 1906, 10. Februar, Fritz Heller, † 30. Juli 2000 in Bonn, Diplom-Ingenieur, Präsident der Bundesanstalt für Straßenwesen
- 1906, 24. Februar, Helmut Rudolph, † 15. Mai 1981 in Freiberg, Maler und Grafiker
- 1906, 11. März, Rudolf Freisleben, † 9. Oktober 1943 in Dresden, Botaniker und Züchtungsforscher
- 1906, 11. März, Ernst-Adolf Schmorl, † 29. März 1964 in Wiesbaden, Kinder- und Jugendpsychiater, der an der NS-Euthanasieforschung beteiligt war
- 1906, 23. März, Lea Grundig, † 10. Oktober 1977 in während einer Mittelmeerreise, deutsche Malerin und Grafikerin
- 1906, 6. Mai, Wera Meyer-Waldeck, † 25. April 1964 in Bonn, Architektin und Möbeldesignerin
- 1906, 26. Juni, Sigfried Asche, † 16. Februar 1985 in Staufen im Breisgau, Kunsthistoriker und Museumsdirektor
- 1906, 10. Juli, Horst Herrmann, † 17. November 1973 in Hannover, Mathematiker
- 1906, 11. Juli, Herbert Wehner, † 18. Januar 1990 in Bonn, Politiker (KPD, SPD), Vorsitzender der SPD-Fraktion im Bundestag (1969–1983)
- 1906, 23. Juli, Wolfgang Goedecke, † 15. August 1942 in Dubna, deutscher Ruderer und Oberstleutnant
- 1906, 27. Juli, Herbert Buschbeck, † unbekannt, Mediziner und Hochschullehrer
- 1906, 29. Juli, Armin Schneider, † 2. Dezember 1986 in Friedrichshafen, Chemiker und Hochschullehrer
- 1906, 20. August, Günther Baum, † 25. Dezember 1983 in Ahrensburg, Opernsänger und Gesangspädagoge
- 1906, 1. September, Kurt Pratsch-Kaufmann, † 24. Juni 1988 in München, Schauspieler und Kabarettist
- 1906, 22. September, Ilse Koch, † 2. September 1967 im Frauengefängnis Aichach, verurteilt wegen NS-Verbrechen
- 1906, 21. Oktober, Hans Bernhard Sprung, † 12. April 1963 in Dresden, Chirurg
- 1906, 29. November, Käthe Krauß, † 9. Januar 1970 in Mannheim, Leichtathletin und Olympiateilnehmerin
- 1907, 7. Februar, Horst Kempe, † 8. Dezember 1998 in Haag/Oberbayern, Kunsthändler
- 1907, 20, Februar, Gunnar Berg, † 16. Februar 1974 in Borstel, deutsch-schwedischer Mediziner und Nationalsozialist
- 1907, 24. Februar, Werner Schwarze, † 3. Juli 1975 in Berlin, KPD-Funktionär, Widerstandskämpfer gegen den Nationalsozialismus
- 1907, 27. Februar, Lotte Goslar, † 16. Oktober 1997 in Great Barrington/Massachusetts, deutsch-US-amerikanische Tänzerin
- 1907, 7. März, Irmgard Kotte-Weidauer; † 17. Februar 1992 in Marienberg, Glasgestalterin
- 1907, 23. März, Gerhart Münch, † 9. Dezember 1988 in Tacámbaro/Mexiko, Pianist und Komponist
- 1907, 22. April, Martin Weis, † 30. Dezember 1970 in Düsseldorf, Reichstagsmitglied
- 1907, 23. April, Ilse Korn, geborene Truöl, † 14. Juni 1975 in Kleinmachnow, Schriftstellerin
- 1907, 24. April, Fritz Hoffmann, † 12. Juni 1942 in Berlin-Plötzensee, Arbeiterfunktionär und Widerstandskämpfer
- 1907, 27. Mai, Hildegard Marion Böhme, † 11. November 1993 in Dresden, Malerin
- 1907, 7. September, Werner Hofmann, † 10. August 1983 in Dresden, Grafiker und Maler
- 1907, 10. Oktober, Karl Dinklage, † 29. August 1987 in Klagenfurt, Archivar, Historiker und Sachbuchautor
- 1908, 20. Februar, Karl Walter Bernstein, Künstlername Karl Walter, † 21. September 1973, Musiker und Orchesterleiter
- 1908, 4. März, Rudolf Wehner, † 1980, Widerstandskämpfer gegen den Nationalsozialismus und Parteifunktionär (SPD/KPD/SED)
- 1908, 16. April, Ernst Neef, † 7. Juli 1984 in Dresden, Geograph
- 1908, 5. Mai, Kurt Böhme, † 20. Dezember 1989 in München, Opernsänger
- 1908, 21. Juli, Gerhard Sperling, † 24. Dezember 1975 in Bramsche, Maler
- 1908, 1. August, Heinz Schreiter, † 18. Januar 1973 in Dresden, Grafiker
- 1908, 6. August, Reinhold Friedrich Bender, † 11. November 1977 in Pellworm, Jurist und Politiker (GB/BHE, später CDU)
- 1908, 9. August, Herbert Lange, † 19. Mai 1971 in Schärding/Ö, deutsch-österreichischer Maler, Journalist, Autor und Publizist
- 1908, 18. August, Rolf Krause, † 11. Februar 1982 in Dresden, Maler
- 1908, 29. August, Kurt Junghanns, † 2. Dezember 2006 in Berlin, Architekt und Architekturhistoriker
- 1908, 30. August, Hans Duffner, † 8. Mai 1945, Schriftsteller und SD-Agent
- 1908, 5. September, Hainz Hamisch, † 1997, Maler, Grafiker und Illustrator
- 1908, 29. September, Hans Egon Gerlach, † unbekannt, Autor, Übersetzer und Journalist
- 1908, 30. September, Heinz Schönfeld, † 5. Mai 1957 in Karlsruhe, Elektrotechniker
- 1908, 16. Oktober, Günther Mickwausch, † 1. Juni 1990 in Heidenau, Industrieformgestalter und Gebrauchsgrafiker
- 1908, 24. Oktober, Elly Schreiter, † 13. Dezember 1987 ebenda; Malerin, Grafikerin und Steindruckerin
- 1908, 6. November, Johannes Kotte, † 18. Januar 1970 in Pirna, Maler und Grafiker
- 1908, 13. November, Gerhard Augst, † 1997, Maler und Grafiker
- 1909, Käthe Mickwausch-Reiner, † 2011, Gebrauchsgrafikerin, die im NS-Staat als „jüdischer Mischling“ diskriminiert wurde
- 1909, 15. Januar, Herbert Strecha, † 29. Dezember 1981 in Saalfeld, Maler und Grafiker
- 1909, 11. Februar, Oskar Thierbach, † 30. November 1991 in Solingen, Radrennfahrer
- 1909, 3. Juli, Helmut Gansauge, † 23. Juli 1934 in Dresden, Widerstandskämpfer
- 1909, 3. Juli, Fred Stein, † 27. September 1967 in New York City, Pionier der Kleinbildfotografie
- 1909, 23. August, Eva Justin, † 11. September 1966 in Offenbach am Main, Rassenforscherin
- 1909, 3. Oktober, Werner Schultze, † 24. Januar 2001 in Hamburg, Historiker
- 1909, 15. Oktober, Werner Lieven, † 7. März 1968 in München, Schauspieler und Synchronsprecher, „Am grünen Strand der Spree“ 1960
- 1909, 28. Oktober, Horst Schlechte, † 18. September 1986 in Dresden, Historiker und Archivar
- 1909, 1. November, Siegfried Sonnenschein, † 8. März 1980 in New York City, Pianist, Unterhaltungsmusiker und Komponist
- 1909, 6. November, Eberhard Kretschmar, † 10. Dezember 1992, Literaturwissenschaftler
- 1909, 19. Dezember, Josef Burg, † 15. Oktober 1999 in Jerusalem, Rabbiner und israelischer Politiker, langjähriger Minister verschiedener Ressorts
- 1909, 20. Dezember, Heinz Steyer, † 12. Juli 1944 in Ai Giannis, Kommunist, Arbeitersportler und Widerstandskämpfer
- 1910, 19. Januar, Willi Schmidt, † 20. Februar 1994 in Berlin, Bühnenbildner und Regisseur
- 1910, 7. März, Suse Rosen, geboren als Susanne Rosenthal, † 14. März 1968 in Locarno, Balletttänzerin
- 1910, 26. März, Johannes Schneider, † 29. Juli 2006 in Freiburg im Breisgau, mittellateinischer Philologe
- 1910, 7. April, Gerhard Meyer, † 19. April 1971 in Dernbach (Westerwald), Unternehmer, Kaufmann und Erfinder
- 1910, 13. April, Wilhelm Schmied, † 7. Dezember 1984 in Sangerhausen, Maler und Grafiker
- 1910, 1. Mai, Rudolf Ludwig, † 10. September 1969 in Meran, Mathematiker
- 1910, 14. Juni, Rudolf Kempe, † 12. Mai 1976 in Zürich, Dirigent
- 1910, 28. Juni, Hilde Gebühr, † 26. April 1945 in Schlehdorf am Kochelsee, Schauspielerin
- 1910, 1. Juli, Hans Nadler, † 8. Oktober 2005 in Dresden, Architekt und sächsischer Landeskonservator sowie Ehrenbürger der Stadt Dresden
- 1910, 5. Juli, Hans Rößner, † 22. Juni 1997 in München, Germanist, SS-Obersturmbannführer, Lektor
- 1910, 11. Juli, Friedrich Hartmut Dost, † 2. November 1985 in Gießen, gilt als Begründer der Pharmakokinetik
- 1910, 28. Juli, Martin Hänisch, † 10. Januar 1998 in Dresden, Grafiker, Maler, Dozent, Widerstandskämpfer gegen den Nationalsozialismus
- 1910, 3. September, Gerhard Eichler, † 13. Dezember 1976, SED-Funktionär, Kommandeur der Kampfgruppeneinheit des ZK der SED
- 1910, 8. September, Balduin Thieme, † 12. Dezember 1996 in Dresden, Dichter und Schriftsteller
- 1910, 3. Oktober, Benjamin Dietrich, † 29. Mai 1981 in Köln, Journalist
- 1910, 28. Oktober, Hans Scherenberg, † 17. November 2000 in Stuttgart, Automobilkonstrukteur
- 1910, 3. Dezember, Fritz Uschner, † 3. September 1966, SED-Parteifunktionär
- 1910, 6. Dezember, Fritz Koch, † 20. Januar 1990 in Berlin, Politiker (SED), Diplomat und Außenhandelsfunktionär
- 1910, 18. Dezember, Walter Gluch, † Februar 2009 in Leipzig, Glasgestalter und Fachschullehrer in der DDR

### 1911 bis 1920
- 1911, 11. Februar, Hermann Werner Kubsch, † 15. Juli 1983 in Dresden, Schriftsteller und Filmautor
- 1911, 28. März, Therese Angeloff, † 15. Oktober 1985 in München, Schauspielerin
- 1911, 13. April, Gunter Böhmer, † 8. Januar 1986 in Lugano, Tessin, Schweiz, Maler, Zeichner, Buchillustrator, Kunstschriftsteller
- 1911, 5. Mai, Albert Riedel, † 14. Juli 1984 in Salt Lake City, deutsch-US-amerikanischer später Vertreter der Alchemie
- 1911, 28. Mai, Ernst Krause, † 8. August 1997 in Berlin, Musikwissenschaftler und Opernkritiker
- 1911, 9. Juni, Rudi Hempel, † 7. Januar 1947 in Dresden, Arbeiterfunktionär und Widerstandskämpfer
- 1911, 15. Juli, Robert März, † 21. Januar 1979 in Bergen/Rügen, Lehrer und Ornithologe
- 1911, 4. Juli, Kurt Sillack, † 24. März 2003 in Dresden, Maler
- 1911, 14. August, Erhard Schlechte, † 11. August 1979 in Leipzig, Bauingenieur
- 1911, 25. September, Erwin Barth von Wehrenalp, † 21. April 1996 in Paris, österreichischer Publizist und Verleger
- 1911, 12. Dezember, Dore Hoyer, † 31. Dezember 1967 in West-Berlin, Ausdruckstänzerin und Choreografin
- 1912, Herbert Wendler, † 1998, Chocolatier, Erfinder der Dominosteine
- 1912, 6. Januar, Hans Richter-Haaser, † 13. Dezember 1980 in Braunschweig, Pianist
- 1912, 25. Februar, Willy Thamm, †, Kunstbuchbinder, Restaurator und Konservator
- 1912, 15. März, Walter Hoyer, † 19. Januar 2000 in Bad Herrenalb, Bauingenieur und Hochschullehrer
- 1912, 16. März, Siegfried Flügge, † 15. Dezember 1997 in Hinterzarten, Physiker
- 1912, 25. März, Gerhard Keil, † 8. Juli 1992 in Dresden, Maler und Grafiker
- 1912, 19. April, Gerhart Ziller, † 14. Dezember 1957 in Berlin, Minister für Maschinenbau und Minister für Schwermaschinenbau der DDR
- 1912, 30. April, Manfred Schäfer, † 11. März 1996 in Göttingen, deutscher Physiker und Hochschullehrer
- 1912, 5. Mai, Peter Jokostra (eigentlich Heinrich Knolle), † 21. Januar 2007 in Berlin, Schriftsteller
- 1912, 2. September, Alexander Böhlig, † 25. Januar 1996, Orientalist, Koptologe und Byzantinist
- 1912, 5. September, Ernst Erich Müller, † 16. August 1972 in Wien, österreichischer Maler
- 1912, 9. September, Erich Fruhnert, Maler
- 1912, 5. Oktober, Johannes Keusch, † 8. Dezember 1973, Politiker und Diplomat in der DDR
- 1912, 11. November, Wolfgang Pfeiffer, † 28. Oktober 2003 in Itanhaém, Brasilien, deutsch-brasilianischer Kunsthistoriker und Sachbuchautor
- 1912, 28. November, Richard Pusch, † 21. Juli 1998 in Tegernsee, Maler und Grafiker
- 1912, 7. Dezember, Hans Heinrich Palitzsch, † 20. Oktober 2005 in Gauting, Maler und Grafiker
- 1912, 31. Dezember, Horst Fischer, † 8. Juli 1966 in Leipzig, Mediziner und Lagerarzt im KZ Auschwitz III Monowitz
- 1913, 26. Februar, Eberhard Otto, † 11. Oktober 1994 in Heidelberg, Ägyptologe
- 1913, 19. April, Wolfgang Bergold, † 14. August 1987 in Berlin, Politiker (KPD/SED) und Diplomat, Botschafter der DDR in der DR Vietnam (1963–1968)
- 1913, 22. April, Werner Fischer, † April 1945 bei Leipzig, Widerstandskämpfer gegen den Nationalsozialismus
- 1913, 13. Mai, Helmut Weiß, † 18. August 2000 in Narwa/Estland, Schriftsteller, Kommunist, Emigrant, Opfer der Stalinschen Säuberungen
- 1913, 15. Juni, Gerhart Weise, † wahrscheinlich vor dem 10. Oktober 1945, deutscher Journalist und Mitarbeiter der NS-Auslandspropaganda
- 1913, 2. Juli, Edith Heerdegen, † 13. Juli 1982 in Dachsberg, Schauspielerin
- 1913, 27. September, Heinz Löffler, † 22. September 2008 in Meißen, Maler
- 1913, 8. November, Rudolf Harbig, † 5. März 1944 (gefallen) in Olchowez (Sowjetunion), Leichtathlet und Weltrekordler
- 1913, 19. November, Günter Fink, † 22. Januar 2000 in Berlin, bildender Künstler
- 1914, 5. Februar, Reinhold Lochmann, † 26. Juli 2008 in Berlin, Widerstandskämpfer, Häftling im KZ Buchenwald, Oberst der Deutschen Volkspolizei
- 1914, 20. Februar, Achim Oster, † 12. März 1983 in Dachau, Generalmajor der Bundeswehr
- 1914, 2. März, Karl Georg Schmidt, † 31. Oktober 1987 in Bad Sassendorf, Maler
- 1914, 7. März, Helmar Helas, † 30. Juli 1981 in Dresden, Kunstmaler, Glasgestalter und Restaurator
- 1914, 11. April, Manja Behrens, † 18. Januar 2003 in Berlin, Schauspielerin
- 1914, 9. Mai, Rudolf Eller, † 24. September 2001 in Rostock, Musikwissenschaftler und Hochschullehrer
- 1914, 21. Mai, Heinz Barth, † 21. August 1991 ebenda, Holzgestalter
- 1914, 26. Mai, Erhard Jonny Weiß, † 7. November 1957 in Garmisch-Partenkirchen, Kunst- und Turmspringer
- 1914, 8. Juni, Gottfried Müller, † 3. Mai 1993 in Nürnberg, Komponist und Organist
- 1914, 6. August, Gottfried Weber, † 1982 in Berlin, Fußballtorwart
- 1914, 14. September, Hellmut Heinrich Schmid, † 27. April 1998, Professor für Geodäsie und Photogrammetrie
- 1914, 16. September, Wolfgang Helck, † 27. August 1993 in Hamburg, Ägyptologe
- 1914, 28. Oktober, Viktoria Krüger, † 31. März 2010 in Dresden, Bildhauerin
- 1915, 11. Januar, Luise Krüger, † 13. Juni 2001 in Dresden, Leichtathletin
- 1915, 25. Januar, Arno Straube, † 13. Februar 1945 in Dresden, Kletterer und Bergsteiger, Widerstandskämpfer
- 1915, 20. März, Hanskarl Schade, † 12. April 2009 in La Pine, Opernsänger
- 1915, 10. Mai, Richard Schrader, † 11. Oktober 2003 in Dresden, Chemiker
- 1915, 22. Juni, Heinz Max Hiersig, † 11. Januar 2005, Maschinenbauingenieur und Stifter
- 1915, 19. August, Heinrich Minden, † 22. August 1979 bei St. Christoph am Arlberg, Schauspieler und Regisseur
- 1915, 5. September, Horst Sindermann, † 20. April 1990 in Berlin, Vorsitzender des Ministerrates der DDR, Präsident der Volkskammer der DDR
- 1915, 15. September, Helmut Schön, † 23. Februar 1996 in Wiesbaden, Fußballspieler und -trainer, Bundestrainer der Bundesrepublik 1964–1978
- 1916, 8. Februar, Elsa Sturm-Lindner, † 22. Februar 1988 in Dresden, Porträt- und Tiermalerin, Grafikerin und Pressezeichnerin
- 1916, 17. Mai, Berthold Spangenberg, † 16. Januar 1986 in München, Verleger
- 1916, 23. Mai, Erich Bär, † 5. April 2005, Widerstandskämpfer, Oberstleutnant des Ministeriums für Staatssicherheit der DDR
- 1916, 15. Juli, Bernhard Klemm, † 16. April 1995 in Dresden, Architekt
- 1916, 16. September, Rudolf Bielka, † 17. Februar 1998 in Berlin, Agrarwissenschaftler und Hochschullehrer
- 1916, 18. November, Fritz Joachim Otto, † 1993, Kameramann und Unternehmer in der optischen Industrie (Astro-Berlin)
- 1917, Li Naewiger, † 1986 in Dresden, Fotografin
- 1917, 15. Februar, Paul Friedemann, † 1969 in Dresden, Fotograf
- 1917, 12. März, Hermann Sandbank, † 15. März 1998 in Nürnberg, Opernsänger
- 1917, 30. Dezember, Marianne Schönfelder, † 16. Februar 1945 in Großschweidnitz, Opfer der Euthanasie-Morde der NS-Gewaltherrschaft
- 1918, Sibylle von Schieszl, † 2010 in Torekov, deutsche Physikerin und Managerin in der Automobilindustrie
- 1918, 2. März, Eva Ponto, † 24. April 2025 in Wesseling-Urfeld, Filmeditorin
- 1918, 18. März, Heinz Felfe, † 8. Mai 2008 in Berlin, Offizier und sowjetischer Agent
- 1918, 13. Juni, Albert Zahn, † 9. Juni 1975 in Görlitz, Schauspieler und Regisseur
- 1918, 24. Oktober, Karl-Heinz Müller, † 28. Juli 1987 in Leipzig, Politiker (SED), Oberbürgermeister der Stadt Leipzig
- 1918, 2. November, Hans Schwab-Felisch, † 19. Oktober 1989 in Herdecke, Journalist, Literaturhistoriker und Hochschullehrer
- 1918, 5. November, Hans Preuße, † 29. September 1991 in Dresden, Grafiker und Maler, Illustrator
- 1918, 17. November, Georg von Dadelsen, † 25. Mai 2007 in Tübingen, Musikwissenschaftler, Johann-Sebastian-Bach-Fachmann
- 1918, 3. Dezember, Hans Paul Bahrdt, † 16. Juni 1994 in Göttingen, Sozialwissenschaftler („Die moderne Großstadt“ 1961)
- 1919, 5. Januar, Hans Heinrich Eggebrecht, † 30. August 1999 in Freiburg im Breisgau, Musikwissenschaftler
- 1919, 27. April, Liesel Fischer, † 2000 in Plauen, Malerin und Grafikerin
- 1919, 17. Juni, Victor Keune, † 15. März 2018 in Potsdam, Schauspieler
- 1919, 14. September, Irma Emmrich, † 13. August 2018, Kunsthistorikerin und Professorin an der TU Dresden
- 1919, 2. Dezember, Hellmuth Bräuer, † 1. Juli 1958, Architekt
- 1919, 30. Dezember, Harry Krebs, † 11. Oktober 2007 in Berlin, Politiker (SED), Gewerkschaftsfunktionär des FDGB, Stellvertreter des Oberbürgermeisters von Berlin (Ost)
- 1920, 24. Februar, Hans Schiemenz, † 27. Dezember 1990, Zoologe und Naturschützer
- 1920, 13. März, Horst Förster, † 30. Juni 1986 in Dresden, Dirigent und Geiger
- 1920, 27. März, Rose Hempel, † 15. April 2009 in Dresden, Kunsthistorikerin und Ostasienspezialistin
- 1920, 3. Mai, Lüder Baier, † 28. Juli 2012 in Dresden, Holzgestalter
- 1920, 4. Juni, Hans-Dietrich Kahl, † 30. September 2016 in Uttenreuth bei Erlangen, Historiker und Hochschullehrer
- 1920, 12. Juli, Gerhard David, † 23. Juli 1976 in Schneeberg, Maler und Grafiker
- 1920, 14. September, Johannes Irmscher, † 23. Mai 2000 in Rom, Altertumswissenschaftler
- 1920, 5. Oktober, Gert Westphal, † 10. November 2002 in Zürich, Schauspieler und Rezitator
- 1920, 15. Dezember, Heinz Schietzelt, Gebrauchsgrafiker, Maler und Restaurator
- 1920, 31. Dezember, Kurt Wiedemann, † 3. März 1982, Buchdrucker, Volkswirt und Kulturfunktionär

### 1921 bis 1930
- 1921, Rosemarie Fiedler-Winter, † 19. November 2012 in Hamburg, Wirtschaftsjournalistin und Autorin
- 1921, 4. Januar, Eberhard Cohrs, † 17. August 1999 in Diensdorf-Radlow, Komiker und Schauspieler
- 1921, 21. Februar, Heinz Grohmann, † 6. Dezember 2018 in Kronberg, Statistiker und Demograph
- 1921, 27. März, Johanna König-Hock, † 3. März 2009 in Berlin, Schauspielerin und Tänzerin
- 1921, 23. April, Rudolf Eichhorn, Politiker (CDU) und Abgeordneter der Volkskammer
- 1921, 26. April, Horst Schulze, † 24. Oktober 2018 in Berlin, Schauspieler und Opernsänger
- 1921, 30. April, Jürgen Claus Hinrich Sydow, † 13. Januar 1995 in Tübingen, Historiker und Archivar
- 1921, 10. Mai, Ursula Querner-Wallner, † 23. Juni 1969 in Hamburg, Bildhauerin, Plastikerin und Grafikerin
- 1921, 27. Mai, Hans Ahner, † 19. August 1994 in Dresden, Journalist und Schriftsteller
- 1921, 21. Juni, Wolfgang Hinze, † 3. April 1988 in Magdeburg, Maschinenbauingenieur
- 1921, 5. Juli, Hugo Staudinger, † 3. September 2004 in Paderborn, Historiker und Wissenschaftstheoretiker
- 1921, 23. Juli, Hans-Joachim Funfack, † 12. Mai 2006 in Trochtelfingen, Urologe und Chirurg
- 1921, 5. August, Günter Felkel, † 24. Juli 2001 in Dresden, Schriftsteller
- 1921, 9. August, Sylvester Schmidt, † 6. November 1989 in Celle, Schauspieler
- 1921, 26. August, Hans Bonkas, † 7. November 2012 in Frankfurt a. M., Bundesvorsitzender des Reichsbanners Schwarz-Rot-Gold
- 1921, 1. September, Günther Bantzer, † 16. Oktober 2019 in Kiel, Politiker (SPD) und Oberbürgermeister von Kiel
- 1921, 15. September, Henry H. Arnhold, geb. Heinrich-Hartmut Arnhold, † 23. August 2018 in New York City, US-amerikanischer Bankier, Sammler und Mäzen
- 1921, 29. September, Wolfgang Mischnick, † 6. Oktober 2002 in Bad Soden am Taunus, Politiker (LDP/FDP), Vorsitzender der FDP-Fraktion im Bundestag (1968–91)
- 1921, 10. November, Pan Walther, † 14. November 1987 in Bangkok, Fotograf und Hochschullehrer
- 1921, 17. November, Edith Keller-Herrmann, † 12. Mai 2010 in Ingolstadt, Schachspielerin
- 1921, 29. November, Annemarie Reinhard, † 10. November 1976 in Dresden, Schriftstellerin
- 1921, 24. Dezember, Erika Bordag-Wettengel, † 23. September 1975 in Dresden, Gesellschaftswissenschaftlerin und Turmspringerin
- 1922, 24. Januar, Hermann Lange, † 28. Juli 2018 in Tübingen, Rechtswissenschaftler, Hochschullehrer
- 1922, 1. Februar, Ursula Bode, † 18. August 2018 in München, Schauspielerin und Lehrerin
- 1922, 1. März, Harald Uhlig, † 19. November 1994, Geograph
- 1922, 7. April, Lothar Sieber, † 1. März 1945 bei Stetten am kalten Markt-Nusplingen, Pilot der deutschen Luftwaffe, Raketenflugzeug-Testpilot
- 1922, 16. April, Paul Kanut Schäfer, † 17. November 2016 in Berlin, Schriftsteller und Drehbuchautor
- 1922, 22. April, Walter Freiberg, Oberst im Ministerium für Staatssicherheit
- 1922, 2. Mai, Werner Helbig, † 5. Februar 1986, Politiker, MdL Nordrhein-Westfalens
- 1922, 13. Mai, Peter Brückner, † 11. April 1982 in Nizza, Sozialpsychologe und Autor
- 1922, 12. Juni, Günter Behnisch, † 12. Juli 2010 in Stuttgart, Architekt (Olympiastadion München)
- 1922, 15. Juni, Armin Klein, † 23. Januar 2009 in Bad Homburg, Politiker und Oberbürgermeister der Stadt Bad Homburg vor der Höhe
- 1922, 18. Juni, Johannes Kühl, † 21. September 1994 in Bautzen, Maler, Grafiker und Galerist
- 1922, 4. September, Gerd Lindner-Bonelli, † 2006 in Schwerin, Mandolinenvirtuose
- 1922, 13. September, Fritz Panndorf, † 1999 in Dresden, Gebrauchsgrafiker, Maler und Hochschullehrer
- 1922, 1. Oktober, Karlheinz Lange, † 1999, Journalist, Chefredakteur, Mitglied des ZDF-Fernsehrates
- 1922, 4. Oktober, Walter Feurich, † 4. Februar 1981 in Dresden, evangelisch-lutherischer Pfarrer und Publizist
- 1923, 15. April, Horst Heilmann, † 22. Dezember 1942 in Berlin-Plötzensee, Widerstandskämpfer in der Roten Kapelle
- 1923, 21. April, Brigitta Großmann-Lauterbach, † 24. Juli 1965 in Dresden, Bildhauerin, Bildschnitzerin und Keramikerin
- 1923, 24. April, Ernst Sauer, † 8. Juni 1988 in Senftenberg, Bildhauer
- 1923, 4. Mai, Peter Adler, † 28. Februar 2012 in Grünenbach, Schriftsteller
- 1923, 4. Mai, Günther Böhme, † 8. August 2016 in Wiesbaden, Bildungsphilosoph, Hochschullehrer
- 1923, 11. Juni, Wolfram Achtnich, † 29. Februar 2008 in Steinenbronn, Pflanzenbauwissenschaftler
- 1923, 20. Juni, Wolfgang Ullrich, † 26. Oktober 1973 in Dresden, Zoologe
- 1923, 29. Juni, Henry Meyer, geboren als Heinz Meyer, † 18. Dezember 2006 in Cincinnati (Ohio), deutsch-US-amerikanischer Violinist
- 1923, 10. August, Dietmar Walther, † 29. Januar 2017 in Taunusstein, Dirigent, Komponist und Akkordeonist
- 1923, 26. September, Isolde Rose, † 18. Dezember 2021, Grafikerin
- 1923, 28. September, Hans-Jochen Schneider, † 7. Juli 2006 in Simbach am Inn, Geologe und Hochschullehrer
- 1923, 24. November, Brunhild Wendel, † 2. Oktober 2009, Politikerin (SPD)
- 1923, 23. Dezember, Günther Karpa, † 29. Mai 2006, Jazz- und Unterhaltungsmusiker
- 1924, 16. Februar, Werner Gnüchtel, † 19. April 2019, Autor
- 1924, 27. Februar, Martin Selber, † 3. März 2006 in Domersleben, Schriftsteller
- 1924, 5. März, Helga Knobloch, † 21. Juli 2020 in Dresden, bildende Künstlerin
- 1924, 20. April, Gertraude Seidel, † 3. August 2011 in Dresden, Textilgestalterin
- 1924, 9. Mai, Hans Lang, † 17. März 2013 in Essen, Uhrmacher astronomischer Uhren
- 1924, 20. Mai, Christa Hoffmann, † 27. März 2000 in Senftenberg, Textilgestalterin
- 1924, 22. Mai, Fritz Thümmler, † 5. Februar 2022 in Karlsruhe, Werkstoffwissenschaftler
- 1924, 15. Juni, Joachim Herz, † 18. Oktober 2010 in Leipzig, Opernregisseur und Intendant
- 1924, 29. Juli, Walter Lange, † 17. Januar 2017 in Ingolstadt, Uhrmacher und Unternehmer
- 1924, 6. August, Hans Neubert, † 30. September 2011 in Feldafing, Maler und Grafiker
- 1924, 23. August, Paul Heinz Müller, † 10. Mai 2009 in Dresden, Mathematiker und Hochschullehrer
- 1924, 2. September, Joe Dixie, † 2. August 1992 in München, Jazz- und Unterhaltungsmusiker, Gründer der Dresdner Tanzsinfoniker
- 1924, 19. September, Annemarie Rost¸† 2018; Bühnenbildnerin
- 1924, 24. Oktober, Otto-Friedrich von Schönberg, † 27. Juni 2008, Politiker (CDU), niedersächsischer Landtagsabgeordneter
- 1924, 15. Dezember, Heide Wendland, Schriftstellerin
- 1924, 16. Dezember, Karl Heinz Oppel, † 27. Oktober 2016 in Berlin, Schauspieler und Synchronsprecher
- 1924, 22. Dezember, Benno von Heynitz, † 29. Oktober 2010 in Weilburg, Mitbegründer des Bautzen-Komitee e. V. und Initiator der Gründung der Gedenkstätte Bautzen
- 1925, Hiltrud Fichte, † 12. Juli 2016 in Dresden, Diakonisse und Missionarin
- 1925, Johannes Mager, † 5. April 2015 in Dresden, Natur- und Kunstwissenschaftler, Publizist und Autor
- 1925, Heinz Sachs, Boxer
- 1925, 27. Januar, Manfred Caspari, † 27. Mai 2010 in München, Volkswirtschaftler
- 1925, 22. Februar, Werner Wolf, † 6. August 2015 in Dresden, Fußballspieler und -trainer
- 1925, 1. März, Erich Große, † 19. März 2009 in Kamenz, Pädagoge und Sachbuchautor
- 1925, 4. April, Joachim Goll, † 17. Januar 2016, Hör- und Fernsehspielautor
- 1925, 10. April, Hans Meyer, † 31. Oktober 1982 in Bischofswerda, Keramiker
- 1925, 15. Juli, Ruth Klatte, Malerin und Grafikerin
- 1925, 23. Juli, Irmgard Schaaf, † 21. Mai 2008 in Dresden, Tanzpädagogin
- 1925, 19. August, Sigrid Kölbel, † 2006, Textildesignerin
- 1925, 4. September, Horst Weber, Ingenieur, Hochschullehrer und Rektor der Technischen Universität Chemnitz
- 1925, 7. November, Albrecht Mann, † 5. September 2003 in Aachen, Professor für Baugeschichte
- 1925, 17. November, Horst Naumann, † 19. Februar 2024 in Dresden, Schauspieler (Das Traumschiff, Schwarzwaldklinik) und Synchronsprecher
- 1925, 28. November, Manfred Luther, † 11. Januar 2004 in Dresden, Künstler, Konstruktivist und Philosoph
- 1925, 20. Dezember im Ortsteil Reitzendorf, Hansjörg Schneider, † 17. Juni 2011 in Berlin, Theaterwissenschaftler und -gründer, Schriftsteller
- 1925, 21. Dezember, Lude Döring, † 24. Dezember 2018 in Sachsenheim, Maler und Grafiker
- 1926, 3. März, Heinz Knobloch, † 24. Juli 2003 in Berlin-Pankow, Schriftsteller und Feuilletonist
- 1926, 11. März, Wolfgang Böhme, † 24. Februar 2012 in Berlin, Meteorologe und Hochschullehrer
- 1926, 11. März, Albrecht Dietz, † 21. März 2012 in Bergen-Enkheim, Manager, Unternehmer und Wissenschaftler
- 1926, 7. Mai, Eberhard Puntsch, † 7. Januar 2015 in Herrsching am Ammersee, Sachbuchautor und bayrischer Landespolitiker der FDP
- 1926, 15. Mai, Siegfried Herrmann, † 30. Januar 1999 in Bochum, evangelischer Theologe, Alttestamentler und Ägyptologe
- 1926, 23. Mai, Wolfgang Marschner, † 24. März 2020 in Freiburg i. Br., Violinist, Geigenpädagoge, Komponist und Dirigent
- 1926, 26. Juli, Maria Hohnstein, Theater- und Filmregisseurin
- 1926, 1. August, Theo Adam, † 10. Januar 2019 in Dresden, Sänger (Bayreuther Festspiele, Staatsoper Berlin u. a.)
- 1926, 7. August, Herbert Friedrich, Schriftsteller
- 1926, 7. August, Wolfgang Kunze, † 17. Januar 2016, Brauwissenschaftler
- 1926, 16. September, Ursula Forberger, † 3. April 2006 in Dresden, Wirtschaftshistorikerin und Buchhändlerin
- 1926, 26. Oktober, Wolfgang Roeder, † 24. Dezember 1993 in Stahnsdorf, Sänger und Humorist („Die vier Brummers“)
- 1926, 4. November, Wolfgang Bartsch, † 19. Mai 2014 in Potsdam, Filmregisseur
- 1926, 5. Dezember, Gerenot Richter, † 5. Januar 1991 in Berlin, Graphiker
- 1927, 24. Januar, Erika Simmank-Heinze, † 2023, Bühnen- und Kostümbildnerin, Malerin und Grafikerin
- 1927, 29. Jamuar, Rudolph Springer, † 19. Januar 1973, Gewerkschafter (FDGB) und Politiker (SED)
- 1927, 19. Februar, Marischa Burckhardt, † 29. August 2018 in Basel, Künstlerin, Journalistin und Gestalterin
- 1927, 11. März, Freda Meissner-Blau, † 22. Dezember 2015 in Wien, österreichische Politikerin
- 1927, 25. April, Hans Lucke, † 27. August 2017 in Weimar, Schauspieler, Autor und Regisseur
- 1927, 16. Mai, Herbert Meißner, † 1. Februar 2021, marxistischer Ökonom
- 1927, 16. Mai, Johannes Georg Seidel, † 26. August 2017 in Weimar, Talsperrenbauingenieur
- 1927, 20. Mai, Gerhard Billig, † 24. April 2019 in Dresden, Archäologe und Mediävist
- 1927, 27. Mai, Günter Hörig, † 17. Januar 2009 in Dresden, Jazzpianist und Komponist
- 1927, 31. Mai, Jutta Schlichting, † 1997, Grafikerin
- 1927, 6. Juni, Ursula Böttcher, † 3. März 2010 in Dresden, Dompteurin
- 1927, 2. Juli, Ruth Berghaus, † 25. Januar 1996 in Zeuthen, Choreografin, Opern- und Theaterregisseurin
- 1927, 7. Juli, Hermi Ambros, † 12. September 2020 in Dresden, Opernsängerin
- 1927, 20. Juli, Michael Gielen, † 8. März 2019 in Mondsee, deutsch-österreichischer Dirigent und Komponist
- 1927, 22. Juli, Wolfgang Strauß, † 5. April 2018 in Dresden, Komponist, Hochschullehrer
- 1927, 24. Juli, Hiltmar Schubert, † 27. Dezember 2020 in Walzbachtal, Chemiker, Direktor des Fraunhofer-Instituts für Chemische Technologie
- 1927, 6. August, Manfred Schubert, † 29. November 2021 in Dresden, Kabarettist
- 1927, 15. August, Hans Börner, † 7. Juni 2006, Komponist, Kantor und Kapellmeister
- 1927, 17. September, Günter Schnabel, † 17. Dezember 2018, Sportwissenschaftler
- 1927, 28. September, Ruth Römer, † 21. Juni 2011, Germanistin und Hochschullehrerin
- 1927, 2. Oktober, Günther Hofmann, † 13. November 2013 in Meiningen, Opernsänger, -regisseur und -direktor
- 1927, 12. Oktober, Peter Ehrlich, † 28. März 2000 in Dresden, Innenarchitekt und kunsthandwerklicher Holzgestalter
- 1927, 17. Oktober, Wolf Koenig, † 26. Juni 2014 in Toronto, kanadischer Filmemacher
- 1927, 23. Oktober, Christian Steinmüller, Parteifunktionär, Mitglied des Staatsrates der DDR
- 1927, 29. Oktober, Eberhard Mannschatz, † 20. Juli 2019 in Berlin, Abteilungsleiter im Ministerium für Volksbildung der DDR und Hochschullehrer an der Humboldt-Universität zu Berlin
- 1927, 1. Dezember, Günther Bajog, † 13. Februar 2006 in Castrop-Rauxel, Schriftsteller
- 1927, 26. Dezember, Ingo Schubert, † 14. Dezember 1999, Arzt, Hochschullehrer und Politiker (CDU)
- 1928, 15. Januar, Wolfgang Hering, † 6. August 1986 in Rostock, Altphilologe
- 1928, 25. Januar, Helmut Ahner, † 25. April 2014, Schauspieler und Synchronsprecher
- 1928, 30. Januar, Hans-Bernhard Hoch, † 13. April 2020 in Dresden, Kirchenmusiker
- 1928, 6. Februar, Wolfram Jacobi, † 26. Oktober 2015 in Leipzig, Dirigent und Komponist
- 1928, 6. Februar, Günther Kretschmer, Orchesterleiter und Komponist
- 1928, 25. Februar, Siegfried Unverricht, † 27. Februar 2018, Politiker (SED) und Journalist
- 1928, 17. März, Herbert Augustin, † 15. März 2008, Maler und Grafiker
- 1928, 10. April, Rolf-Hans Müller, † 26. Dezember 1990 in Baden-Baden, Orchesterleiter und Komponist (TV-Serien Tatort, Salto mortale)
- 1928, 13. April, Siegfried Zachmann, † 8. Dezember 2024 in Berlin, Diplomat der DDR
- 1928, 17. Mai, Manfred Bachmann, † 17. Juni 2001 in Dresden, Volkskundler, Museumsdirektor und Spielzeugforscher
- 1928, 11. Juni, Rolf Sohre, † 9. März 2019 in Potsdam, Kameramann
- 1928, 14. Juni, Siegfried Hoyer, Historiker und Hochschullehrer
- 1928, 23. Juni, Gerhard Hempel, † 2004 in Dresden, Industriedesigner
- 1928, 6. Juli, Werner Kempe, DDR-Diplomat
- 1928, 20. Juli, Charlotte Sommer-Landgraf, † 11. November 2006 in Dresden, Bildhauerin und Grafikerin
- 1928, 20. August, Winfried Barta, † 27. Oktober 1992 in Ebersberg, Ägyptologe
- 1928, 3. September, Marianne Kiefer, † 4. Januar 2008 in Kreischa, Schauspielerin
- 1928, 9. September, Hartmut Klug, † 24. Juli 2019, Dirigent und Pianist und Hochschullehrer
- 1928, 2. Oktober, Eva Erler, Pädagogin und Schulleiterin, Journalistin und Redakteurin
- 1928, 31. Oktober, Eva Ander, † 25. Januar 2004 in Dresden, Pianistin
- 1928, 12. November, Carl Wolfgang Müller, † 21. April 2021 in Berlin, Erziehungswissenschaftler und Hochschullehrer
- 1928, 18. November, Erhard Gasch, † 14. März 2000 in Dresden, Maler und Grafiker
- 1928, 4. Dezember, Christof Thoenes, † 21. Oktober 2018 in Rom, Kunsthistoriker
- 1928, 27. Dezember, Manfred Arlt, † 2006, Architekt
- 1929, Pedro Waloschek, † 8. März 2012 in Hamburg, österreichischer Teilchenphysiker und Sachbuchautor
- 1929, 28. Januar, Heinz Böhme, Generalmajor der Luftstreitkräfte der Nationalen Volksarmee der DDR
- 1929, 5. Februar, Karl-Heinz Bachmann, † 18. September 2015 in Rüdersdorf, Mathematiker, Informatiker und Hochschullehrer
- 1929, 15. Februar, Eberhard Roters, † 31. August 1994 in Berlin, Kunsthistoriker und Museumskurator
- 1929, 20. Februar, Peter Schubert, † 21. März 2021 in Berlin, Maler
- 1929, 26. März, Siegfried Geißler, † 10. Juli 2014 in Suhl, Dirigent, Komponist, Kunstsammler, Politiker
- 1929, 30. März, Heinz Schmidt, Politiker (SED), Staatssekretär im Ministerium für Verkehrswesen der DDR
- 1929, 3. April, Kurt Rudolph, † 13. Mai 2020 in Düsseldorf, Religionswissenschaftler
- 1929, 10. Mai, Eberhard Wächtler, † 22. September 2010 in Dresden, Wirtschaftshistoriker
- 1929, 23. Mai, Gernot Böttrich, † 23. April 2017 in Iserlohn, Unternehmer in der Getränkeindustrie und Präsident von Hansa Rostock
- 1929, 27. Mai, Manfred Grund, † 27. Juni 2015 in Berlin, Bühnenbildner
- 1929, 7. Juni, Robert Alexander Naumann zu Königsbrück, † 10. Dezember 2014 in Hanover/USA, deutsch-US-amerikanischer Physikochemiker, Hochschullehrer
- 1929, 7. Juli, Wolfram Arthur Guenther, † 8. April 2020 in München, Schauspieler
- 1929, 20. Juli, Karl Joachim Schmidt-Tiedemann, † 27. September 2014 in Hamburg, Physiker
- 1929, 4. September, Wolfgang Weber, † 21. Dezember 2007 in Strausberg, Generalmajor der Nationalen Volksarmee der DDR
- 1929, 7. September, Edith Hoffmann, † 28. Februar 2025, Prähistorikern und Hochschullehrerin
- 1929, 13. Oktober, Walter Schmidt, Diplomat, Botschafter der DDR
- 1929, 16. Oktober, Manfred Richter, † 29. September 2023 in Groß Glienicke, Schriftsteller
- 1930, 17. Januar, Siegfried Schmidt, † 18. Dezember 1986 in Jena, Historiker und Hochschullehrer
- 1930, 12. Februar, Wieland Förster, bildender Künstler und Schriftsteller
- 1930, 28. Februar, Hans Partzsch, † 8. Juni 2012 in Greifswald, Konteradmiral der Volksmarine (NVA)
- 1930, 28. April, Alfred Krause, † 19. November 2001, Generalleutnant der Nationalen Volksarmee (NVA)
- 1930, 1. Juni, Horst Schuster, † 19. Juli 2013, Typograf, Buchgestalter und Hochschullehrer
- 1930, 4. Juni, Heiner Pietzsch, † 7. September 2021 in Berlin, Unternehmer, Kunstsammler und Mäzen
- 1930, 10. Juni, Friedrich Karl Fromme, † 14. Januar 2007 in Bernkastel-Kues, Journalist, Buchautor (Rechtspolitik)
- 1930, 10. Juni, Günter Horn, † 3. April 2021, Diplomat, Botschafter der DDR
- 1930, 30. Juni, Gerhard Braune, † 28. Oktober 2014, Wirtschaftswissenschaftler, Hochschullehrer und Fachbuchautor
- 1930, 15. Juli, Gert Böhme, † 21. November 1994, Mathematiker, Informatiker und Logiker, Hochschullehrer
- 1930, 18. Juli, Siegfried Kurz, † 8. Januar 2023 in Dresden, Komponist und Dirigent
- 1930, 13. August, Peter Hoffmann, † 6. Januar 2023, deutsch-kanadischer Historiker und Hochschullehrer
- 1930, 15. August, Heinz Quinger, † 17. August 2000, Kunsthistoriker und als Hochschullehrer
- 1930, 19. August, Günter Wolf, † 22. Dezember 2014, Schauspieler, Drehbuchautor, Regisseur, Hörspiel- und Synchronsprecher
- 1930, 30. August, Peter Pollack, † 20. Oktober 2017 in Nauen, von April bis August 1990 Minister für Ernährung, Land- und Forstwirtschaft der DDR
- 1930, 12. September, Manfred Zumpe, Architekt
- 1930, 14. September, Klaus Gallwitz, † 21. Oktober 2021 in Karlsruhe, Kunsthistoriker, Kurator und Professor an der Staatliche Hochschule für Bildende Künste – Städelschule
- 1930, 8. November, Elly Reichel,  Malerin und Grafikerin
- 1930, 10. November, Herbert Wolf, † 18. Februar 2017 in Goßfelden, Germanist, Sprachhistoriker und Hochschullehrer
- 1930, 14. November, Karlheinz Drechsel, † 5. Oktober 2020 in Berlin, Musikjournalist, Jazzmusiker und Mitgründer des Internationalen Dixielandfestivals in Dresden
- 1930, 27. November, Wilfried Werz, † 14. August 2014 in Glienicke/Nordbahn, Chefbühnenbildner der Staatsoper Unter den Linden
- 1930, 29. November, Frank Fiedler, † 3. Juli 2018 in Bischofswerda, Lehrer und Heimatforscher

### 1931 bis 1940
- 1931, 13. Januar, Heinz-Rudolf Hoffmann, † 2. November 1978, Pädagoge und Politiker, Abgeordneter der Volkskammer der DDR
- 1931, 13. Januar, Eberhard Haufe, † 26. März 2013 in Weimar, Germanist und Herausgeber
- 1931, 24. Februar, Hajo Müller, † 13. Februar 2020 in Dresden, Schauspieler und Opernsänger (Bassist)
- 1931, 25. Februar, Günter Krusche, † 5. Juli 2016 in Berlin, evangelisch-lutherischer Pfarrer, kirchlicher Lehrer und ehemaliger Generalsuperintendent von Ost-Berlin
- 1931, 8. März, Ralf Richter, † 15. November 2021 in Rostock, Hochschullehrer f. Wirtschafts- und Seerecht sowie Rechtsanwalt
- 1931, 2. April, Armin Forker, † 30. Juli 2024, Kriminalist, Kriminologe und Hochschullehrer
- 1931, 10. April, Rudolf Kleemann, † 2015 in Dresden, Maler
- 1931, 12. April, Heinz Liebscher, † 5. Juni 2022 in Berlin, Philosoph
- 1931, 14. April, Wolfgang Weidlich, † 21. September 2015 in Stuttgart, Physiker, Pionier der Soziophysik
- 1931, 8. Mai, Christian Hasse, Maler und Grafiker
- 1931, 7. Juni, Horst Arthur Hunger, † 9. Februar 2018 in Leipzig, Rechts- und Sportmediziner, Hochschullehrer
- 1931, 25. Juni, Bernhard Koban, † 22. September 2022, Grafiker
- 1931, 29. Juli, Joachim Leitert, † 19. Februar 2004 in Köln, Motorradrennfahrer
- 1931, 21. August, Sander Drobela, † 1. Mai 2010,  Journalist und stellv. Chefredakteur des Neuen Deutschlands
- 1931, 3. September, Werner Kotte, † 24. Dezember 2022, Konteradmiral der Volksmarine, Chef der 1. Flottille, Stellvertretender Stabschef für Organisation im Kommando Volksmarine
- 1931, 29. September, Wolfgang Fasold, † 3. März 2020 in Berlin, Akustiker
- 1931, 16. Oktober, Joachim Dietze, † 9. Mai 2018, Philologe und Bibliothekar
- 1931, 15. November, Frank-Joachim Herrmann, † 28. Dezember 2005, Journalist und SED-Funktionär
- 1931, 30. Dezember, Johannes Georg Pahn, † 1. Dezember 2015, Arzt, Sprecherzieher und Musikpädagoge
- 1932, 7. Januar, Manfred Götz, Islamwissenschaftler, Turkologe und Hochschullehrer
- 1932, 20. Januar, Eva Börsch-Supan, † 5. Oktober 2022 in Berlin, Kunst- und Architekturhistorikerin
- 1932, 6. Februar, Wolfgang Röllig, Altorientalist
- 1932, 9. Februar, Gerhard Richter, Maler, Bildhauer und Fotograf
- 1932, 1. März, Dieter Scholz, † 2007 in Leipzig, Operetten- und Opernsänger
- 1932, 11. März, Ludwig Schrader, † 10. August 2014 in Jever, Romanist und Hispanist, Hochschullehrer
- 1932, 15. März, Gottfried Benad, † 24. Februar 2024, Mediziner und Anaestesiologe
- 1932, 27. März, Dieter Dressler, † 12. Februar 2011 in Bad Reichenhall, Maler und Grafiker
- 1932, 16. April, Eberhard Panitz, † 1. Oktober 2021 in Berlin, Schriftsteller, Drehbuchautor, Lektor und Publizist
- 1932, 8. Mai, Arnulf Baring, † 2. März 2019 in Berlin, Politikwissenschaftler, Professor an der Freien Universität Berlin, Zeithistoriker und Autor
- 1932, 8. Mai, Ernst Otto Steinborn, † 20. April 2017, Chemiker (Theoretische Chemie)
- 1932, 10. August, Manfred Sommer, † 24. Mai 2011, Oberst des Ministeriums für Staatssicherheit (MfS)
- 1932, 19. August, Sonja Kleemann, Malerin und Grafikerin
- 1932, 3. September, Christoph Jahn, † 30. Mai 2015, lutherischer Theologe, Missionar, Autor, Publizist und Verleger
- 1932, 3. September, Artur Wurm, † 26. August 2005, Kaufmann, Diplom-Ökonom und Politiker, Volkskammer-Abgeordneter
- 1932, 23. Oktober, Renate Totzke-Israel, Grafikerin und Buchillustratorin
- 1932, 26. Oktober, Fritz Dorgerloh, † 3. März 2025 in Potsdam, evangelischer Theologe
- 1932, 28. Oktober, Gerhart Baum, † 15. Februar 2025, Politiker (FDP), Bundesinnenminister (1978–82)
- 1932, 28. Oktober, Siegfried Huth, † 24. September 2012 in Dresden, Maler, Werbegrafiker und Fotograf
- 1933, 9. Januar, Günther Wirth, † 13. November 2020, Fußballspieler und Nationalspieler
- 1933, 18. Januar, Henry Hempel, † 22. November 2015, Judoka, Cheftrainer des Deutschen Judo-Verbandes (1962–1988)
- 1933, 2. Februar, Helmut Dziuba, † 19. April 2012 in Berlin, Filmregisseur
- 1933, 20. Februar, Paul Söding, Physiker
- 1933, 27. April, Siegfried Löw, † 23. Juni 1962 am Nanga Parbat, Bergsteiger
- 1933, 29. Mai, Günter Albus, † 24. November 2021 in Leipzig, Germanist und Literaturhistoriker
- 1933, 13. Juni, Christoph Link, Rechtswissenschaftler und Hochschullehrer
- 1933, 10. Juli, Joachim Krecher, † 12. Dezember 2020 in Münster, Altorientalist
- 1933, 26. Juli, Hans-Arwed Weidenmüller, theoretischer Physiker
- 1933, 27. Juli, Hans-Georg Ponesky, † 30. Juli 2016 in Spanien, Showmaster
- 1933, 7. August, Edith Schönert-Geiß, † 12. Juni 2012 in Berlin, Numismatikerin
- 1933, 16. August, Gerhard Steinecke, † 23. November 2013 in Meißen, Sachbuchautor und Chronist
- 1933, 6. September, Renate Jaeger, † 11. Dezember 2018; Grafikerin
- 1933, 2. Oktober, Genia Frohberg, † 2013, Textilgestalterin
- 1933, 23. Oktober, Igael Tumarkin, † 12. August 2021 in Tel Aviv, Bildhauer, Land-Art-Künstler und Fotograf
- 1933, 27. Oktober, Sigrid Artes, † 12. Januar 2016, Grafikerin, Malerin und Restauratorin
- 1933, 18. November, Wolfgang Krebs, † 9. November 1981 bei Fulda, Geologe und Hochschullehrer
- 1933, 5. Dezember, Karl-Günter Möpert, † 4. September 2014 in Berlin, Bildhauer
- 1933, 28. Dezember, Ehrenfried Boege, Brigadegeneral des Heeres der Bundeswehr
- 1934, Helmut Hempel, † 27. April 2008, Judoka
- 1934, 4. Januar, Peter Rohn, Maler und Grafiker
- 1934, 1. Februar, Heinrich Magirius, Kunsthistoriker und Landeskonservator
- 1934, 3. Februar, Hans-Joachim Wolfram, † 16. November 2016 in Berlin, Journalist und Fernsehmoderator
- 1934, 19. Februar, Winfried Hacker, Psychologe und Arbeitswissenschaftler
- 1934, 4. März, Dieter Jaßlauck, † 9. Oktober 2019 in Leipzig, Schauspieler und Hörspielsprecher
- 1934, 18. März, Adolf Merckle, † 5. Januar 2009 bei Blaubeuren, Jurist, Investor, Unternehmer und Milliardär
- 1934, 2. April, Gunnar Hering, † 22. Dezember 1994 in Wien, deutsch-österreichischer Historiker, Gräzist und Hochschullehrer
- 1934, 30. April, Klaus Ernst Horn, † 27. Juli 1985 in Spanien, Sozialpsychologe, Psychoanalytiker und Hochschullehrer
- 1934, 7. Mai, Heinz-Joachim Aris, † 24. März 2017 in Dresden, Mitglied des Präsidiums des Zentralrates der Juden in Deutschland
- 1934, 9. Mai, Herta Günther, † 17. Juni 2018 in Dresden, Malerin und Grafikerin
- 1934, 14. Mai, Eckart Rottka, † 18. Januar 2018 in Berlin, Richter und Friedensaktivist
- 1934, 29. Mai, Theo Lehmann, evangelisch-lutherischer Pfarrer, Buchautor, Musikexperte (Blues)
- 1934, 10. Juni, Christine Träger, Literaturwissenschaftlerin
- 1934, 15. Juni, Hatto Kallfelz, † 8. Juni 2017, Mittelalterhistoriker und Archivar
- 1934, 25. Juni, Peter Kirchberg, † 14. Oktober 2023 in Dresden, Automobilhistoriker und Hochschullehrer
- 1934, 3. Juli, Ralf Roman Rossberg, † 18. November 2017 in Murnau am Staffelsee, Eisenbahnjournalist und Buchautor
- 1934, 18. Juli, Dieter Härtwig, † 30. Dezember 2022 in Freital, Dramaturg, Musikwissenschaftler und Autor
- 1934, 2. August, Dieter Hoffmann, † 3. Januar 2024 in Ebersbrunn (Geiselwind), Schriftsteller, Lyriker und Essayist
- 1934, 4. September, Hans-Joachim Körner, † 7. September 2003 in München, Physiker und Hochschullehrer
- 1934, 8. Oktober, Eva Johannes, † 4. Dezember 2015, Tennisspielerin
- 1934, 14. November, Hansjoachim Hahn, Politiker (SED) und Wirtschaftsfunktionär
- 1934, 28. Dezember, Dieter Goltzsche, Maler, Zeichner und Grafiker
- 1935, 10. Januar, Siegfried Heinrich, Musikpädagoge und Festspielleiter
- 1935, 25. Januar, Lutz Jani, † 13. September 2019 in Basel, Orthopäde und Hochschullehrer in Basel und Mannheim
- 1935, 26. Januar, Peter Ronnefeld, † 6. August 1965 in Kiel, Dirigent und Komponist
- 1935, 27. Januar, Christian Immo Schneider, Germanist, Komponist und Hochschullehrer
- 1935, 7. Februar, Heinz Czechowski, † 21. Oktober 2009 in Frankfurt am Main, Schriftsteller
- 1935, März, Hasso Herschel, Fluchthelfer
- 1935, 29. März, Wolfgang Uhlmann, † 24. August 2020 in Dresden, Schachgroßmeister und Schachtheoretiker
- 1935, 5. April, Hans-Joachim Frohberg, † 2005 in Berlin, Textildesigner und konstruktivistischer bildender Künstler
- 1935, 23. Mai, Volker Berthold, Ausstellungsgestalter und Architekt
- 1935, 25. Juni, Klaus Sohl, Historiker
- 1935, 20. Juli, Dieter Bertholdt, Schachspieler
- 1935, 6. August, Leoni Wirth, † 9. August 2012 in Berlin, Bildhauerin und Architektin
- 1935, 8. August, Heinz Langer, † 25. Januar 2024 in Bern, deutsch-österreichischer Mathematiker und Hochschullehrer
- 1935, 12. August, Karl Mickel, † 20. Juni 2000 in Berlin, Schriftsteller
- 1935, 18. August, Peter Müller, † 20. September 2017 in Berlin, Maler
- 1935, 23. August, Rainer Oefelein, † 19. Januar 2011 in Kremmen, Architekt
- 1935, 1. September, Helga Krause, † 17. Januar 1989 in Teltow, Filmeditorin
- 1935, 10. September, Rosemarie Gläser, † 26. August 2021, Linguistin und Sprachwissenschaftlerin
- 1935, 10. September, Wolfgang Müller, † 26. November 2019 in Ilmenau, Elektrochemiker und Ministerialbeamter
- 1935, 8. Oktober, Günther Torges, † 17. Januar 1993 in Dresden, Maler und Grafiker
- 1935, 27. November, Joachim Lehmann, † 28. Juli 2000 in Jena, evangelisch-lutherischer Pfarrer, Maler, Grafiker und Lyriker
- 1935, 23. Dezember, Ursula Klapper, Textildesignerin
- 1936, 12. Januar, Dieter Teuber, † 24. Januar 1974 in Frankfurt/Oder, Grafikerin
- 1936, 17. Januar, Jürgen Engert, † 22. August 2021, Journalist und Gründungsdirektor des ARD-Hauptstadtstudios in Berlin
- 1936, 17. Januar, Erhard Großmann, Maler und Grafiker
- 1936, 2. Februar, Günter Nagel, † 24. November 2020 in Hannover, Landschaftsarchitekt und Hochschullehrer
- 1936, 26. Februar, Siegfried Seifert, † 28. Juli 2013 in Bautzen, Theologe, Kirchenarchivar und -historiker
- 1936, 26. März, Axel Bertram, † 16. März 2019 in Berlin, Medailleur, Gebrauchsgrafiker, Illustrator, Schriftgestalter und Publizist
- 1936, 27. März, Leonore Ackermann, Politikerin (Bündnis 90/Die Grünen)
- 1936, 5. April, Winfried Baum, † 7. Dezember 2020, Diplomlandwirt, Politiker und Mitglied des Sächsischen Landtags
- 1936, 7. April, Harry Engel, † 30. März 1989 in Berlin, Schauspieler und Regisseur
- 1936, 10. April, Charlotte Schönbeck, † 23. Mai 2019, Wissenschaftshistorikerin
- 1936, 12. April, B. K. Tragelehn, Theaterregisseur und Schriftsteller
- 1936, 24. April, Werner Reichenbach, † 29. Juni 2016 in Berlin, Schachspieler
- 1936, 11. Juli, Sieglinde Hamacher, † 18. Dezember 2020 bei Stuttgart, Filmregisseurin und Animatorin
- 1936, 13. Juli, Ernst Hirsch, Kameramann und Regisseur
- 1936, 18. Juli, Karl-Heinz Schmidt, Maler und Grafiker
- 1936, 29. Juli, Just Jahn, † 11. April 2007 in Würzburg, Ruderer
- 1936, 9. August, Reinhard Hoffmann, Jurist, Hochschullehrer, Politiker und Bremer Staatsrat
- 1936, 7. Oktober, Nina Grunenberg, † 28. Dezember 2017, Journalistin und Buchautorin
- 1936, 13. Oktober, Peter Schneck, † 2. April 2018, Medizinhistoriker
- 1936, 15. Oktober, Dieter Kattenbeck, † 15. September 2022, Finanzbeamter und Gewerkschafter, Mitglied des Bayerischen Senats
- 1936, Dietmar Hommel, Maler und Zeichner
- 1937, Ute Baum, † 5. Mai 2024, Germanistin, Literaturwissenschaftlerin, Übersetzerin und Dramaturgin
- 1937, 6. März, Hans-Dieter Grabe, Dokumentarfilmer
- 1937, 25. März, Ralf Steudel, † 12. Februar 2021 in Berlin, Chemiker
- 1937, 3. April, Günter Coufal, Schriftsteller
- 1937, 5. Mai, Christoph Schroth, † 20. September 2022, Theater-Regisseur und Intendant
- 1937, 23. Mai, Ellen Thiemann, † 6. Mai 2018 in Köln, Journalistin, Autorin und Opfer der Diktatur in der DDR
- 1937, 23. Juni, Max Uhlig, Maler, Professor
- 1937, 29. Juni, Dieter Walter, Jazz- und Unterhaltungsmusiker und Musikredakteur
- 1937, 3. Juli, Joochen Laabs, Schriftsteller
- 1937, 17. Juli, Andreas von Bülow, Politiker (SPD), Bundesminister für Forschung und Technologie (1980–82)
- 1937, 12. August, Frank Bochow, † 10. April 2012 in Berlin, Jugendfunktionär (FDJ) und Diplomat, Botschafter der DDR in Portugal (1977–82)
- 1937, 19. August, Karl-Hermann Kandler, evangelischer Theologe, Historiker und Professor für systematische Theologie
- 1938, 4. Februar, Peter Schubert, † 1. Oktober 2003 in Berlin, Albanologe und Diplomat
- 1938, 12. Februar, Ulrich Lindner, † 29. April 2024 in Dresden, Chemiker, Fotograf und Fotografiker
- 1938, 27. Februar, Manfred Günter Scholz, † 25. Oktober 2014, germanistischer Mediävist
- 1938, 4. März, Holger Michael Klein, Anglist und Übersetzer
- 1938, 15. März, Jürgen Schweinebraden, Alternativkünstler, Verleger und Galerist
- 1938, 5. April, Tilman Struve, † 14. Dezember 2014 in Düsseldorf, Historiker
- 1938, 20. April, Frank Tiesler, Ethnologe und Politiker
- 1938, 28. Mai, Heinz Becker, Jazzmusiker
- 1938, 13. Juni, Horst-Tilo Beyer, Wirtschaftswissenschaftler
- 1938, 21. Juni, Dieter Lange, † 12. November 2010 in Potsdam, Bühnen- und Kostümbildner und Maler
- 1938, 19. Juli, Christoph Berndt von Egidy, † 13. November 2022 in Tübingen, Bibliothekar
- 1938, 31. Juli, O. Jochen Schmidt, † 13. Mai 2000, Filmarchitekt und Szenenbildner
- 1938, 21. August, Claus Neumann, † 20. Februar 2017, Kameramann
- 1938, 29. September, Christian Rittner, † 12. Mai 2025 in Nieder-Olm, Rechtsmediziner und Hochschullehrer
- 1938, 8. Oktober, Ernst Günther, † 2021, Schriftsteller und Zirkushistoriker
- 1938, 9. Oktober, Gunter Kahlert, Dirigent und Musikpädagoge
- 1938, 1. November, Eberhard Wolf, Zeichner und Bildhauer
- 1938, 9. November, Barbara Henniger, Karikaturistin
- 1938, 14. November, Karla Schneider, Schriftstellerin
- 1938, 25. November, Werner von Koppenfels, Philologe und Übersetzer
- 1939, Paul Bergner, Autor, Angehöriger der bewaffneten Organe der DDR
- 1939, Barbara Tucholke, Grafikerin und Malerin
- 1939, 27. Januar, Monica Zak, schwedische Schriftstellerin und Journalistin
- 1939, 14. Februar, Peter Kaiser, Maler, Grafiker und Zeichner
- 1939, 8. März, Petrus Wandrey, † 5. November 2012 in Hamburg, Künstler
- 1939, 13. März, Karin Hempel-Soos, † 23. Oktober 2009 in Bonn, Schriftstellerin
- 1939, 13. März, Gerbert Hübsch, Jurist, Richter am Bundesgerichtshof von 1989 bis 2004
- 1939, 3. April, Fritz Jürgen Obst, † 10. Juni 2018 in Radebeul, Herpetologe
- 1939, 9. April, Gernot Roll, † 12. November 2020 in München, Kameramann und Regisseur
- 1939, 22. April, Renate Meerwald, † 13. Dezember 2009 in Vohenstrauß, Malerin
- 1939, 1. Mai, Julia Männchen, † 1. Januar 2018, Alttestamentlerin
- 1939, 7. Mai, Marita Böhme, Schauspielerin
- 1939, 7. Mai, Volker Braun, Schriftsteller (Die Kipper, Hinz und Kunz)
- 1939, 16. Mai, Klaus Hartmann, Ingenieur, Professor und Unternehmer für Verfahrenstechnik
- 1939, 8. Juni, Klaus Bochmann, Romanist und Soziolinguist
- 1939, 14. Juni, Dankwart Guratzsch, Journalist, setzt sich für den Wiederaufbau des barocken Dresdens ein
- 1939, 26. Juni, Clas Michael Naumann zu Königsbrück, † 15. Februar 2004 in Wachtberg-Pech, Zoologe und Hochschullehrer
- 1939, 29. Juni, Peter Truöl, † 22. März 2020, deutsch-schweizerischer Experimentalphysiker
- 1939, 3. Juli, Joachim Ziesche, Eishockeyspieler (Stürmer) und Trainer
- 1939, 10. Juli, Juliane Weber, † 9. Dezember 2023 in Königswinter, Leiterin des persönlichen Büros von Bundeskanzler Helmut Kohl
- 1939, 30. Juli, Karl Mannsfeld, Geograph, Hochschullehrer und Politiker, Minister in Sachsen
- 1939, 7. September, Christine Bergmann, Politikerin (SPD), Bundesministerin für Familie, Senioren, Frauen und Jugend (1998–2002)
- 1939, 11. September, Gerhart Pasch, Architekt
- 1939, 18. September, Wulf Helmut Bergner, Übersetzer und Herausgeber
- 1939, 28. September, Ekkehard Walter, Gebrauchsgrafiker
- 1939, 5. Oktober, A. R. Penck, † 2. Mai 2017 in Zürich, Maler, Grafiker und Bildhauer
- 1939, 13. November, Jörg Richter, † 8. September 2018, Psychologe und Politiker (SPD)
- 1940, Herta Heidenreich, Malerin und Grafikerin
- 1940, 3. März, Manfred Gelpke, Ruderer
- 1940, 16. März, Wolf-Dietrich Arnold, † 5. November 2022, Orthopäde und Hochschullehrer
- 1940, 21. März, Andrea Elle, Radrennfahrerin
- 1940, 26. März, Peter Adler, † 19. September 2010 in Radeberg, Politiker (SPD), Mitglied des Sächsischen Landtags
- 1940, 31. März, Wolfgang Wächter, † 26. Mai 2021, Buchrestaurator
- 1940, 7. Mai, Gudrun Arnold, Malerin und Grafikerin
- 1940, 13. Juli, Edda Colditz, Bühnen- und Kostümbildnerin, Fachschullehrerin und Malerin
- 1940, 14. Juli, Hans Pässler, † 21. Januar 2018, Chirurg und Hochschullehrer
- 1940, 2. September, Helmut Bode, † 31. Mai 2003 in Kaiserslautern, Bauingenieur und Hochschullehrer
- 1940, 8. September, Rüdiger Bernhardt, Germanist und Skandinavist
- 1940, 29. September, Dieter Graupner, † 4. Mai 2022, Bildhauer
- 1940, 19. November, Ingrid Capelle, Schauspielerin
- 1940, 6. Dezember, Wolff-Ulrich Weder, Gebrauchsgrafiker, war Hochschullehrer
- 1940, 17. Dezember, Johannes Lange, † 9. April 1969 in Ost-Berlin, Todesopfer an der Berliner Mauer
- 1940, 17. Dezember, Ingo Zimmermann, Schriftsteller, Professor für Kulturgeschichte, Präsident der Sächsischen Akademie der Künste
- 1940, 31. Dezember, Peter Schroth, Schauspieler, Regisseur und Dozent für Schauspiel und Regie

### 1941 bis 1950
- 1941, Volker Rödel, † 2017, Architekt und Denkmalpfleger
- 1941, 20. Januar, Rainer Feig, Physiker, Informatiker und Politiker (SPD)
- 1941, 1. Februar, Klaus Müller, Schriftsteller
- 1941, 21. Februar, Gisela Stamer-Roßberg, † 17. Dezember 2018, Bildhauerin und Malerin
- 1941, 6. März, Dieter Rexroth, † 9. April 2024, Musikwissenschaftler und Dramaturg
- 1941, 10. März, Ingeborg Geißler, † 23. April 2020, Gebrauchsgrafikerin und Kunsthandwerkerin
- 1941, 14. März, Frank Steglich, Physiker, Direktor am Max-Planck-Institut für Chemische Physik fester Stoffe
- 1941, 14. April, Landolf Scherzer, Schriftsteller und Publizist
- 1941, 11. April, Hans-Jochen Knobloch, Fotografiker und Fotograf
- 1941, 28. April, Ulfrid Kleinert, Religions- und Sozialwissenschaftler, evangelischer Theologe
- 1941, 8. Mai, Friedrich Seifert, Mineraloge und Geophysiker
- 1941, 8. Juni, Jörg Herrmann, Silhouettenfilmer
- 1941, 1. Juli, Hanns-Peter Baron Thyssen-Bornemissza von Kaszon, Journalist, Unternehmer und Kunstsammler
- 1941, 16. August, Reinhart Kraus, Jurist, Diplomat, Botschafter der Bundesrepublik Deutschland
- 1941, 6. Oktober, Ursula Quietzsch-Lappe, Archäologin
- 1941, 10. Oktober, Franziska Eichstädt-Bohlig, Stadtplanerin, Architektin und Politikerin (Bündnis 90/Die Grünen), MdB
- 1941, 29. Dezember, Christian Heinze, Maler und Grafiker
- 1942, 13. Januar, Peter Gehrisch, Schriftsteller
- 1942, 28. Januar, Ursula Wolf, † 2010, Bildhauerin
- 1942, 8. April, Manfred Kallenbach, † 21. April 2010 in Dresden, Fußballtorhüter
- 1942, 8. April, Heidrun Kraft, † 2021, Malerin und Grafikerin
- 1942, 9. April, Volker Helas, Kunsthistoriker, Denkmalpfleger und Sachbuchautor
- 1942, 23. Mai, Irina Gregor; † 19. November 1996 in Berlin, Dokumentarfilm-Regisseurin
- 1942, 30. Mai, Hans-Peter Seitz, Physiker und Politiker, Mitglied des Abgeordnetenhauses von Berlin
- 1942, 2. Juni, Stefan Behrens, Schauspieler
- 1942, 7. Juni, Volkmar Sebb; † 26. November 2012¸ Fotograf, Maler und Objektkünstler
- 1942, 23. Juni, Klaus Neubert, Diplomat, Botschafter der Bundesrepublik Deutschland
- 1942, 30. Juli, Harald Bretschneider, evangelischer Pfarrer, Mitinitiator der kirchlichen Friedensbewegung „Schwerter zu Pflugscharen“
- 1942, 12. August, Hans-Jürgen Hahn, † 15. Dezember 2023 in Karlsburg, Mediziner, Politiker (PDS), Mitglied der Volkskammer
- 1942, 13. August, Siegfried Franke, Hochschullehrer und Chirurg
- 1942, 17. August, Frieder W. Scheller, Chemiker und Hochschullehrer
- 1942, 20. August, Carl-Hermann Risse, † 18. Oktober 2022, Schauspieler und Regisseur
- 1942, 4. September, Rolf Bergmann, † 1. Mai 2015 in Dresden, Schriftsteller
- 1942, 12. September, Ernst Luding, † 5. Mai 2022, Eisschnelllauftrainer
- 1942, 30. Oktober, Claus Haensel, † 14. Juli 2020 in Bremen, Maler, Grafiker, Bildhauer und Fotograf
- 1942, 1. Dezember, Klaus Werner, Literaturwissenschaftler
- 1942, 5. Dezember, Matthias Springer, Mittelalterhistoriker
- 1943, Matthias Koch, Lehrer und Verleger
- 1943, Bernd Schultze, Mathematiker und Hochschullehrer
- 1943, Claudia Reuter, Musikwissenschaftlerin
- 1943, 23. Januar, Uwe Loesch, Grafiker und Hochschullehrer
- 1943, 26. Januar, Wolfgang Müller, Leichtathlet, Sprinter
- 1943, 22. Februar, Erdmann Linde, Politiker und Fernsehfunktionär beim WDR
- 1943, 21. März, Hartmut Haenchen, Dirigent und Intendant der Dresdner Musikfestspiele
- 1943, 23. April, Friedrich von Metzler, † 17. November 2024 in Frankfurt am Main, Bankier und Mäzen in Frankfurt am Main
- 1943, 12. Mai, Horst Kopp, Geograph und Hochschullehrer
- 1943, 20. Juni, Helga Roth, Medizinerin, Chirurgin und Kinderchirurgin, Hochschullehrerin
- 1943, 4. Juli, Rainer Mersiowsky, † 5. Juni 1997 in Cottbus, Maler und Grafiker
- 1943, 9. Juli, Henner Löffler, Schriftsteller und Mäzen
- 1943, 16. Juli, Ulf Göpfert, Maler, Grafiker, Dezernent für Kultur und Tourismus (1990–1994)
- 1943, 18. Juli, Heidemarie Dreßel, Plastikerin
- 1943, 29. Juli, Ingrid Krämer-Gulbin, Wasserspringerin und mehrfache Olympiasiegerin für die DDR
- 1943, 1. August, Rolf Fülleborn, † 14. April 1963, Opfer an der innerdeutschen Grenze
- 1943, 17. August, Christian Kluttig, Dirigent, Pianist und Hochschullehrer
- 1943, 25. August, Günter „Baby“ Sommer, Schlagzeuger und Perkussionist
- 1943, 26. August, Angelika Mechtel, † 8. Februar 2000 in Köln, Schriftstellerin
- 1943, 1. September, Gunter Böhnke, Kabarettist und Übersetzer
- 1943, 1. September, Achatz von Müller, Historiker und Hochschullehrer
- 1943, 5. September, Christian Collum, Kirchenmusiker
- 1943, 8. September, Peter Krug, evangelischer Theologe, Bischof von Oldenburg und Militärbischofs Deutschlands
- 1943, 2. Oktober, Bernd Hünlich, † 9. März 1992 in Dresden, Heimatforscher und Kunsthistoriker
- 1943, 5. Oktober, Olaf Weber, † 11. Oktober 2021 in Weimar, Architekt, Professor für Ästhetik sowie Friedensaktivist und Lyriker
- 1943, 6. Oktober, Udo Zimmermann, † 21. Oktober 2021, Komponist, Dirigent und Intendant (Opern, Orchesterwerke)
- 1943, 15. Oktober, Volker Weise, † 28. Mai 2017, Journalist
- 1943, 18. Oktober, Alf Lüdtke, † 29. Januar 2019 in Göttingen, Historiker
- 1943, 1. November, Sabine Stachwitz, Juristin und Staatssekretärin a. D.
- 1943, 11. Dezember, Andreas Guski, Slawist
- 1944, Gert Oswald, † 1996, Restaurator in der Denkmalpflege und Heraldiker
- 1944, 16. Januar, Thomas Fritsch, Schauspieler und Sänger
- 1944, 21. Februar, Ingomar von Kieseritzky, † 5. Mai 2019 in Berlin, Schriftsteller
- 1944, 10. März, Christiane Ludwig-Körner, Psychologin, Psychoanalytikerin, Pädagogin und Hochschullehrerin
- 1944, 23. März, Wilfried Krätzschmar, Komponist
- 1944, 23. April, Fritz Jacobi, Kunsthistoriker
- 1944, 30. April, Veit Hofmann, Grafiker, Radierer, Lithograf
- 1944, 2. Mai, Antonia Grunenberg, Politikwissenschaftlerin
- 1944, 2. Juni, Bernd Nitzschke, Psychoanalytiker, Autor und Wissenschaftspublizist
- 1944, 18. Juni, Wolf-Dietmar Unterweger, Fotokünstler, Autor und Diplomchemiker
- 1944, 22. August, Dietmar Sehn, † 13. Mai 2024 in Dresden, Sachbuchautor
- 1944, 8. September, Steffen Heitmann, † 14. April 2024 in Dresden, evangelischer Theologe, Kirchenjurist und Politiker (CDU)
- 1944, 13. September, Michael Zerbes, Leichtathlet und Olympiateilnehmer
- 1944, 22. Oktober, Hansjürgen Hürrig, Schauspieler
- 1944, 14. November, Sabine Scholze, † 2. Juni 2023, Dramaturgin und Geschäftsführerin des DIAF
- 1944, 28. November, Joachim Kuntzsch, † 6. September 2024, Komponist, Pianist und Sänger
- 1944, 15. Dezember, Günther Rüdiger, Astrophysiker
- 1945, 2. Februar, Peter Rösel, Konzertpianist
- 1945, 14. Mai, Jürgen Engler, † 30. Oktober 2023 in Berlin, Kulturwissenschaftler und Journalist
- 1945, 27. Juli, Claus Cassens, Badmintonspieler
- 1945, 21. Dezember, Dietmar Mues, Theater- und Filmschauspieler, Drehbuchautor und Schriftsteller
- 1946, 30. März, Werner Friese, † 28. September 2016 in Dresden, Fußballtorwart
- 1946, 24. April, Reinhart Heinrich, Biophysiker
- 1946, 19. Oktober, Jutta Fleck, geborene Jutta Kessel, geschiedene Jutta Gallus, Opfer der SED-Diktatur, bekannt als „Die Frau vom Checkpoint Charlie“
- 1947, 5. Januar, Rita Kühne, Leichtathletin, Olympiasiegerin
- 1947, 2. Februar, Gunter Henn, Architekt und Hochschullehrer
- 1947, 3. Juli, Michael Frotscher, † 27. Mai 2017 in Hamburg, Neuroanatom und Neurowissenschaftler
- 1947, 19. Juli, Hans-Jürgen Kreische, Fußballspieler
- 1947, 29. Juli, Thomas Rosenlöcher, † 13. April 2022 in Kreischa, Schriftsteller
- 1947, 8. September, Frank Ganzera, Fußballspieler
- 1948, Eva-Maria Schön, Künstlerin
- 1948, 19. Februar, Hartmut Schulze-Gerlach, Sänger und Fernsehmoderator
- 1948, 15. April, Werner Otto, Radrennfahrer
- 1948, 14. August, Ekkeland Götze, Künstler (Maler, Konzeptkünstler)
- 1948, 14. November, Eva Paskuy, Handballspielerin
- 1948, 22. November, Volker Benad-Wagenhoff, Technikhistoriker und Konservator
- 1949, Christian Funke, Geiger und Hochschullehrer
- 1949, Ulrich Milde, Schauspieler und Regisseur
- 1949, 9. Januar, Horst Rau, † 2. Dezember 2020, Fußballspieler und -trainer
- 1949, 3. Juni, Michael von Brück, evangelischer Theologe, Pfarrer, Hochschullehrer, Autor, Zen- und Yoga-Lehrer
- 1949, 8. August, Werner Weinhold, † 2. Mai 2024 in Marl, NVA-Soldat und Deserteur
- 1949, 9. September, Michael Fuchs, Politiker (CDU)
- 1949, 5. November, Norbert Weiß, Publizist, Herausgeber und Schriftsteller
- 1949, 14. November, Beate Winkler, Menschenrechtlerin und Malerin
- 1949, 28. November, Christoph Meinel, Wissenschaftshistoriker
- 1950, Werner Löwe, Bildhauer und Maler
- 1950, Erik Simon, Schriftsteller und Herausgeber
- 1950, 9. Januar, Uwe Preußner, † 6. August 1969 in Hildburghausen, Opfer an der innerdeutschen Grenze
- 1950, 27. Januar, Barbara Toch, Malerin und Grafikerin
- 1950, 4. Februar, Freya Klier, Autorin, Regisseurin und ehemalige DDR-Bürgerrechtlerin
- 1950, 23. Februar, Hans-Jürgen Müller-Hohensee, Schauspieler und Regisseur
- 1950, 8. März, Sigune von Osten, † 8. Juli 2021 auf dem Trombacher Hof, Sängerin und Musikprofessorin
- 1950, 9. April, Gerhard Lauter, † 19. September 2022 in Leipzig, Offizier der Volkspolizei
- 1950, 13. April, Claus Lichtenberger, Fußballspieler
- 1950, 15. Juni, Rainer Sachse, Fußballspieler
- 1950, 29. Juni, Frank Maasdorf, † 7. März 2023 in Dresden, Bildhauer
- 1950, 6. Dezember, Uwe Kagelmann, Eiskunstläufer und -trainer

### 1951 bis 1960
- 1951, Matthias Benad, Kirchenhistoriker
- 1951, Michael Erler, Autor, Filmregisseur und Filmproduzent
- 1951, Christoph Kuhn, Schriftsteller
- 1951, Hans-Peter Lühr, Publizist, Essayist, Historiker
- 1951, Herbert Sand, Schauspieler
- 1951, 9. Februar, Gert Zimmermann, † 16. Juni 2020 in Dresden, Sportjournalist
- 1951, 14. März, Gottfried Ackermann, Violinist
- 1951, 10. Juni, Gottfried Döhn, Ruderer
- 1951, 12. September, Michael Wüstefeld, Schriftsteller
- 1951, 17. September, Wolfgang Graner, † 31. Mai 1971 in Wiesenfeld, Opfer an der innerdeutschen Grenze
- 1951, 10. November, Angela Michalowsky, geborene Cassens, Badmintonspielerin
- 1951, 18. November, Rainer Sennewald, Geologe und Sachbuchautor
- 1951, 7. Dezember, Peter Fiedler, Bildhauer, Keramiker und Steinrestaurator
- 1951, 27. Dezember, Christine Mummhardt, geboren als Christine Walther, Volleyballspielerin
- 1952, Lars Jung, Schauspieler
- 1952, 5. Januar, Mia Schmidt, Komponistin
- 1952, 5. Februar, Elke Martens, Schlagersängerin
- 1952, 8. März, Franns Wilfried Promnitz von Promnitzau, Dirigent, Organist, Pianist, Sänger und Erzähler
- 1952, 26. März, Wolfgang Hegewald, Schriftsteller
- 1952, 13. Mai, Olaf Bernstengel, † 27. Januar 2020, Puppenspieler
- 1952, 23. August, Heinz Weißflog, † 14. Juli 2024 in Dresden, Kunstkritiker, Autor und Lyriker
- 1952, 14. Dezember, Andreas Müller, Synchronsprecher
- 1953, 9. Januar, Bianka Schwede, verheiratete Bianka Borrmann, Ruderin, Olympiasiegerin im Vierer mit Steuerfrau
- 1953, 10. Januar, Andrea Roth, Politikerin (Die Linke), Mitglied des sächsischen Landtags
- 1953, 26. Januar, Klaus Müller, Fußballspieler
- 1953, 6. April, Longest F. Stein (geb. als Frank Stein), † 16. November 2023 in Berlin, Ausstellungsgestalter im Bereich der Fotografie
- 1953, 17. April Andrea Ihle, † 18. Juni 2023, Opernsängerin
- 1953, 4. Mai, Constanze Roeder, Schauspielerin
- 1953, 15. Juni, Thomas Naumann, Experimentalphysiker
- 1953, 25. Juni, Peter Michel, Schriftsteller und Herausgeber
- 1953, 23. September, Olaf Böhme, † 18. März 2019, Kabarettist, Schauspieler und Künstler
- 1953, 29. November, Hans-Jürgen Reznicek, Musiker der Band „Silly“
- 1953, 5. Dezember, Klaus-Peter Hanke, Politiker (Freie Wähler), Oberbürgermeister von Pirna
- 1953, 13. Dezember, Rainer König, Pantomime und Schauspieler
- 1954, 20. Februar, Ulrike Stopka, Verkehrswissenschaftlerin, Professorin an der TU Dresden
- 1954, 9. März, Bill Huck, Radsportler
- 1954, 18. August, Hilmar Eichhorn, Schauspieler
- 1954, 18. Oktober, Matthias Müller, Fußballspieler
- 1954, 27. November, Claus-Dieter Sprink, † 4. Oktober 2006 in Berlin, Heimatforscher und ein Opfer der Diktatur in der DDR
- 1954, 24. Dezember, Lorenz Caffier, Politiker (CDU), Innenminister des Landes Mecklenburg-Vorpommern
- 1955, Katrin Nitzschke, Bibliothekarin und Kulturwissenschaftlerin
- 1955, Christoph Pötzsch, Sachbuchautor und Jurist
- 1955, 15. Januar, Frank Schuster, Fußballspieler
- 1955, 3. Februar, Steffen Volmer, Grafiker und Buchillustrator
- 1955, 18. April, Volker Looman, Finanzanalytiker und Journalist
- 1955, 24. April, Paul Eisel, Maler und Grafiker
- 1955, 27. April, Andreas Gregor, Steuermann im Rudersport
- 1955, 2. Mai, Holger Franke, Schauspieler
- 1955, 20. Mai, Christa Reichard, Politikerin, Mitglied des Deutschen Bundestages
- 1955, 14. Juli, Andreas Kotte, Theaterwissenschaftler
- 1955, 31. Juli, Andreas Thielemann, † 17. Februar 2015 in Rom, Kunsthistoriker und Bibliothekar
- 1955, 22. August, Günter Voigt, Zahnarzt und Kulturförderer in Dresden, Initiator: „Ruf aus Dresden“
- 1955, 15. Oktober, Michael Lucke, † 16. Dezember 2017, Schauspieler
- 1955, 21. Oktober, Romely Pfund, Dirigentin
- 1955, 23. Oktober, Jörg Peter, Langstreckenläufer
- 1955, 26. Oktober, Jan Hoffmann, Eiskunstläufer
- 1955, 27. Oktober, Veit Kempe, Eiskunstläufer
- 1955, 13. November, Gerald Binke, Balletttänzer
- 1956, 15. Januar, Matthias Eisenberg, Orgelvirtuose, Professor, Kirchenmusiker
- 1956, 7. Mai, Joachim Lätsch, Schauspieler
- 1956, 15. Mai, Lothar Klein, Politiker, Abgeordneter der letzten Volkskammer der DDR
- 1956, 31. Mai, Gerd Weber, Fußballspieler
- 1956, 2. Juni, Lutz Fleischer, † 10. Juli 2019, Maler, Grafiker und Objektkünstler
- 1956, 19. November, Johannes Thomas Hörnig, evangelischer Theologe und Professor
- 1957, Marlies Giebe, Restauratorin
- 1957, Norbert Otto Mayer, Politiker (AfD)
- 1957, 11. März, Gabriele Kühn, Ruderin, Olympiasiegerin
- 1957, 5. April, Mario Göpfert, Kinderbuchautor
- 1957, 19. Juli, Christine Herbst (heute: Christine Paulick), Schwimmerin, olympische Silbermedaillen-Gewinnerin
- 1957, 22. Juli, Ulf Großmann, † 7. Januar 2020, Politiker (CDU)
- 1957, 10. September, Karsten Petersohn, Fußballspieler und -trainer
- 1957, 19. November, Holger Fuchs, Schauspieler
- 1957, 22. November, Volker Schmidt, Fußballspieler
- 1957, 19. Dezember, Olaf Bär, Opern- und Konzertsänger (Bariton)
- 1958, Ulrike Nitzschke, Moderatorin, Schauspielerin
- 1958, 28. Februar, Frank Haubitz, † 24. Juli 2023 in Dresden, Schulleiter und Politiker
- 1958, 24. Juni, Annette Jahns, † 11. September 2020, Opernsängerin und -regisseurin
- 1958, 1. Oktober, Sabine Heß, Ruderin
- 1958, 15. Oktober, Michael Proksch, Komponist und Pianist
- 1958, 8. Dezember, Ralf-Peter Hemmann, Geräteturner
- 1958, 12. Dezember, Gabriele Löwe, Leichtathletin
- 1959, Gerald Fauth, Pianist und Hochschullehrer
- 1959, Kostas Murkudis, griechischer Modedesigner
- 1959, Heidi Reinholz, Physikerin
- 1959, 18. Februar, Claus Weselsky, Lokführer und Gewerkschafter
- 1959, 11. März, Elisabeth Schroedter, Politikerin (Bündnis 90/Die Grünen)
- 1959, 21. Mai, Andreas Trautmann, Fußballspieler
- 1959, 14. November, Tobias Rost, Bildhauer
- 1959, 17. November, Olaf Drescher, Eisenbahningenieur
- 1959, 30. November, Carsta Genäuß, Kanutin
- 1960, Christiane Just, † 6. September 2011, Grafikerin und Malerin
- 1960, Thorsten Schilling, Journalist und Chefredakteur
- 1960, 6. Januar, Ulrike Mai, Schauspielerin
- 1960, 7. Juli, Ines Geipel, Leichtathletin, Schriftstellerin und Hochschullehrerin
- 1960, 1. Dezember, Andrea Ehrig-Mitscherlich, Eisschnellläuferin

### 1961 bis 1970
- 1961, Uwe Preuss, Schauspieler und Autor
- 1961, 13. Februar, Matthias Herrmann, † 2. Oktober 2007 in Pulsnitz, Archivar und Historiker
- 1961, 15. März, Sabine Baeß, Eiskunstläuferin
- 1961, 22. März, Ingolf Roßberg, Politiker (FDP), ehemaliger Dresdner Oberbürgermeister
- 1961, 20. Juni, Karin Enke, Eisschnellläuferin
- 1961, 14. Dezember, Hermann Schulz, Eiskunstläufer und Mediziner
- 1962, Cornelia Klauß, Filmwissenschaftlerin, Autorin und Regisseurin
- 1962, 7. Juni, Hans-Jörg Voigt, lutherischer Bischof
- 1962, 11. Juli, Manuela Mager, verheiratete Holzapfel, Eiskunstläuferin
- 1962, 14. Juli, Kerstin Lorenz, † 7. September 2005 in Dresden, Politikerin (NPD)
- 1962, 15. Juli, Jochen Fiedler, Maler und Grafiker
- 1962, 9. Oktober, Durs Grünbein, Lyriker
- 1962, 15. Dezember, Ingo Schulze, Autor
- 1963, Jürgen Helfricht, Publizist, Astronomie- und Medizinhistoriker
- 1963, 3. Mai, Thomas Greiner, Ruderer
- 1963, 22. Mai, Torsten Ruban-Zeh, Politiker (SPD), Oberbürgermeister von Hoyerswerda
- 1963, 8. Juli, Michael Schulz, Jazzmusiker
- 1963, 13, September, Matthias Schulz, Fußballspieler und -trainer
- 1963, 9. November, Petra Krug, Leichtathletin
- 1963, 10. Dezember, Hasko Weber, Schauspieler, Theaterregisseur und -intendant
- 1963, 24. Dezember, Olaf Berger, Schlagersänger
- 1964, Rhett Kempe, Chemiker und Hochschullehrer
- 1964, Ute Richter, Künstlerin
- 1964, Andreas Wagner, Historiker
- 1964, 19. Januar, Thomas Stelzer, Musiker
- 1964, 12. März, Katrin Süss, Künstlerin
- 1964, 12. Mai, Tobias Schröter, Eiskunstläufer
- 1964, 8. August, Jan Josef Liefers, Schauspieler und Musiker
- 1964, 17. August, Simone Hofmann, Kultur- und Musik-Veranstaltungs-Managerin
- 1964, 4. September, René Pape, Opern- und Kammersänger (Bass)
- 1964, 30. November, Lutz Kasper, Physiker und Hochschullehrer
- 1964, 1. Dezember, Ilona Bürgel, Psychologin und Sachbuchautorin
- 1965, Holger Böhme, Autor, Hörspiel- und Theaterregisseur
- 1965, Alf Furkert, Architekt
- 1965, Jörg Heinrich, Schauspieler
- 1965, 24. Januar, Arnd Stephan, Elektroingenieur, Hochschullehrer und Kabarettist
- 1965, 9. März, Uta Bresan, Sängerin und Moderatorin
- 1965, 16. Juni, J. B. Gouthier, Gitarrist, Komponist und Musiker
- 1965, 27. Juni, Olaf Götz, Filmregisseur
- 1965, 5. Juli, Tom Quaas, Schauspieler und Regisseur
- 1965, 5. August, Hans-Christoph Rademann, Chordirigent und Hochschullehrer
- 1965, 21. September, Arne Braun, Übersetzerin
- 1965, 31. Oktober, Jürgen Wehlend, Fußballfunktionär
- 1966, Christoph Dittrich, Generalintendant der Städtischen Theater Chemnitz
- 1966, 13. Juli, Grit Naumann (geb. Jensen), Volleyballspielerin
- 1966, 1. Oktober, Karsten Gundermann, Komponist
- 1966, 29. November, Jean Kirsten, Künstler
- 1966, 26. Dezember, Ulrich Lenk, † 16. Juli 2015 in Chemnitz, Schauspieler
- 1967, Johannes von Duisburg, Opernsänger
- 1967, Eberhard Havekost, † 5. Juli 2019, Maler
- 1967, Jens Neubert, Autor, Regisseur und Filmproduzent
- 1967, Frank Schauseil, Bildhauer
- 1967, 1. Juli, Carsten Hennig, Komponist
- 1967, 14. Juli, Axel Rauschenbach, Eiskunstläufer
- 1967, 5. September, Matthias Sammer, Fußballspieler und -trainer
- 1967, 12. Oktober, Eberhard Havekost, † 5. Juli 2019 in Berlin, Maler
- 1967, 28. Oktober, Martin Brambach, Schauspieler
- 1967, 17. Dezember, Karsten Neitzel, Fußballspieler
- 1968, Tom Götze, Bassist
- 1968, Christoph König, Dirigent
- 1968, 13. Februar, Katja Margarethe Mieth, Kunsthistorikerin
- 1968, 26. Februar, Carina Wiese, Schauspielerin
- 1968, 16. Juli, Veronica Kaup-Hasler, deutsch-österreichische Dramaturgin, Kulturmanagerin, Politikerin
- 1968, 29. Juli, Mike Schmeitzner, Historiker
- 1968, 15. Oktober, Leopold Grün, Dokumentarfilmer
- 1968, 28. Oktober, Uwe Tellkamp, Autor
- 1968, 2. November, Christine Hoppe, Schauspielerin
- 1968, 18. November, Guntram Franke, Kameramann und Filmproduzent
- 1969, Uwe Krause, Komponist, Pianist und Musikpädagoge
- 1969, Thomas Mehlhorn, Schauspieler
- 1969, Anna-Katharina Muck, Schauspielerin
- 1969, 4. Februar, Claudia Michelsen, Schauspielerin
- 1969, 22. März, Johannes Müller, Mediziner und Politiker (NPD)
- 1969, 20. Mai, Christian Lehnert, Theologe, Schriftsteller und Lyriker
- 1969, 2. Juni, Sebastian Kranich, evangelischer Theologe
- 1969, 11. Juni, Matthias Maucksch, Fußballspieler und -trainer
- 1969, 20. Juni, Timo Löhnert, Fußballspieler
- 1969, 12. Juli, Udo Götze, Jurist und Staatssekretär
- 1969, 1. August, Jörg Dittrich, Handwerks- und Sportfunktionär
- 1969, 26. August, Uwe Jähnig, Fußballspieler und -trainer
- 1969, 2. September, Michael Huth, Eiskunstläufer und -trainer
- 1969, 25. Oktober, Simone Koch, Eiskunstläuferin
- 1969, 26. Oktober, André Barth, Politiker (AfD)
- 1970, Peter Stein, Semitist und Hochschullehrer
- 1970, 29. Januar, Heike Meißner, Leichtathletin

### 1971 bis 1980
- 1971, Sabine Michel, Regisseurin und Autorin
- 1971, Sophia Reuter, Bratschistin
- 1971, Christian Heiner Wolf, Schauspieler
- 1971, 19. Januar, Siarhei Mikhalok, weißrussischer Musiker, Gründer der Rock-Band Ljapis Trubezkoi
- 1971, 31. Januar, Volker Michalowski, Schauspieler, Musiker und Komiker
- 1971, 9. Februar, Anne de Wolff, Musikerin, Produzentin
- 1971, 23. Februar, André Stade, Schlagersänger
- 1971, 16. Juni, Evelyn Großmann, Eiskunstläuferin
- 1971, 9. Juli, Cliff Wichmann, Schachspieler
- 1971, 21. August, Jan Hempel, Wasserspringer
- 1971, 27. Dezember, Joerg Dudys, Musiker, Produzent, Komponist
- 1972, Ricarda Roggan, Fotografin
- 1972, Eckehard Stier, Dirigent, Generalmusikdirektor
- 1972, Ronald Stoyan, Astronom, Publizist, Autor
- 1972, Eva-Maria Wilde, Malerin und Künstlerin
- 1972, 19. Januar, Sjarhei Michalok, Rockmusiker und Schauspieler
- 1972, 12. Juli, Andrea Ballschuh, Fernsehmoderatorin
- 1972, 25. August, Ulrich Manitz, Journalist und Medienmanager
- 1973, Martin S. Müller, Kirchenmusiker
- 1973, Karoline Schulz, Flötistin und Komponistin
- 1973, 26. Januar, Lutz Bachmann, politischer Aktivist
- 1973, 30. Januar, Nadja Klier, Fotografin und ehemalige Kinderdarstellerin
- 1973, 10. April, Rico Glaubitz, Fußballspieler
- 1973, 13. Juli, Karoline Schulz, Flötistin und Komponistin
- 1973, 23. August, Torsten Herbst, Politiker (FDP), MdL, MdB
- 1973, 18. November, Jan Mücke, Politiker (FDP) und Lobbyist
- 1974, 27. Januar, Falk Neubert, Politiker (Die Linke)
- 1974, 16. April, Katka Kurze, Schauspielerin
- 1974, 10. September, Hardy Hard, Musiker und Techno-DJ
- 1974, 10. September, Benjamin Walther, Künstler und Theaterregisseur
- 1974, 10. Oktober, Alexander Fischer, Politiker (Die Linke)
- 1974, 18. Oktober, Jan Schäfer, Kanute
- 1975, Paul Hofmann, Maler
- 1975, 4. Januar, Sandra Kiriasis, Bobpilotin
- 1975, 14. Februar, Claudia Blasberg, Ruderin
- 1975, 1. Juni, Frauke Petry, Chemikerin, Unternehmerin und Politikerin (AfD)
- 1975, 23. Juli, Christian Piwarz, Politiker (CDU)
- 1976, 3. Mai, Silvio Schultze, Volleyball-Nationalspieler
- 1976, 7. Mai, Ronny Ernst, Fußballspieler
- 1976, 31. August, Albrecht Koch, Domorganist, Dirigent und Domkantor
- 1976, 12. Oktober, Susanne Langhans, Fernsehmoderatorin
- 1976, 2. Dezember, Heiko Meyer, Wasserspringer
- 1977, Henriette Grahnert, Malerin
- 1977, Fabian Jacobs, Ethnologe
- 1977, Torsten Michel, Koch, mit drei Michelin-Sternen ausgezeichnet
- 1977, 25. Februar, Ulrike Weichelt, Bahnradsportlerin
- 1977, 29. April, Thilo Krause, Autor
- 1977, 28. Mai, Annett Gamm, Wasserspringerin
- 1977, 1. September, Daniel Keil, Footballspieler
- 1977, 23. September, Matthias Rentzsch, Politiker (AfD), MdB
- 1977, 16. Dezember, Tilo Klette, deutsch-österreichischer Basketballspieler und -trainer
- 1977, 18. Dezember, Hendrik Dietz, Biophysiker und Hochschullehrer
- 1978, Julia Herzberg, Historikerin, Hochschullehrerin
- 1978, Ulf Morgenstern, Historiker
- 1978, 18. Januar, Katja Kipping, Politikerin (Die Linke)
- 1978, 29. August, Jens Boden, Eisschnellläufer
- 1979, René Böttcher, Schauspieler, Regisseur, Theaterpädagoge, Schulleiter und Intendant
- 1979, 13. Juni, Annegret Schenkel, Quizspielerin, Lektorin und Korrektorin
- 1979, 22. Januar, Franziska Gerstenberg, Autorin
- 1979, 4. Februar, Franziska Mascheck, Politikerin (SPD), MdB
- 1979, 19. Februar, Holger Mann, Politiker (SPD), MdB, MdL
- 1979, 30. April, Angela Francke, Verkehrswissenschaftlerin
- 1979, 8. Mai, Franziska Klotz, Malerin
- 1979, 5. Juni, Natalja Schukowa, Schachspielerin
- 1979, 23. Juli, Cathleen Tschirch, Sprinterin
- 1979, 4. August, Dominik Schiefner, Schauspieler und Komponist
- 1979, 21. August, Sebastian Vogel, politischer Beamter (SPD)
- 1979, 6. September, Stephan Kühn, Politiker, Mitglied des Deutschen Bundestages
- 1979, 8. November, Patrick Schreiber, Politiker (CDU)
- 1980, 13. Januar, Mirko Soltau, Fußballspieler
- 1980, 10. April, Juliane Prade-Weiss, Literaturwissenschaftlerin, Hochschullehrerin
- 1980, 22. April, Silvana Mehnert, Sängerin
- 1980, 12. Juni, René Schellrich Jr., Hip-Hop-Produzent
- 1980, 17. September, Sabine Kaufmann, Sängerin
- 1980, 18. Oktober, Hannes Lambert, Sänger, Schauspieler und Sprecher
- 1980, 20. Dezember, Sebastian Halgasch, Schwimmer
- 1980, 30. Dezember, Lukas Koch, Fernsehmoderator

### 1981 bis 1990
- 1981, Florian Rynkowski, Fusionmusiker
- 1981, 17. Februar, Lydia Haschke, Sängerin
- 1981, 19. Februar, Franz Brück, Fotograf
- 1981, 23. Mai, Jana Hartmann, Leichtathletin
- 1981, 18. August, Norbert Pascha, Eishockeytorhüter
- 1981, 20. August, Jens Bauditz, Dirigent
- 1981, 10. November, Alexander Eisenfeld, Schauspieler
- 1982, 1. Januar, Caroline Korneli, Fernseh- und Radiomoderatorin sowie Schauspielerin
- 1982, 14. Februar, Maria Kühn, Rollstuhlbasketballspielerin
- 1982, 13. April, Rico Göde, Handballspieler
- 1982, 10. Juli, Björn Morgenstern, Eisschnellläufer
- 1982, 31. August, Christian Meyer, Schauspieler
- 1982, 4. Oktober, Barbara Lenk, deutsche Bibliothekarin und Politikerin (AfD)
- 1982, 25. Oktober, Alla Schabanowa, russische Eisschnellläuferin
- 1982, 7. Dezember, Mathias Weilandt, Jurist und Politiker (Bündnis 90/Die Grünen)
- 1983, 18. September, Christin Priebst, Shorttrackerin
- 1983, 19. Oktober, Maximilian Schmidt, Politiker (SPD)
- 1983, Doris Freigofas, Illustratorin
- 1983, 10. November, Alexander Haritonenko, American-Football-Spieler
- 1983, Almut Kühne, Sängerin
- 1984, 2. März, Grit Müller, Volleyballspielerin
- 1984, 11. März, Erik Heyden, Turniertanzsportler und Sportfunktionär
- 1984, 22. März, Marcus Hesse, Fußballtorwart
- 1984, 8. April, Nele Jung, Schauspielerin
- 1984, 7. Juli, Stephanie Stumph, Schauspielerin
- 1984, 9. September, Caroline Schneider, Schauspielerin
- 1985, 3. März, Aljona Arschinowa, russische Politikerin
- 1985, 29. März, Christiane Fürst, Volleyball-Nationalspielerin
- 1985, 16. November, Paul Herrmann, Shorttracker
- 1985, 24. Dezember, Christina Schwanitz, Kugelstoßerin
- 1985, Katrin Gottschalk, Journalistin
- 1986, 14. März, Jana Heinrich, Basketballspielerin
- 1986, 31. August, Katerina Wladimirowna Tichonowa, Tochter von Wladimir Putin
- 1986, 28. November, Paula Hans, Schauspielerin und Hörspielsprecherin
- 1986, 4. Dezember, Mateusz Molęda, deutsch-polnischer Dirigent
- 1987, 26. März, Mareen von Römer, Volleyballspielerin
- 1987, 11. April, Robert Becker, Shorttracker
- 1987, 12. April, Yvonne Koenig, Rennbootsportlerin
- 1987, 9. Juni, Sebastian Scobel, Jazzmusiker
- 1987, 16. August, Martin Walde, Schauspieler
- 1987, 1. Dezember, Cornelia Gröschel, Schauspielerin
- 1987, 11. Dezember, Peter Scholze, Mathematiker, zweiter deutscher Träger der Fields-Medaille
- 1988, 5. März, Karl Schulze, Ruderer, Olympiasieger
- 1988, 13. Juli, Raúl Spank, Hochspringer
- 1988, 20. Juli, Tony Schmidt, Fußballspieler
- 1988, 3. November, Stefan Kutschke, Fußballspieler
- 1988, 9. Dezember, Christoph Trinks, Handballtorwart
- 1988, 27. Dezember, Tim Grohmann, Ruderer
- 1989, Raphael Klemm, Jazzmusiker
- 1989, 20. Januar, Julia Riedel, Europameisterin im Shorttrack
- 1989, 18. April, Arne Reetz, Fußballspieler
- 1989, 6, Juni, Eric Stehfest, Schauspieler und Autor
- 1989, 26. Juni, Julia Feist, Wasserspringerin
- 1989, 8. Dezember, Maik Kegel, Fußballspieler
- 1990, 29. März, Lydia Weber, Kanutin
- 1990, 31. März, Bianca Merker, geborene Bianca Walter, Shorttrackerin, Europameisterin
- 1990, 27. April, Nadine Berneis, Miss Germany 2019
- 1990, 14. Juli, Philipp Scholz, Jazzmusiker
- 1990, 19. August, Toni Leistner, Fußballspieler
- 1990, 7. September, André Fomitschow, Fußballspieler
- 1990, 5. Oktober, Bojan Heyn, Schauspieler
- 1990, 10. November, Julia Arnold, Fußballspielerin
- 1990, 10. November, Sylvia Arnold, Fußballspielerin

### 1991 bis 2000
- 1991, 25. Februar, Elisa Lenke, Shorttrackerin
- 1991, 1. Juni, Oliver Genausch, Fußballspieler
- 1991, 7. Juli, Marie-Louise Eta, Fußballspielerin und -trainerin
- 1992, Valentin Kleinschmidt, Schauspieler
- 1992, 7. März, Christoph Märtner, Handballspieler
- 1992, 12. Mai, Rasha Nasr, Politikerin
- 1992, 28. Juli, Leopold Pape, Filmproduzent
- 1992, 14. Dezember, Ron Helbig, Schauspieler und Musiker
- 1993, 26. März, Johannes Vetter, Leichtathlet, Weltmeister im Speerwurf
- 1993, 5. April, Marcel Franke, Fußballspieler
- 1993, 3. August, Tom Liebscher, Kanute
- 1993, 16. November, Johann Beurich, Mathematiker und Webvideoproduzent
- 1993, 10. Dezember, Sebastian Mai, Fußballspieler
- 1994, 6. Februar, Kai Fuhrmann, Ruderer
- 1994, 6. November, Juliane Langgemach, Volleyballspielerin
- 1995, 1. November, Michaela Wessely, Volleyballspielerin
- 1996, 24. Oktober, Laura Vetter, Schauspielerin, Model und Influencerin
- 1996, 30. November, Patrick Pflücke, Fußballspieler
- 1997, 4, Februar, Michelle Petter, Volleyballspielerin
- 1997, 27. Juni, Josefin Schneider, Wasserspringerin
- 1998, 10. März, Noah Awassi, Fußballspieler
- 1998, 31. März, Anna Seidel, Shorttrackerin
- 1998, 28. August, Lukas Maase, Volleyballspieler
- 2000, 23. März, Meghan Barthel, Volleyballspielerin
- 2000, 31. März, Lars Lukas Mai, Fußballspieler

## 21. Jahrhundert
- 2001, 20. Juli, Lydia Stemmler, Volleyballspielerin
- 2001, 23. Juli, Maximilian Großer, Fußballspieler
- 2002, 5. Januar, Sina Stöckmann, Volleyballspielerin
- 2002, 21. April, Jessica Degenhardt, Rennrodlerin
- 2002, 12. November, Laura Berger, Volleyballspielerin
- 2002, Elias Eisold, Schauspieler
- 2003, 10. Juli, Ryan Naderi, Fußballspieler
- 2004, 3. März, Jonas Oehmichen, Fußballspieler
- 2004, 22. Juli, Paul Lehmann, Fußballspieler
- 2005, 6. März, Tony Menzel, Fußballspieler
- 2005, 28. November, Lennox Lehmann, Motorradrennfahrer